# Personaggi di Warcraft

Alcuni personaggi tratti da una schermata di caricamento di World of Warcraft; da sinistra, Sylvanas Ventolesto, Lor'themar Theron, Genn Mantogrigio, Gelbin Meccatork, Magni Barbabronzea e Varian Wrynn

Questa pagina riporta i personaggi secondari e minori dell'universo di Warcraft.

## Aegwynn
Aegwynn è stata la penultima Guardiana di Tirisfal e una delle maghe più potenti della storia di Azeroth, oltre che la madre di Medivh. Non è mai apparsa in alcuno dei videogiochi della saga di Warcraft, ma è nota ai fan per la sua presenza in alcuni romanzi, come L'ultimo Guardiano di Jeff Grubb, Il ciclo dell'odio di Keith R.A. DeCandido e Arthas - L'ascesa del Re dei Lich di Christie Golden. È anche un personaggio maggiore in World of Warcraft: il fumetto.
Aegwynn, assai dotata come maga sin da giovane, succedette come Guardiana di Tirisfal a Magna Scavell, che era stato suo maestro, caratterizzandosi fin da subito per il suo approccio avventato (ancorché efficace) ai problemi.
Cinquecento anni dopo la sua nomina a Guardiana Aegwynn viaggiò al "tetto del mondo", il continente ghiacciato di Nordania, nelle Cime Tempestose, per sconfiggere un gruppo di demoni che stavano cacciando draghi: dopo averli ridotti in cenere, un avatar del Titano Oscuro Sargeras stesso sorse dalla polvere e, supportata dai draghi, Aegwynn riuscì a distruggerlo. Trasportò o sigillò il cadavere nell'ex tempio di Elune situato sulle Isole Disperse, dopodiché fece sprofondare tutto l'arcipelago negli abissi, pensava in questo modo che il potere della Distorsione Fatua non avrebbe mai potuto resuscitarlo. Sargeras, però, aveva pianificato tutto e, a sua insaputa, aveva instillato parte del proprio spirito dentro di lei.
Dopo questo evento Aegwynn divenne arrogante e presuntuosa, snobbando le regole del Concilio di Tirisfal e decidendo infine che sarebbe stata lei, e non loro, a scegliere il prossimo Guardiano. Così, 778 anni dopo aver distrutto l'avatar di Sargeras, scelse un potente mago, Nielas Aran, con cui concepire il suo erede, che chiamò Medivh. Aegwynn lasciò Medivh a suo padre a Roccavento e instillò in lui, ben nascosta in profondità, tutta la conoscenza dei Guardiani di Tirisfal, facendo in modo che si manifestasse una volta raggiunta la maturità fisica. Quando quel tempo venne, il potere di Tirisfal era troppo per poterlo controllare e il risultato fu un'esplosione di energia magica dal bambino che uccise suo Nielas e gettò Medivh in coma per vent'anni. Quando Medivh, al suo risveglio, strinse un patto con la Legione Infuocata e portò gli orchi ad Azeroth, Aegwynn lo affrontò a Karazhan, venendo però sconfitta e scoprendo così che Sargeras l'aveva gabbata: quando aveva concepito, infatti, lo spirito del Titano Oscuro si era trasferito al bambino non ancora nato, prendendone infine il controllo. Aegwynn riuscì a fuggire e si teletrasportò a Mulgore, dove si costruì una casetta e dove pensava di poter vivere i suoi ultimi anni in solitudine.
Quando Medivh fu ucciso, invece, Aegwynn riuscì a riportarlo in vita sotto forma di spirito, permettendogli di unire umani, orchi ed elfi della notte durante la Terza Guerra prima di sparire definitivamente. Aiutò poi Jaina Marefiero a sventare il piano di un demone che stava operando per mettere contro le nazioni di Durotar e Theramore, e cominciò a servire come consigliera di Jaina, aiutando inoltre Varian Wrynn a recuperare la memoria e l'elfa del sangue Valeera Sanguinar a controllare la propria sete di magia. Successivamente Aegwynn è stata una dei membri fondanti del Nuovo Concilio di Tirisfal, e nella battaglia contro l'ogre magi Cho'gall si è sacrificata per conferire a Med'an (suo nipote, figlio di Medivh e Garona) i suoi poteri, permettendogli di sconfiggerlo. È stata sepolta a Morgan's Plot, sotto Karazhan, vicino a Medivh.

## Akama
Akama è un draenei Corrotto, leader della tribù Linguamorta e di un gruppo di élite della tribù stessa chiamati Congiurati Linguamorta; era uno dei guardiani del Tempio di Karabor, che sarebbe poi divenuto il Tempio Nero, nella Valle di Torvaluna: quando gli orchi, controllati dalla Legione Infuocata, marciarono sul tempio, Akama s'incaricò dell'evacuazione di quanti più abitanti del tempio possibili, dandosi poi con essi alla macchia. Dapprima si nascosero a Shattrath, dove furono però colpiti dalle energie del caos, che mutarono molti dei sopravvissuti in Corrotti; Akama in particolare subì l'influsso pesante di tali energie. In seguito i superstiti ripararono nelle Paludi di Zangar, dove i Corrotti vennero però allontanati dai draenei sani.
Dopo il cataclisma che devastò Draenor, Akama divenne il saggio anziano dei draenei che guidava, e lui e i suoi furono costretti a lottare contro gli orchi del caos di Magtheridon, il che ridusse drasticamente il loro numero. Quando Illidan Grantempesta giunse nelle Terre Esterne, accompagnato dalle forze di Dama Vashj e Kael'thas Solealto, offrì ad Akama un'alleanza per sconfiggere Magtheridon e le sue forze. Akama accettò, e assieme ad Illidan e ai suoi servitori assediò infine il Tempio Nero. Quando Kil'jaeden ordinò ad Illidan di tornare ad Azeroth per distruggere il Re dei Lich, egli portò Vashj e Kael'thas con sé, lasciando Akama a guardia dei suoi territori nelle Terre Esterne; Illidan lo designò inoltre come guardiano della cella di Maiev Cantombroso: Col tempo, Akama capì che Illidan non era meno malvagio di Magtheridon, e cominciò quindi ad elaborare un piano per portare alla sua caduta assieme ai suoi compagni più leali, i Congiurati.
Durante gli eventi di World of Warcraft: The Burning Crusade, Akama seguì i progressi dei giocatori nello sforzo di sabotare i piani di Illidan, promettendo infine di aiutarli nella battaglia contro di lui. Akama è presente durante la prima fase della battaglia contro Illidan, dopodiché si allontana per andare a liberare Maiev, permettendo alla Guardiana di avere la sua vendetta. Dopo la morte di Illidan, Akama giura di riempire nuovamente il tempio con la Luce.

## Alamorte
Alamorte (Deathwing), detto il Distruttore (the Destroyer), precedentemente noto come Neltharion, il Guardiano della Terra (the Earth-Warder), era il signore dei draghi neri. Introdotto, come Alexstrasza, in Tides of Darkness, compare di sfuggita in Wrath of the Lich King (durante una visione di Yogg-Saron) per poi divenire il nemico principale dell'espansione successiva, Cataclysm; al di fuori dei videogiochi, è presente nella Trilogia della Guerra degli Antichi, in Day of the Dragon, Oltre il Portale Oscuro, La notte del drago, Thrall - Il crepuscolo degli Aspetti e la storia breve La carica degli Aspetti.
Nelharion aveva ricevuto i suoi poteri da Khaz'goroth, e dominava sulla terra e sulle profondità di Azeroth. Proprio a causa della sua vicinanza ai più bui recessi del mondo, Neltharion venne infine a contatto con gli Dei Antichi che i Titani avevano imprigionato nel sottosuolo; essi riuscirono a corromperlo e a farlo impazzire, convincendolo a rivoltarsi contro gli altri stormi di draghi. Per farlo, Neltharion creò un artefatto chiamato "Anima dei Draghi": aiutato dai suoi servitori goblin, forgiò un disco dorato in cui mise parte del suo stesso sangue e l'essenza di un demone della Legione Infuocata, e vi installò una protezione magica così che gli altri Aspetti non potessero vedere cosa conteneva. Dopodiché, convinse gli altri Aspetti a infondere parte del loro potere nell'Anima dei Draghi, dicendo che sarebbe stata una grande arma contro la Legione che aveva da poco dato il via alla Guerra degli Antichi: essendo l'unico che non aveva messo parte del proprio potere nel disco, Neltharion risultava ora più potente degli altri.
Tutti gli stormi di draghi si diressero verso la città di Zin-Azshari, dove gli elfi della notte combattevano la Legione: lì Neltharion usò l'Anima dei Draghi per distruggere non solo i demoni, ma anche gli elfi e gli altri draghi, sterminando quasi totalmente lo stormo blu: allora la sua corruzione si manifestò fisicamente, dando al suo corpo un aspetto più demoniaco, e da quel momento divenne noto come "Alamorte", l'Aspetto della Morte. Dopo quella battaglia, tutti i draghi si ritirarono: i goblin forgiarono un'armatura d'Elementio per Alamorte, che rischiava di essere squarciato dalla sua stessa mutazione e dalla vicinanza all'Anima dei Demoni (come venne ribattezzata): l'artefatto gli venne però sottratto da Malfurion Grantempesta, e alla fine della guerra gli altri Aspetti lo sigillarono e Malfurion lo nascose così che Alamorte non potesse trovarlo né tantomeno usarlo.
Alamorte ritornò alla carica circa diecimila anni dopo: avendo scoperto la locazione dell'Anima dei Demoni ma non potendo neppure toccarla, fece in modo che la ottenessero gli orchi del clan Fauci di Drago, che con essa schiavizzassero Alexstrasza e lo stormo rosso; nello stesso periodo, sotto l'identità di lord Daval Prestor, Alamorte cercò di distruggere l'Alleanza dall'interno, e portò anche alcune delle sue uova a Draenor (che poi avrebbero dato origine ai draghi di alafatua). Poi tentò di manipolare il mago umano Rhonin e i suoi compagni perché portassero Alexstrasza fuori da Grim Batol, dov'era rinchiusa, così da poterla rapire o uccidere e rubare le sue uova: il piano però andò in fumo, perché Rhonin e i suoi distrussero l'Anima dei Demoni e gli altri Aspetti, ritornati ai loro pieni poteri, si lanciarono all'attacco di Alamorte che fu costretto a una disastrosa fuga nel piano elementale di Rocciafonda.
Successivamente Alamorte pianificò la creazione di un nuovo stormo di draghi, che portò prima alla nascita dei draghi cromatici, e poi a quella dei draghi del crepuscolo. Una volta recuperate tutte le energie, Alamorte eruppe da Rocciafonda ad Azeroth passando attraverso il Maelstrom, causando il Cataclisma che devastò molte regioni di Azeroth e dando una brusca svolta alla storia del pianeta. Alleatosi con le altre forze al servizio degli Dei Antichi, come il Martello del Crepuscolo e i signori elementali Ragnaros e Al'Akir, Alamorte cominciò a progettare la distruzione del mondo.
Nelle Alture del Crepuscolo dove i suoi seguaci del Martello del Crepuscolo, comandati da Cho'gall, stavano affrontando lo Stormo rosso, Alamorte venne attirato da Alexstrasza e i due cominciarono un duello nel quale tutti credettero che il Distruttore fosse finalmente stato sconfitto. Tuttavia, Alamorte riemerse dal punto di impatto sotto lo stupore di tutti, ma essendo indebolito dovette ritirarsi.
Durante lo scontro finale al Tempio della Lega dei Draghi, Alamorte portò in battaglia tutti i suoi seguaci, sia dello Stormo del crepuscolo che servi degli Dei Antichi, tra i quali Ultraxion, creato appunto per distruggere gli Aspetti e far avverare l'Ora del Crepuscolo. Tuttavia, un gruppo di avventurieri riuscirono a fare in modo che gli Aspetti, assistiti da Thrall, riattivassero l'Anima del Drago e la usarono per colpire duramente Alamorte, il quale, constatando la gravità della situazione, fuggì di nuovo. Tuttavia, alcuni avventurieri salirono proprio sulla sua schiena e riuscirono a distruggere la corazza di Elementio, di modo che Thrall lo colpì di nuovo, facendo finire Alamorte dentro il Maelstrom. Tuttavia, in quel momento, Alamorte uscì dal gigantesco gorgo, orribilmente deformato in uno spietato mostro di magma e odio, con vari artigli e tentacoli. Una volta indebolito gli Aspetti infusero tutti i loro poteri nell'Anima dei Demoni, colpendo poi Alamorte e distruggendolo - per ironia della sorte proprio nel posto in cui era ritornato.

## Alexstrasza

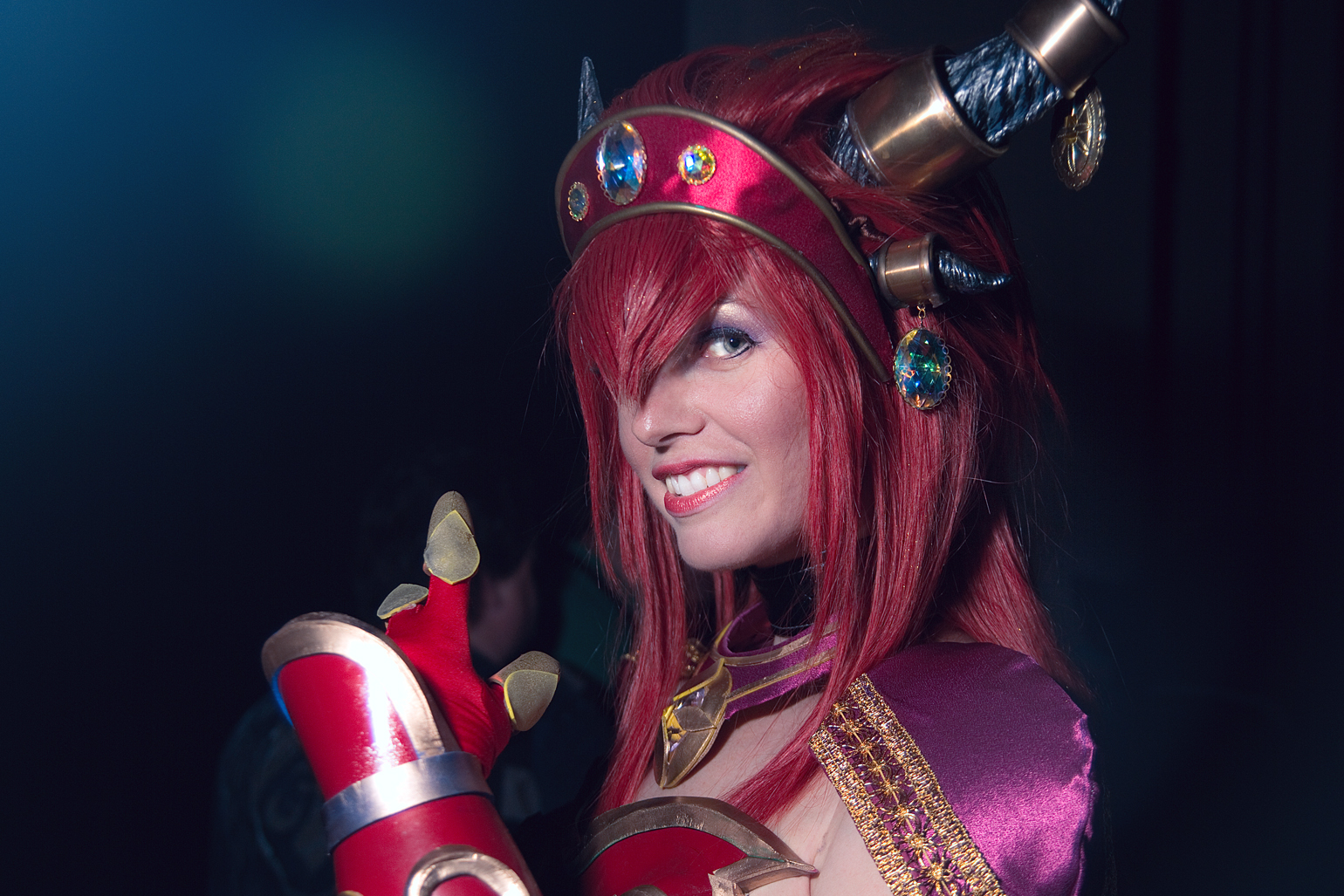
Cosplay di Alexstrasza, nella sua forma umanoide, alla BlizzCon 2010

Alexstrasza, detta l'Orditrice di Vita (the Lifebinder) è la regina dei draghi rossi; assieme ad Alamorte, è fra gli Aspetti quella ad avere la storia più sviluppata. Ha ricevuto i suoi poteri da Eonar, soprassiede a tutto ciò che riguarda la vita, ed è forse la più potente fra gli Aspetti, pur essendo gentile e compassionevole. Il suo personaggio viene introdotto in Warcraft II: Tides of Darkness, e in World of Warcraft appare a partire dall'espansione Wrath of the Lich King. È inoltre presente nei romanzi Day of the Dragon, Grantempesta e Thrall - Il crepuscolo degli Aspetti, nella Trilogia della Guerra degli Antichi e nella storia breve Carica degli Aspetti
Durante la Guerra degli Antichi, Alexstrasza lottò al fianco degli elfi della notte, assistendo assieme agli altri al tradimento di Neltharion; come essi, anche Alexstrasza venne ingannata da Neltharion e si privò di parte del proprio potere infondendolo nell'Anima dei Demoni, dando così a Neltharion potere su di lei. In seguito, insieme a Ysera e Nozdormu, creò l'Albero del Mondo Nordrassil sulla cima del Monte Hyjal.
Verso la fine della Prima Guerra Alexstrasza venne rapita dagli orchi del clan Fauci di Drago, grazie all'aiuto di Alamorte e con l'uso dell'Anima dei Demoni, e imprigionata a Grim Batol: con la loro regina prigioniera, tutto il resto dello stormo venne costretto a sua volta al servizio degli orchi. Alexstrasza venne costretta ad accoppiarsi, e i suoi figli usati come cavalcature dall'Orda per combattere l'Alleanza; in questo periodo trovarono la morte sia il consorte anziano di Alexstrasza, Tyranastrasz, che altri due di cui si ignora il nome. Anche dopo la sconfitta dell'Orda nella Seconda Guerra, Alexstrasza rimase imprigionata a Grim Batol. Alamorte, volendo che fosse portata all'aperto per poterla uccidere e rubare il resto delle sue uova, tentò per questo di manipolare il mago umano Rhonin; il piano fallì, perché Rhonin, aiutato da Korialstrasz, Vereesa Ventolesto e Falstad Granmartello, riuscì a distruggere l'Anima dei Demoni, restituendo ad Alexstrasza i suoi poteri, liberandola e causando la sconfitta di Alamorte.
La regina dei draghi tornò ad agire quando Malygos, tentando di sottrarre tutta la magia ai mortali, rischiò di compromettere l'equilibrio del mondo. Quando l'Aspetto della Magia si rifiutò di smettere, Alexstrasza e gli altri aspetti diedero inizio alla Guerra del Nexus, che portò alla morte di Malygos stesso. Durante la successiva Guerra contro l'Incubo, Alexstrasza si recò a Frondascura, a Valtetra, salvando Broll Orsomanto, Tyrande Soffiabrezza ed Eranikus dagli attacchi di Lethon ed Emeriss; convinse anche Eranikus ad aiutare i mortali a cercare Malfurion Grantempesta nel Sogno di Smeraldo. Alla fine della guerra, assieme ad Ysera benedì Teldrassil e partecipò al matrimonio fra Malfurion e Tyrande.
In seguito, con il ritorno di Alamorte dopo il Cataclisma, Alexstrasza si recò personalmente nelle Alture del Crepuscolo per distruggerlo: riuscì però solo a indebolirlo, uscendo peraltro anch'essa danneggiata dalla lotta. Di lì a poco, Alexstrasza subì un gravissimo colpo con la morte del suo ultimo consorte, Korialstrasz, aggravata dal fatto che sembrò inizialmente accompagnata da un tradimento: la regina dei draghi sciolse la Lega dei Draghi e fuggì a Desolanda, aspettando di morire. Solo quando Thrall le spiegò che non si era trattato di un tradimento, Alexstrasza ritornò al Tempio della Lega dei Draghi con gli altri Aspetti. Partecipò successivamente alla battaglia contro Chromatus e quindi a quella contro Alamorte dove, come gli altri, terminò il suo ruolo di Aspetto.

## Alleria Ventolesto

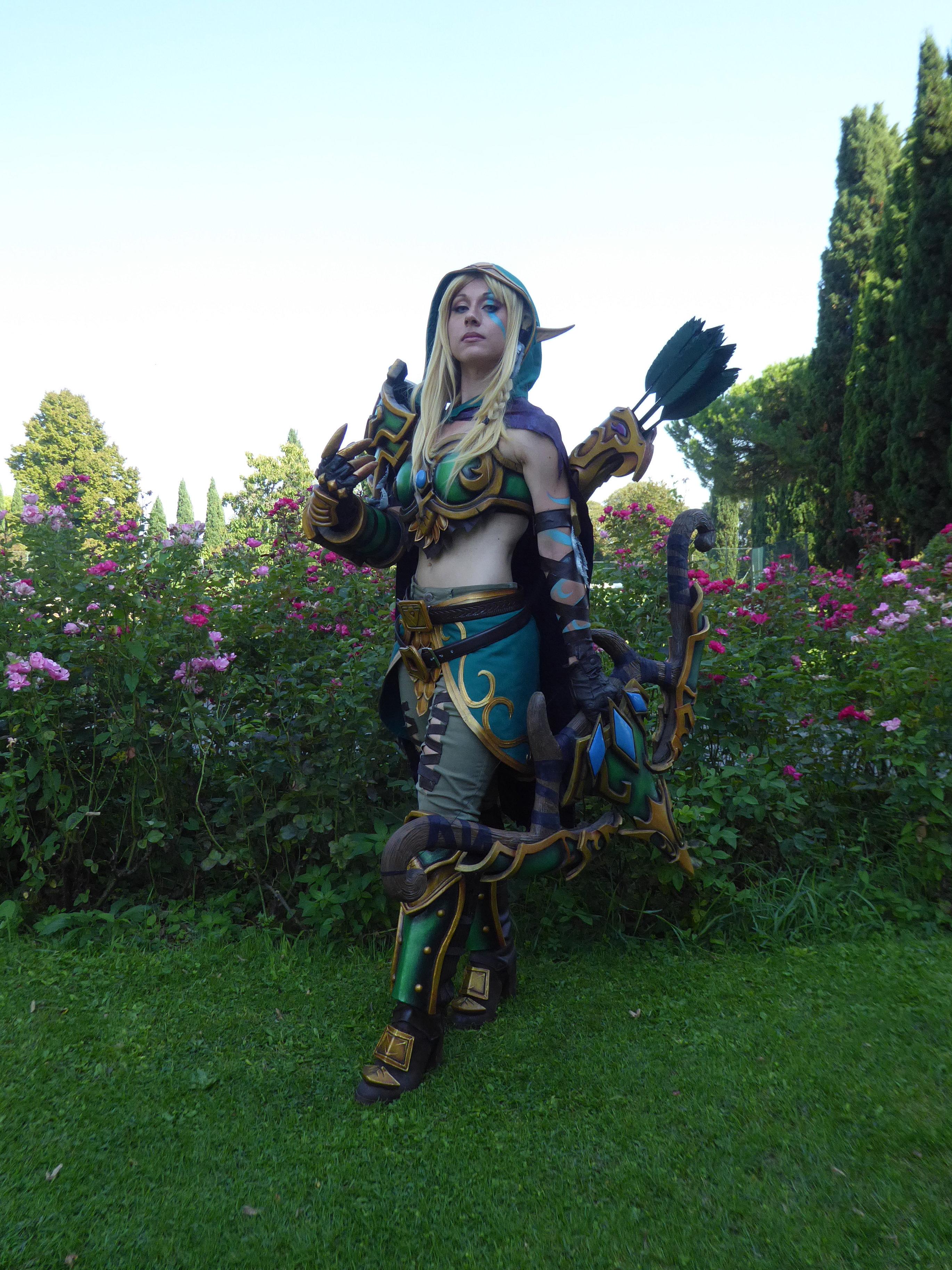
Cosplay di Alleria Ventolesto all'edizione 2020 della fiera cosplay nel Parco giardino Sigurtà

Alleria Ventolesto (Alleria Windrunner) era un importante membro dei ranger elfici di Quel'Thalas durante la Seconda Guerra. Sorella maggiore di Sylvanas, Vereesa e Lirath Ventolesto, fu una dei pochi alti elfi a capire subito il pericolo che l'Orda rappresentava e a fornire supporto alla neonata Alleanza, e in seguito convinse anche re Anasterian Solealto a fornire pieno sostegno ad essa. Durante la guerra, l'Orda fece strage dei suoi parenti, diciotto fra cui suo fratello Lirath: da quel momento Alleria si votò alla vendetta contro gli orchi, sterminando gran parte del clan dei Guerci Sanguinanti.
Alleria si unì in seguito a una spedizione guidata da Khadgar, che comprendeva anche gli umani Danath Cacciatroll e Turalyon e il nano Kurdran Granmartello, per inseguire gli orchi nelle Terre Esterne. Da Turalyon ebbe un figlio, Arator, che non portò con sé nelle Terre Esterne. Dopo la distruzione del Portale Oscuro gli eroi rimasero bloccati a Draenor e su Azeroth vennero dati per dispersi. Con la riapertura del Portale in The Burning Crusade, Danath, Khadgar e Kurdran sono stati ritrovati, mentre di Alleria e Turalyon non si è avuta alcuna notizia.

## Anduin Lothar
Anduin Lothar, detto "il Leone di Azeroth", era l'ultimo discendente della dinastia degli Arathi, campione del Regno di Azeroth durante la Prima Guerra e supremo comandante delle forze dell'Alleanza di Lordaeron durante la Seconda. Appare nei videogiochi Warcraft: Orcs & Humans e Warcraft II: Tides of Darkness, e nei romanzi L'ultimo Guardiano di Jeff Grubb, La discesa delle tenebre di Aaron Rosenberg e Arthas - L'ascesa del Re dei Lich di Christie Golden. È presente anche nel film Warcraft - L'inizio, dove viene interpretato da Travis Fimmel.
Lothar crebbe nella corte di Roccavento, dove divenne amico d'infanzia del futuro re Llane Wrynn e di Medivh, divenendo infine comandante dell'esercito di Roccavento e guidando gli scontri contro gli orchi quando questi invasero il regno; quando Khadgar, apprendista di Medivh, lo informò che era stato proprio lui a permettere agli orchi di giungere ad Azeroth, e che li aveva traditi tutti, Lothar si recò personalmente, assieme a Khadgar e Garona, a Karazhan, dove uccise Medivh. Ciò non bastò però a fermare l'Orda, che riuscì infine ad espugnare Roccavento; Lothar, raccolto ciò che rimaneva dell'esercito e tutti i civili che riuscì a recuperare, salpò attraverso il Grande Mare approdando sulle coste di Lordaeron.
Giunto alla corte di re Terenas di Lordaeron, Lothar convinse il sovrano del pericolo rappresentato dall'Orda, portando alla formazione dell'Alleanza per contrastare il nemico comune, e Lothar fu nominato supremo comandante delle armate di Lordaeron. Guidò l'esercito fino ai piedi del Massiccio Roccianera, dove cadde in combattimento contro Orgrim Martelfato, il Capoguerra dell'Orda. La sua morte, tuttavia, non fu vana, perché l'Alleanza reagì con furia alla morte del suo comandante e quindi, guidata dal luogotenente di Lothar, Turalyon, riuscì a respingere l'Orda e a distruggere il Portale Oscuro.
In suo onore, Varian Wrynn battezza il figlio "Anduin Llane".

## Anduin Wrynn
Anduin Llane Wrynn è re di Roccavento e capo dell'Alleanza. Introdotto in World of Warcraft, appare anche nei romanzi Grantempesta, La distruzione - Preludio al Cataclisma, Cuore di lupo, Jaina Marefiero - Venti di guerra e Crimini di guerra ed è un personaggio giocabile in Heroes of the Storm.
Figlio di re Varian Wrynn e di lady Tiffin Ellerian, e battezzato col nome di "Anduin Llane" in onore di Anduin Lothar e di suo nonno re Llane Wrynn, è nato quattordici anni prima del Cataclisma.
Anduin venne incoronato re di Roccavento all'età di dieci anni, quando suo padre sparì durante un viaggio diplomatico verso Theramore, per evitare disordini sulla successione; il potere era comunque in mano ai suoi tutori, l'Alto Signore Bolvar Domadraghi e la consigliera lady Katrana Prestor. La sparizione di Varian venne tenuta segreta, e poco dopo egli ritornò, facendo ritornare tutto alla normalità: Varian però veniva trattato con scetticismo sia da Anduin che da altri leader, come re Magni Barbabronzea di Forgiardente. Quando la vera identità di Katrana, la dragonessa Onyxia, venne rivelata, si scoprì che Varian era solo una parte della personalità del re, che Onyxia aveva scisso. Onyxia rapì Anduin portandolo nel suo covo nelle Acquemorte, per poi essere raggiunta ed uccisa da Varian (riunificato) e altri, che salvarono anche Anduin. Il carattere pacifico e saggio del principe lo misero però spesso in contrasto con quello più combattivo di suo padre.
Anduin seguì suo padre ad un altro raduno diplomatico a Theramore, su invito di Jaina Marefiero, dove si incontrarono col capo dell'Orda Thrall e Garrosh Malogrido. Il meeting fu però rovinato dai cultisti del Martello del Crepuscolo, e Anduin partecipò alla battaglia che ne seguì.
Nel periodo precedente il Cataclisma, Jaina Marefiero gli donò una pietra del cuore (hearthstone, lett. "pietra del focolare") con cui avrebbe potuto raggiungerla a Theramore in qualsiasi momento. Varian lo inviò poco dopo a Forgiardente, per farlo addestrare come guerriero da Magni; lì strinse amicizia con la sua tutrice, la nana Aerin. Anduin si impegnò in prima persona per soccorrere i feriti dalle prime scosse del Cataclisma, e durante un'operazione di salvataggio a Kharanos, a Dun Morogh, Aerin perse la vita, evento che addolorò profondamente il principe. Non molto tempo dopo Magni, eseguendo un rituale con delle tavolette ritrovate ad Ulduar per cercare di fermare i terremoti, rimase pietrificato. Il trono venne reclamato da sua figlia, Moira Thaurissan, che supportata dai nani Ferroscuro instaurò una dittatura, tenendo gli abitanti di Forgiardente prigionieri, e Anduin con essi. Il principe fuggì a Theramore con la sua pietra del cuore, dove ebbe tempo di conoscere e stringere amicizia con Baine Zoccolo Sanguinario. Venuto a sapere che suo padre, con un gruppo di assassini, stava infiltrandosi a Forgiardente per uccidere Moira, Anduin ritornò in città per fermarlo, convincendolo che la situazione non si sarebbe risolta uccidendo la legittima erede al trono, ma guidandola ad essere un capo migliore, e portando così alla formazione del Concilio dei Tre Martelli per governare la città.
In Cataclysm, Anduin aiuta i giocatori a smascherare un agente del Martello del Crepuscolo infiltratosi fra i collaboratori di re Varian, il maggiore Samuelson.

## Antichi Guardiani
Gli Antichi Guardiani (Ancients Guardians), chiamati anche solamente Antichi (anche minuscolo, che però crea confusione con gli alberi arcani, anch'essi chiamati "antichi") sono una vasta schiera di semidei di Azeroth, i quali furono generati da Azeroth stesso dopo che il mondo venne plasmato dai Titani, legati in modo estremo al mondo naturale. Molti degli Antichi Guardiani sono venerati dagli elfi della notte, così come da diverse altre razze. Un buon numero di essi, tra cui svariati rimasti ad oggi ancora senza nome, trovò la morte durante la Guerra degli Antichi, o in altre occasioni, e alcuni di questi vennero riportati in vita millenni dopo, come avvenne per Aviana, Cenarius, Goldrinn, Malorne e Ursol e Ursoc. Dopo il Cataclisma il Martello del Crepuscolo e le forze di Ragnaros assediarono il Monte Hyjal, e crearono alcuni "Antichi Oscuri", versioni corrotte degli Antichi Guardiani al loro servizio. Entrambi questi Antichi Oscuri (Lycanthoth il corruttore, versione oscura di Goldrinn, e Nemesis l'usurpatore, versione oscura di Tortolla), vennero uccisi da avventurieri.

### Aviana
Aviana è una semidea il cui aspetto è quello di una donna-volatile. Prima della Guerra degli Antichi, Aviana possedeva un suo reame, G'Hanir, "Madre Albero", collegato ad Azeroth in maniera simile al Sogno di Smeraldo; G'Hanir era un albero altissimo, situato su un altissimo picco; fungeva da oltretomba per tutte le creature alate e nei suoi frutti stavano i semi di tutti gli alberi di Azeroth.
Durante la Guerra degli Antichi, Aviana aiutò Malfurion Grantempesta e Korialstrasz che erano finiti nel suo reame. Aviana, gli altri Antichi e gli spiriti discussero su come affrontare la Legione, e infine presero parte alla Guerra di persona: pur combattendo valorosamente, la superiorità numerica schiacciante dei demoni portò alla morte di molti di essi, fra i quali Aviana (il cui sangue, però, corrose i demoni che l'avevano uccisa). Lo spirito della semidea andò alla deriva, privo di forma, nel Sogno di Smeraldo. La sua morte gettò nella follia il suo consorte, Blaithe, che venne ucciso millenni più tardi sul Monte Hyjal. Anche le sue figlie, le arpie, presero ad avere comportamenti barbarici e selvaggi. Con la morte di Aviana, Madre Albero sparì; da una sua ghianda, che Alexstrasza aveva conservato, venne creato l'Albero del Mondo Nordrassil.
Il suo corpo venne ritrovato alla fine della guerra, e sepolto sul Monte Hyjal, nei pressi dell'attuale Sacrario di Aviana; una branca di druidi elfi della notte, i "druidi dell'artiglio", continuò a venerarla, ricevendo da lei i suoi poteri, come quello di trasformarsi in corvi.
Dopo il Cataclisma, quando le forze di Ragnaros e del Martello del Crepuscolo assediarono Hyjal, Aviana venne riportata nel mondo mortale per aiutare nella difesa del Monte, assistendo ad esempio degli avventurieri ad uccidere la dragonessa del crepuscolo Desperiona.
Nella Trilogia della Guerra degli Antichi, Aviana viene dipinta come un personaggio vivace e allegro, ma feroce in battaglia. Nei romanzi ha la curiosa caratteristica di ripetere alcuni spezzoni delle frasi che dice, peculiarità non riprodotta in Cataclysm. Ysera, che l'aveva sempre sentita vagare alla periferia dei suoi sogni, temeva che il suo spirito potesse essersi oscurato col passare del tempo - timore in effetti, apparentemente, fondato:

### Cenarius
Cenarius è un semidio della foresta, patrono di tutti i druidi; è figlio di Elune, dea della luna, e del semidio Malorne. Elune lo lasciò alle cure di suo padre, poiché Cenarius era più una creatura del mondo mortale, e non poteva stare con lei; Malorne, a sua volta, lo affidò a Ysera, che credeva più adatta di lui per crescerlo, e Cenarius crebbe così a stretto contatto con l'Aspetto e con il suo reame, il Sogno di Smeraldo, portando così molti a scambiare Ysera per sua madre.
L'aspetto di Cenarius è quello di un custode della selva, ovvero cervo dalla vita in giù, e simile ad un elfo della notte dalla vita in su; ha inoltre delle grandi corna da cervo, una folta chioma di capelli color verde muschio e le braccia simili a rami, di legno robusto e nodoso. A Cenarius sono legate alcune delle razze di Azeroth, nello specifico driadi, custodi della selva, centauri e magnatauri, anche se le loro origini non sono del tutto chiare: sono noti tre custodi della selva che sono figli diretti del semidio, Ordanus, Zaetar e Remulos. Anche i magnatauri sono probabilmente legati a Cenarius; inoltre il semidio stesso affermò una parentela con gli elfi della notte, ma senza mai spiegare in quale modo fosse possibile (soprattutto considerato che gli elfi della notte si originarono dai troll oscuri).
Cenarius incontrò e si affezionò agli elfi della notte quando essi cominciarono a costruire la loro civiltà attorno al Pozzo dell'Eternità, e cominciò ad insegnare loro le vie della natura. Tuttavia, col progredire della loro società, essi mano e mano si allontanarono dalla natura, e il semidio decise di lasciarli andare per la loro strada; al tempo di Azshara, la maggioranza degli elfi della notte lo considerava solo una leggenda. Cenarius strinse anticamente legami anche con la razza dei tauren, insegnando pure a loro il druidismo, ma dopo che li ebbe lasciati anch'essi dimenticarono i suoi insegnamenti.
Sempre durante il regno di Azshara, tre elfi della notte fecero la conoscenza di Cenarius: i gemelli Illidan e Malfurion Grantempesta e Tyrande Soffiabrezza; tuttavia, dei tre, solo Malfurion divenne davvero suo discepolo, avviandosi sulla strada del druido (Tyrande era sacerdotessa di Elune, mentre Illidan utilizzava la magia arcana). Cenarius assistette Malfurion nella Guerra degli Antichi, che sarebbe scoppiata di lì a breve, partecipandovi poi di persona assieme agli altri semidei, ponendosi sotto la guida di Jarod Cantombroso; rischiò la vita durante un combattimento contro i demoni, ma venne salvato dal padre Malorne, che perì scontrandosi contro Archimonde. Alla fine della guerra, Cenarius si spostò a Radaluna, assistendo da vicino alla civiltà degli elfi della notte che si stava riformando.
Circa diecimila anni dopo, gli orchi giunsero a Kalimdor, e i membri del clan Cantaguerra guidati a Grom Malogrido cominciarono a raccogliere legna dalla foresta di Valtetra. Anche se non erano più sotto il giogo dei demoni, Cenarius sentì la debole corruzione che comunque emanava dagli orchi, di conseguenza li scambiò per avanguardie della Legione e guidò le Sentinelle degli elfi all'attacco contro di loro. Ciò spinse, ironicamente, i Cantaguerra ad accettare l'aiuto della Legione per difendersi; nuovamente corrotti, i Cantaguerra contrattaccarono, e Grom uccise Cenarius.
Alla morte il suo spirito fece ritorno al Sogno di Smeraldo, da dove vide gli orchi redimersi e difendere Nordrassil assieme agli elfi della notte, mutando quindi il suo parere verso di loro. Assieme a Malfurion, a sua volta imprigionato nel Sogno, combatté le prime avvisaglie dell'Incubo di Smeraldo che stavano cominciando a contaminarlo. Così come Aviana, Goldrinn e Malorne, anche Cenarius venne riportato in vita quando il Martello del Crepuscolo e le forze di Ragnaros assediarono il Monte Hyjal, e partecipò quindi alla sua difesa, assistendo anche degli avventurieri nella lotta contro Ragnaros stesso.

### Goldrinn
Goldrinn è un Antico Guardiano noto per la sua ferocia, che impersona l'istinto animale e lo spirito del cacciatore; è conosciuto come Lo'Gosh ("lupo fantasma") dai tauren e dagli orchi. Secondo una leggenda, la dea Elune, pur ammirando il nobile cuore dell'Antico, era scontenta del suo temperamento ferino e sanguinario e, nelle notti di luna piena, il lupo s'infuriava ancora di più, poiché gli sembrava che Elune lo stesse giudicando. Goldrinn combatté al fianco degli elfi della notte nella Guerra degli Antichi dove infine - come molti altri semidei - fu sopraffatto e ucciso.
Una branca di druidi elfi della notte, i "druidi del branco", traeva i propri poteri da Goldrinn: esattamente come il semidio non riusciva a controllare la propria furia, anch'essi avevano difficoltà a controllarsi quando in forma di lupo, così Malfurion Grantempesta proibì loro di proseguire l'addestramento. Nel tentativo di creare un artefatto che permettesse loro di controllarsi, essi fusero un bastone consacrato di Elune con una zanna di Goldrin, creando la Falce di Elune, che però ebbe il solo effetto di mutarli nei primi worgen; per tale motivo, Goldrinn è anche il patrono degli worgen.
Apparentemente, il suo spirito scelse come suo "campione" il re umano Varian Wrynn; ciò potrebbe essere dovuto al fatto che Varian, pur essendo feroce, riuscì a controllare la sua ira, e scegliendolo Goldrinn avrebbe cercato di redimersi agli occhi di Elune.
Assieme ad Aviana, Malorne e Cenarius, Goldrinn venne riportato in vita oltre diecimila anni dopo la sua caduta, quando il Martello del Crepuscolo e le forze elementali di Ragnaros assediarono il Monte Hyjal; aiutò quindi i difensori di Hyjal, assistendo in particolare degli avventurieri nell'uccidere Azralon il Custode del Portale.

## Antonidas
Antonidas era uno dei più potenti maghi di Dalaran, nonché leader del Kirin Tor, la magocrazia che governava la cittadella stessa. Il personaggio è stato introdotto nel videogioco Warcraft III: Reign of Chaos e ripreso di sfuggita nella sua espansione The Frozen Throne. È in seguito stato inserito fra i personaggi dei romanzi Of Blood and Honor di Chris Metzen, La discesa delle tenebre di Aaron Rosenberg, Oltre il Portale Oscuro di Rosenberg e Christie Golden e Arthas - L'ascesa del Re dei Lich di Golden.
Antonidas divenne apprendista del Kirin Tor da ragazzo, facendo rapidamente strada per la sua bravura fino a divenire un membro, e poi il capo, del Concilio dei Sei (il gruppo dei più importanti membri del Kirin Tor).
Poco prima dell'inizio della Seconda Guerra i capi delle nazioni umane di Azeroth si incontrarono per discutere dell'invasione degli orchi, e in questa occasione Antonidas, che rappresentava Dalaran, dichiarò la lealtà della sua città all'Alleanza che si era formata. Monitorò anche i progressi del giovane Khadgar, che era stato l'apprendista di Medivh durante la Prima Guerra, e subito dopo la fine della Seconda Guerra lo rese arcimago, incaricandolo di guidare la missione attraverso il Portale Oscuro, nelle Terre Esterne.
Pochi mesi dopo la guerra Teron Malacarne si intrufolò nella Cittadella Viola per rubare l'Occhio di Dalaran; Antonidas, insieme a Krasus, Kael'thas Solealto e Sathera, riuscì ad intercettarlo, ma non a fermarlo, e Sathera fu uccisa durante il combattimento.
Antonidas fu anche uno dei pochi a comprendere le ragioni del "letargo" che colpì gli orchi dopo la guerra, quando furono rinchiusi in campi di contenimento: intuì infatti che si stavano riprendendo dopo essere stati per generazioni sotto l'influsso del sangue demoniaco; non riuscì comunque a trovare un antidoto, e teorizzò che l'unica soluzione per essi fosse di intraprendere un cammino spirituale (come poi avvenne). Come re Terenas, anche Antonidas aveva ricevuto la visita di un profeta (Medivh sotto mentite spoglie) che l'aveva avvertito di lasciare Lordaeron, ma l'arcimago l'aveva giudicato un ciarlatano e non gli aveva dato ascolto.
Inviò successivamente la sua apprendista Jaina Marefiero insieme ad Arthas per investigare le origini della piaga della non morte che si stava spargendo per Lordaeron: Antonidas aveva consigliato a re Terenas di mettere in quarantena le aree colpite, ma il re aveva rifiutato categoricamente. Dopo il tradimento di Arthas, Antonidas organizzò le difese di Dalaran contro l'esercito dei non morti da lui guidato, erigendo uno scudo magico che essi non potevano attraversare senza subire pesanti danni. Il cavaliere della morte però, nonostante gli incantesimi di Antonidas e di altri suoi colleghi, riuscì a uccidere tutti gli arcimaghi, distruggendo l'incantesimo che impediva ai non morti di entrare a Dalaran, e ad appropriarsi del libro degli incantesimi di Medivh. Il suo spirito tormentato rimase a vagare tra le rovine dei sotterranei di Dalaran finché non venne trovato da Dama Vashj e Kael'thas Solealto, che provvidero a dargli una pace meritata.

## Anub'arak
Anub'arak è un nerubiano non morto al servizio del Re dei Lich. Introdotto in Warcraft III: The Frozen Throne, compare poi in World of Warcraft: Wrath of the Lich King ed è un personaggio giocabile in Heroes of the Storm. È inoltre un personaggio del romanzo Arthas - L'ascesa del Re dei Lich di Christie Golden e della storia breve Road to Damnation di Evelyn Fredericksen.
Originariamente, Anub'arak era uno dei sovrani del regno nerubiano di Azjol-Nerub, che come molti altri fu ucciso durante la Guerra del Ragno, e quindi resuscitato come non morto per servire il Flagello. Successivamente, il Re dei Lich lo inviò ad incontrare e condurre a lui sia il mago Kel'Thuzad, sia il cavaliere della morte Arthas Menethil.
Nella seconda espansione di World of Warcraft, Wrath of the Lich King, Anub'arak è il boss finale dell'instance di Azjol-Nerub, e viene ucciso da giocatori su richiesta del nerubiano Kilix. Resuscitato una seconda volta dal Re dei Lich, viene di nuovo sconfitto durante il raid dell'Ordalia dei Crociati.

## Archimonde
Archimonde è un eredar, mano destra del Titano Oscuro Sargeras; viene introdotto in Warcraft III: Reign of Chaos, e compare poi in alcune instance di World of Warcraft. Appare inoltre nei romanzi della Trilogia della Guerra degli Antichi di Richard A. Knaak e ne L'ascesa dell'Orda e Arthas - L'ascesa del Re dei Lich di Christie Golden.
Insieme a Kil'jaeden e Velen, Archimonde era uno dei tre signori del pianeta Argus. Essi vennero contattati da Sargeras, che offrì loro immensi poteri in cambio della loro lealtà; Archimonde e Kil'jaeden accettarono, mentre Velen rifiutò e fuggì da Argus insieme a quelli che sarebbero divenuti i draenei.
Dopo circa quindicimila anni, Archimonde guidò, insieme a Mannoroth e Hakkar, la prima invasione della Legione Infuocata ad Azeroth, nota come Guerra degli Antichi, e uccise personalmente uno degli Antichi Guardiani, Malorne. Il conflitto terminò bruscamente quando Malfurion Grantempesta, assieme ad un piccolo manipolo di alleati, riuscì a richiudere il portale dal quale erano giunte le forze della Legione: tutti i demoni, compreso Archimonde, furono così rispediti nella Distorsione Fatua.
Dopo altri diecimila anni, i demoni trovarono un altro modo per giungere ad Azeroth, servendosi del Flagello. All'apice della Terza Guerra, così, Archimonde riuscì a rimettere piede ad Azeroth dove, come prima cosa, rase al suolo la città di Dalaran. La Legione riuscì quindi a mettere sotto assedio il Monte Hyjal, e Archimonde stesso attaccò l'Albero del Mondo Nordrassil: migliaia di fuochi fatui, però, richiamati da Malfurion, si ammassarono intorno ad Archimonde e si fecero esplodere, distruggendolo.

## Azshara
Azshara (/aʒara/) è l'imperatrice del popolo dei naga. Menzionata per la prima volta in Warcraft III: The Frozen Throne, appare nei romanzi della Trilogia della Guerra degli Antichi e in World of Warcraft a partire da Cataclysm.
Nel periodo precedente la Guerra degli Antichi, era la potente e bellissima regina dei Kaldorei, e il suo popolo l'amava tanto da aver rinominato la capitale dell'impero "Zin-Azshari" ("Gloria di Azshara"). La regina dominava dal suo palazzo costruito sulle rive del Pozzo dell'Eternità, dove lei ed i suoi servitori, chiamati Eletti studiavano il Pozzo e le sue energie magiche. Ben presto le attività arcane degli Eletti attirarono le attenzioni del Titano Oscuro, Sargeras. Azshara, impressionata dal potere di Sargeras, accettò di aiutarlo a passare nel loro mondo, dando quindi inizio alla Guerra degli Antichi, la prima invasione di Azeroth da parte della Legione Infuocata. La regina, bramosa di potere, era indifferente allo sterminio del suo popolo da parte dei demoni; solo verso la fine della guerra divenne chiaro agli elfi che Azshara li aveva traditi: fino a quel momento avevano rigettato quest'idea inconcepibile, credendo che fosse tenuta prigioniera dai nemici.
Durante la guerra il druido Malfurion Grantempesta tentò di distruggere il portale da cui fuoriuscivano i demoni; avvertita dal fratello di Malfurion, Illidan, Azshara si preparò e si scontrò col druido; lo sforzo che Azshara stava compiendo e gli assalti di Malfurion incrinarono l'equilibrio degli incantesimi degli Eletti, e il portale collassò. La catastrofe risultante, detta "la Frattura", devastò il mondo, e spedì Azshara e i suoi seguaci sul fondo del mare. Rinchiusa con la fedelissima dama Vashj e altri lealisti nella sua sala del trono, Azshara si circondò con una bolla magica per sopravvivere al disastro: proprio mentre le sue energie venivano meno, gli Dei Antichi mutarono lei e i suoi compagni in naga, salvandoli dalla fine certa in cambio della loro obbedienza. Ignari del fato della loro regina, i Kaldorei superstiti diedero il suo nome, come monito, alla regione costiera di Azshara.

## Baine Zoccolo Sanguinario
Baine Zoccolo Sanguinario (Baine Bloodhoof) è l'attuale capo delle tribù di tauren unite e della sua tribù Zoccolo Sanguinario, figlio di Cairne Zoccolo Sanguinario e di Tamaala. Venne catturato, assieme ad altri tauren, da un gruppo di centauri qualche tempo dopo che i tauren ebbero riconquistato Mulgore, gettando suo padre in una profonda depressione. Venne salvato in extremis, quando gli altri tauren catturati erano già stati uccisi, dal campione dell'Orda Rexxar, riempiendo nuovamente di gioia Cairne.
Baine divenne quindi il leader del Villaggio di Zoccolo Sanguinario, nel sud di Mulgore, concentrando i suoi sforzi contro la compagnia goblin S.P.R. & Co. e gli gnoll Mantopallido, e tentò di allontanare i nani dal sito di scavi di Bael'dun, luogo sacro per i tauren, avvertendoli che continuando negli scavi avrebbero fatto infuriare gli spiriti e mandando anche degli avventurieri a rompere i loro strumenti; le contromisure si rivelarono inefficaci, e i nani vennero successivamente sterminati dagli spiriti infuriati.
Durante la guerra contro l'Incubo di Smeraldo, Baine è uno dei tanti che rispondono alla chiamata di Malfurion Grantempesta; quando i membri dell'Orda esprimono il loro sconcerto sulla decisione di Malfurion di affidare la leadership a Varian Wrynn per la battaglia, Baine si schiera dalla sua parte, sciogliendo la tensione e spiegando che il conflitto in corso andava oltre le loro differenze, mostrando una notevole saggezza.
Baine sostituì brevemente suo padre come leader dei tauren durante un viaggio di Cairne a Nordania, dimostrandosi un leader capace e benvoluto. Cairne venne successivamente ucciso in duello da Garrosh Malogrido a causa del tradimento di Magatha Totem Truce, che diede quindi ordine al suo clan di prendere il controllo delle terre dei tauren e di uccidere tutti i fedeli di Cairne, Baine compreso. Egli venne però avvertito da uno dei Totem Truce, lo sciamano Stormsong, e riuscì a mettersi in salvo. Non certo della posizione di Garrosh nel conflitto, e sapendo che i troll erano pochi, ai Reietti non importava nulla e gli elfi del sangue erano troppo lontani, Baine scelse di chiedere aiuto a una delle persone su cui Thrall contava di più, Jaina Marefiero.
A Theramore Baine incontrò l'erede al trono di Roccavento Anduin Wrynn, con cui strinse amicizia e che gli donò Spezzapaura, una mazza ricevuta da re Magni Barbabronzea. Convinta da Anduin, Jaina accettò di sostenere economicamente Baine nel suo piano per sconfiggere i Totem Truce. Baine ricevette inoltre l'aiuto di Gazlowe, capo dei goblin di Porto Paranco nelle Savane Settentrionali, che gli fornì zeppelin, esplosivi e altro. Dopo una battaglia a Picco del Tuono, i Totem Truce vennero sconfitti e Baine esiliò Magatha e quelli che decisero di restarle fedeli nelle Vette di Petrartiglio. Nonostante l'estraneità di Garrosh al complotto di Magatha, Baine prova comunque poca simpatia per lui, dato che fu comunque Garrosh ad uccidere Cairne. Ciononostante lo ha riconosciuto come capo dell'Orda in seguito un confronto al Presidio di Ventolibero, nei Millepicchi, dove si è rifiutato di battersi con lui come fece suo padre per non dividere ulteriormente l'Orda.

## Balnazzar
Balnazzar è un nathrezim, fratello di Varimathras e Detheroc. Con i suoi fratelli, era stato incaricato da Kil'jaeden di controllare il Flagello dei non morti a Lordaeron. Il Flagello tagliò i ponti con la Legione Infuocata poco dopo la Terza Guerra, scacciando i tre nathrezim dalle sue terre. Quando Arthas cominciò a perdere i suoi poteri a causa dell'attacco di Illidan contro il Re dei Lich a Nordania, questi si allearono con Sylvanas per organizzare un colpo di Stato, tuttavia Arthas, con l'aiuto di Kel'Thuzad, riuscì a fuggire; Balnazzar e i suoi fratelli ne approfittarono per prendere il controllo di gran parte delle Terre Infette. I tre nathrezim vennero poi aggrediti dalle forze di Sylvanas Ventolesto, che costrinse Varimathras ad unirsi a lei e ad uccidere Balnazzar. Varimathras finse di uccidere il fratello, Balnazzar sparì dalla circolazione e s'impossessò del corpo di Saidan Dathrohan, uno dei capi della Crociata Scarlatta. Da quel momento Balnazzar cominciò a manipolare i ranghi della Crociata a piacimento e utilizzarla per combattere le forze del Flagello. Quando Alexandros Mograine espresse l'intenzione di attaccare Sepulcra (dove si trovava Varimathras), cooperando eccezionalmente con Kel'Thuzad il nathrezim manipolò suo figlio Renault, riuscendo a fargli uccidere Alexandros. Venne successivamente smascherato a Stratholme, e apparentemente ucciso. La Crociata Scarlatta venne ridotta a brandelli durante gli eventi di Wrath of the Lich King; Balnazzar ne sterminò quindi tutti i membri restanti e li fece risorgere come non morti riunendoli nei "Risorti", un'organizzazione sotto il suo controllo, per poi essere confrontato nuovamente da avventurieri e sconfitto una volta per tutte.

## Brann Barbabronzea
Brann Barbabronzea (Brann Bronzebeard) è il più giovane dei fratelli nani Barbabronzea. È il più noto esploratore dell'universo di Warcraft, e uno dei più importanti membri della Lega degli Esploratori, di cui è uno dei fondatori; è inoltre linguista, guerriero, archeologo e altro. Sebbene membro dell'Alleanza, Brann ha avuto contatti, collaborato e stretto amicizia anche con diversi membri dell'Orda, così come di altre fazioni. Blizzard Entertainment ha riutilizzato il personaggio facendogli "firmare" la maggioranza dei manuali del gioco di ruolo di Warcraft dove si descrivono i territori.
Le prime menzioni degne di nota che si hanno di Brann sono durante la Seconda Guerra, dove lottò a fianco delle armate dell'Alleanza assieme a suo fratello Muradin dopo la liberazione di Khaz Modan dagli orchi, fungendo da messaggeri fra le armate di Lothar e Turalyon e Khaz Modan. Con la conclusione della Terza Guerra, re Magni spedì Brann in missione per esplorare i più remoti angoli di Azeroth e scoprire le origini del popolo nanico. Brann iniziò il viaggio nei Regni Orientali, per passare poi a Kalimdor, alle isole dei Mari del Sud e infine a Nordania. Furono diverse le occasioni in cui Brann venne dato per disperso durante i suoi viaggi, al punto da essere considerato, in certi casi, morto; la sua prima "sparizione" avvenne nella Valle di Rovotorto, dove perse i contatti una volta entrato nell'area di Zul'Gurub, mentre la seconda fu durante il viaggio a Nordania, che Brann aveva intrapreso soprattutto per scoprire la fine che aveva fatto suo fratello Muradin. In entrambi i casi ricomparve sano e salvo.
Dopo il viaggio a Nordania, Brann rimase un po' di tempo a Forgiardente ad istruire nuovi esploratori, per poi riprendere a viaggiare. Riuscì ad inoltrarsi nel regno sigillato di Ahn'Qiraj, facendo in qualche modo finire la base di Atiesh, il bastone di Medivh, all'interno del corpo del Dio Antico C'Thun, risultando nel frattempo disperso una terza volta. Riuscì a fuggire da Ahn'Qiraj solo dopo la riapertura del Vallo dello Scarabeo da parte dei giocatori di World of Warcraft e studiò subito un piano per esplorare le Terre Esterne. La sua prima apparizione di persona è in Wrath of the Lich King, dove contribuisce a svelare buona parte della storia attorno ad Ulduar e ai Titani, mentre in Cataclysm si dirige ad Uldum, nuovamente nel sud di Kalimdor.

## Cairne Zoccolo Sanguinario
Cairne Zoccolo Sanguinario (Cairne Bloodhoof) era il capo delle tribù unite dei tauren e leader della città di Picco del Tuono. Ha avuto un figlio, Baine, dalla compagna Tamaala, deceduta in un periodo precedente la Terza Guerra.
Originariamente era il leader della tribù di tauren Zoccolo Sanguinario, di cui guidava l'esistenza nomade nelle Savane, in perenne fuga dai centauri, e sebbene volesse già da tempo trovare un modo per riappropriarsi delle verdeggianti terre di Mulgore con i continui attacchi dei centauri aveva iniziato a perdere la speranza. La situazione subì una svolta decisiva quando Cairne e i suoi tauren incontrarono gli orchi guidati da Thrall: le due razze strinsero ben presto alleanza, portando così anche i tauren all'interno della Nuova Orda, e i due leader divennero profondamente amici. Cairne informò Thrall della presenza di un oracolo a nord, nelle Vette di Petrartiglio, e dopo che gli orchi ebbero salvato il villaggio degli Zoccolo Sanguinario da un assalto dei centauri gli propose un patto: gli orchi avrebbero aiutato i tauren a riprendere Mulgore, e loro in cambio li avrebbero portati alla locazione esatta dell'oracolo. Arrivati all'oracolo Cairne e Thrall si incontrarono con Jaina Marefiero e l'oracolo, che era lo spirito di Medivh, li fermò prima che iniziassero a lottare e li convinse ad unire le forze per combattere la Legione Infuocata.
Dopo la battaglia del Monte Hyjal, Cairne aiutò Thrall durante la fondazione di Orgrimmar, e non molto tempo dopo suo figlio Baine venne rapito dai centauri, gettando Cairne nella depressione. Cairne venne raggiunto da Rexxar e Rokhan, che stavano cercando aiuto su richiesta di Thrall contro l'invasione dell'ammiraglio Daelin Marefiero, ma il capo tauren replicò di dire a Thrall che era morto. I due andarono così a salvare Baine, risollevando Cairne che fornì subito aiuto agli orchi. Dopo la sconfitta di Marefiero, Cairne tornò a Mulgore, dove unì tutte le tribù di tauren e fondò la città di Picco del Tuono.
Fino al periodo precedente il Cataclisma, Cairne non ha avuto un ruolo molto importante all'interno dell'Orda. Sebbene colpito dalla capacità di Garrosh Malogrido come leader durante un incontro nella Tundra Boreale, la natura saggia, pacifica e contemplativa del tauren gli ha reso del tutto indigesta la decisione di Thrall di sceglierlo come sostituto durante la sua permanenza a Nagrand. Dopo essere stato informato dall'arcidruido Hamuul Totem Runico del massacro di un gruppo di druidi tauren ed elfi della notte, effettuato da agenti del Martello del Crepuscolo ma fatto passare per un ordine di Garrosh, Cairne sfidò Malogrido ad un mak'gora, cioè una sfida all'ultimo sangue, nell'arena di Orgrimmar. L'ascia di Garrosh venne avvelenata da Magatha Totem Truce, e dopo il primo colpo ricevuto da Garrosh Cairne non fu più in grado di difendersi, venendo così ucciso. La morte di Cairne diede a Magatha l'occasione per prendere il controllo di Picco del Tuono, per essere poi sconfitta ed esiliata da Baine che prese il posto di suo padre. Riportato a Picco del Tuono, il corpo di Cairne venne posto su una pira e bruciato, come da usanza del popolo dei tauren.

## Chen Triplo Malto
Chen Triplo Malto (Chen Stormstout) è un membro della razza dei Pandaren. Introdotto in Warcraft III: The Frozen Throne come personaggio di sfondo, appare poi in Mists of Pandaria (dove è un personaggio di primo piano) e come personaggio giocabile in Heroes of the Storm.
Chen è un maestro miscelatore che ha viaggiato in molti luoghi per recuperare gli ingredienti per le sue bevande. Chen si trovava a Durotar in cerca di diversi ingredienti per una delle sue birre, quando incontrò Rexxar in missione per conto di Thrall. Dopo che il Mok'Nathal l'ebbe aiutato a trovare quanto cercava, Chen decise di accompagnarlo così da visitare meglio la regione Il pandaren accompagnò Rexxar a Theramore, nelle Acquemorte, per scoprire il motivo degli attacchi umani a Durotar. Lì guadagnarono anche il supporto di Jaina Marefiero per sconfiggere suo padre, l'ammiraglio Daelin Marefiero, colpevole degli attacchi. Dopo la morte dell'ammiraglio, Chen rimase ancora del tempo con gli orchi per insegnare alcune delle sue ricette ad uno di essi, che le passò a sua volta al suo apprendista Drohn, quindi se ne andò senza più dare sue notizie. In World of Warcraft, diversi dei suoi barili vuoti possono essere trovati dai giocatori nelle Savane Settentrionali.
In World of Warcraft, è doppiato da Keone Young in originale e da Pino Insegno in italiano.

## Cho'gall
Cho'gall è un ogre mago, a capo del Martello del Crepuscolo. Introdotto in Warcraft II: Tides of Darkness, appare anche in World of Warcraft: Cataclysm, nel romanzo La discesa delle tenebre e nel fumetto World of Warcraft. È inoltre un personaggio giocabile in Heroes of the Storm.
Cho'gall è un ogre a due teste (una delle quali è Cho e l'altra Gall), nativo di Altomaglio e assetato di potere; lasciata la sua città natale, si unì al Concilio dell'Ombra di Gul'dan e creò un proprio clan all'interno dell'Orda, il Clan Martello del Crepuscolo, formato da orchi seguaci del Vuoto che erano votati, all'insaputa di Gul'dan e dell'Orda, a portare l'apocalisse (la cosiddetta "Ora del Crepuscolo"). Cho'gall partecipò alla Prima e alla Seconda Guerra con l'Orda. Sul finire della Seconda Guerra, Cho'gall e Gul'dan, con i loro clan, abbandonarono l'Orda per recarsi sulle Isole Disperse alla ricerca della Tomba di Sargeras e del potere lì contenuto; Orgrim Martelfato ordinò che fossero inseguiti e sterminati per la loro diserzione, ma Cho'gall e alcuni membri del Martello del Crepuscolo sopravvissero e riuscirono ad approdare a Kalimdor, seguendo i sussurri degli Dei Antichi.
Essi raggiunsero Ahn'Qiraj, dove si trovava intrappolato il Dio Antico C'Thun, e ne fecero la loro base, reclutando nel Martello del Crepuscolo anche membri di altre razze. Qui venne raggiunto da Med'an, figlio di Garona e Medivh, che apparentemente riuscì ad ucciderlo; l'ogre invece sopravvisse, e ricominciò a causare distruzione nel periodo intorno al Cataclisma e si recò nelle Alture del Crepuscolo: quindi infine ucciso da avventurieri al soldo dell'Orda e dell'Alleanza.

## Daelin Marefiero
Il Grand'Ammiraglio Daelin Marefiero (Daelin Proudmoore) era il leader della nazione umana di Kul Tiras e fu supremo comandante delle forze navali dell'Alleanza durante la Seconda Guerra. Aveva due figli Derek e Jaina.
Marefiero fu uno dei leader convocati da re Terenas Menethil II per formare un'Alleanza contro l'imminente attacco dell'Orda a Lordaeron, e fu uno dei suoi più forti sostenitori. Verso la fine del conflitto, dopo che le forze di Gul'dan e Cho'gall erano già state annientate da quelle di Martelfato per il tradimento, Marefiero guidò un attacco navale contro una flotta dell'Orda, ma l'intervento dei draghi al comando degli orchi gli costò una parte della flotta, quella su cui si trovava suo figlio Derek. Marefiero sostenne re Terenas nelle sue scelte anche in seguito alla guerra, supportandolo anche quando decise di internare gli orchi anziché sterminarli.
Grande amico di re Terenas, Daelin fu sconvolto al sentire della sua morte e della devastazione portata a Lordaeron dal Flagello e dai demoni. Dopo la fine della Terza Guerra, lasciò Kul Tiras portando con sé gran parte della flotta, in cerca di sua figlia Jaina, che era fuggita vers Kalimdor alla testa di alcuni sopravvissuti. Qui scoprì che gli umani e gli orchi vivevano in pace, e convinto che l'Orda fosse da sradicare prima che diventasse un pericolo troppo grande, cominciò a lanciare dei raid contro gli accampamenti costieri degli orchi. Quando essi cominciarono ad contrattaccare, Daelin si ritirò a Theramore, dove con sgomento trovò sua figlia in compagnia del Mok'Nathal Rexxar, del troll Rokhan e del pandaren Chen Triplo Malto, tutti alleati dell'Orda. Daelin chiese il loro arresto immediato, ma Jaina rifiutò e li aiutò a fuggire.
Senza permettere alla figlia di spiegare la situazione, Daelin la usurpò del comando su Theramore e cominciò a lanciare altri attacchi contro gli orchi, che respinsero nuovamente le sue forze. Rexxar e Thrall sapevano però che Daelin non avrebbe mai smesso di attaccare l'Orda, e prepararono un piano per sconfiggerlo. Daelin fece stabilire un blocco navale che isolò la città, ma non sapeva che sua figlia si era schierata contro di lui, per impedire un'escalation di guerra e morti inutili. Jaina aiutò Rexxar e Thrall ad entrare in città, dove tentarono di dissuaderlo dai suoi propositi ma egli, testardo, rifiutò e venne ucciso in combattimento da Rexxar.

## Dama Liadrin
Dama Liadrin (Lady Liadrin) è il capo dei Cavalieri del Sangue, il corrispettivo degli elfi del sangue dei paladini. Liadrin era una sacerdotessa che, come molti altri, perse la fede nella Luce Sacra in seguito alla caduta di Quel'Thalas durante la Terza Guerra. Quando il naaru M'uru venne portato prigioniero a Lunargenta come dono da Kael'thas, seguendo gli insegnamenti del principe il magistro Astalor Giurasangue propose di utilizzare l'energia del naaru per conferire ad alcuni elfi del sangue i poteri dei paladini: Liadrin fu la prima a proporsi, divenendo così la leader dei neonati Cavalieri del Sangue. Quando, successivamente, Kael'thas attaccò Lunargenta e rapì M'uru portandolo all'Isola di Quel'Danas, Liadrin capì che gli insegnamenti del principe avevano condotto gli elfi del sangue su una cattiva strada, e viaggiò fino a Shattrath per scusarsi con A'dal, il leader dei naaru, per le azioni dei Cavalieri del Sangue. A'dal le rivelò quindi che sia lui che M'uru sapevano già quanto sarebbe accaduto, in quanto era stato predetto dal profeta Velen. Liadrin, a nome dei Cavalieri del Sangue, strinse quindi alleanza con l'Offensiva del Sole Infranto, la forza combinata di Shattrath per combattere Kael'thas e Kil'jaeden.
Dopo la sconfitta di Kil'jaeden da parte dei giocatori di World of Warcraft: The Burning Crusade, Dama Liadrin accompagnò Velen alla Cittadella del Pozzo Solare, dove assistette alla ristorazione del Pozzo tramite il cuore di M'uru. Da quel momento è sempre presente alla Cittadella, dove incontra i pellegrini venuti a vedere il Pozzo Solare. Dopo la serie di missioni che i giocatori dell'Orda possono eseguire durante la "settimana dei bambini" a Shattrath, una lettera dalla bambina elfa del sangue Salandria li informa che Dama Liadrin l'ha presa sotto la sua custodia.

## Dama Vashj

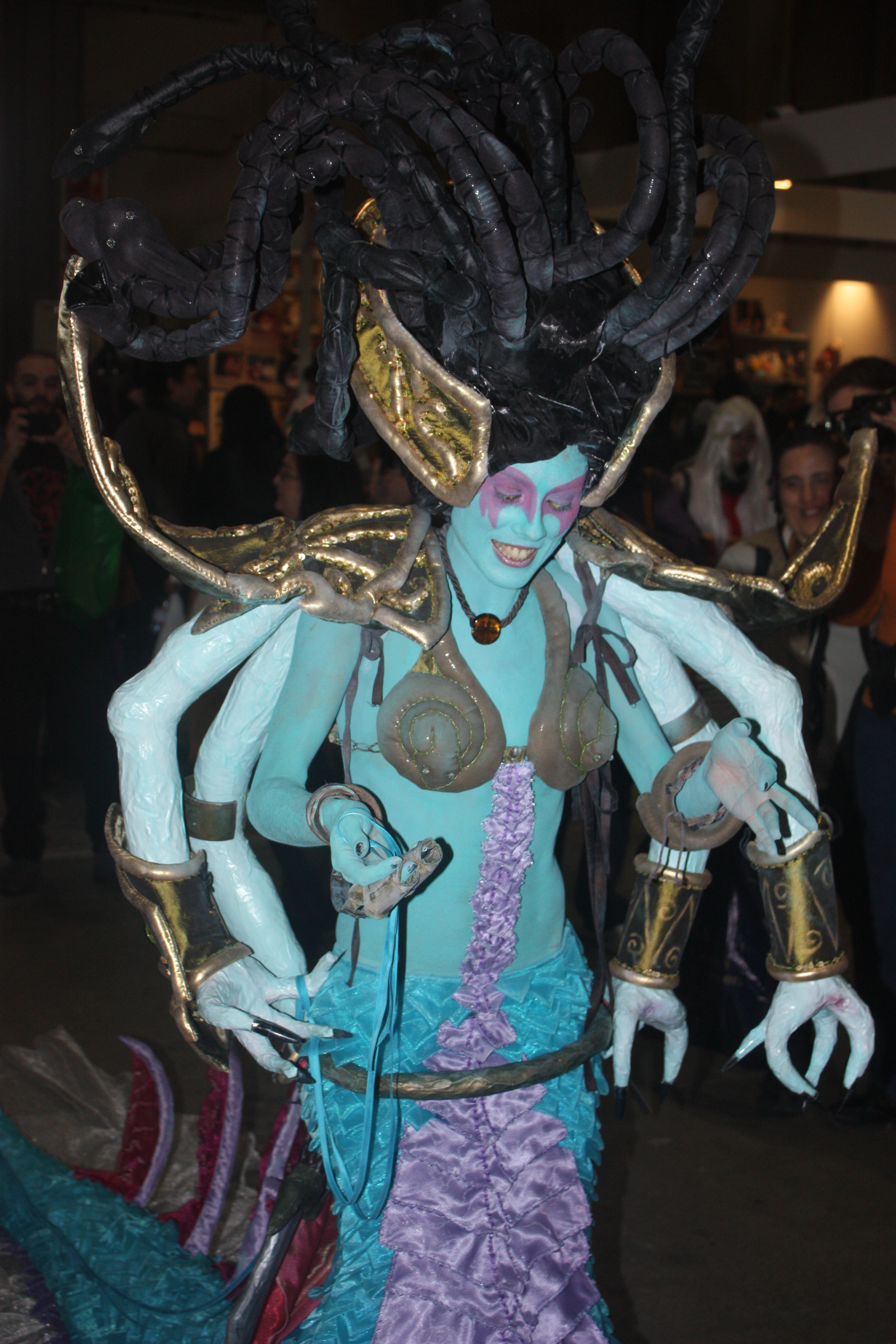
Cosplayer che interpreta Dama Vashj al Cartoomics 2012

Dama Vashj (Lady Vashj; pronuncia: /vaʃi/) è una strega del mare naga al servizio di Illidan.
Vashj nacque più di diecimila anni prima della Prima Guerra, nella città di Vashj'ir; sua madre Lestharia Vashj governava la città. Vashj lasciò la città per trasferirsi a Zin-Azshari, al servizio della regina Azshara. Divenne ben presto una degli Eletti e salì tra i ranghi fino a diventare una delle sue ancelle favorite. Vashj era fanaticamente devota alla sua regina e s'infuriò molto quando ella offrì di fare di Tyrande Soffiabrezza la sua ancella, tanto da tentare di uccidere Tyrande in svariate occasioni (venendo fermata ogni volta dall'intervento di Elune); al termine della Guerra degli Antichi venne trasformata in naga grazie al patto stipulato da Azshara con gli Dei Antichi.
Poco tempo dopo la morte di Archimonde, Illidan Grantempesta evocò i naga dagli abissi marini per aiutarlo nella sua missione; un gran numero di essi, guidato da Vashj, risalì quindi per aiutarlo, preparando al contempo la strada ad Azshara per riconquistare il mondo di superficie. Vashj assistette Illidan durante tutte le sue peripezie: prima nelle Isole Disperse, dove recuperarono l'Occhio di Sargeras, quindi a Dalaran, e poi nelle Terre Esterne: durante questi spostamenti erano sempre braccati dalla custode Maiev Cantombroso che infine, nelle Terre Esterne, riuscì a catturare Illidan. Vashj fece quindi ritorno a Dalaran, dove prese contatto con Kael'thas Solealto e i suoi elfi del sangue (salvandoli infine dalle prigioni della città), riuscendo con il loro aiuto a liberare Illidan. Dopo che Illidan ebbe preso il posto del demone Magtheridon come signore delle Terre Esterne, Kil'jaeden gli ordinò di marciare sul Trono Ghiacciato e distruggere il Re dei Lich: Vashj si recò quindi, sempre al seguito di Illidan, Nordania, dove però le loro forze vennero sconfitte da Arthas.
Fatto ritorno nelle Terre Esterne, Vashj e i suoi naga si stabilirono nelle Paludi di Zangar, schiavizzando le tribù di dranenei Corrotti e cominciando a drenare tutte le acque della regione: tali piani venner sventati da un manipolo di avventurieri che, penetrato nel covo di Dama Vashj, riuscì ad ucciderla.

## Darion Mograine
Darion Mograine è il signore dei Cavalieri della Spada d'Ebano, un gruppo di cavalieri della morte liberatisi dal controllo del Re dei Lich.
Darion nacque da Alexandros ed Elena Mograine, che morì di parto; aveva un fratello maggiore, Renault. Da adulto, suo fratello Renault divenne un membro della Crociata Scarlatta come suo padre, e convinto da Balnazzar, uccise a tradimento Alexandros a Stratholme. Darion si unì quindi all'Alba d'Argento, e con un gruppo di volontari si diresse a Naxxramas, dove si trovava suo padre che era stato resuscitato da Kel'Thuzad come cavaliere della morte. Distrutto Alexandros, Darion recuperò la sua spada, Brandicenere, che era però stata corrotta, e andò a cercare suo fratello, non sapendo che era proprio lui l'assassino di suo padre. Appena lo vide, Renault attaccò Darion e lo spirito di Alexandros, intrappolato nella spada, ne uscì uccidendo Renault.
Darion chiese consiglio a Tirion Fordring su come liberare suo padre dalla spada, e lui gli rispose che solo un atto di amore più grande di quello malvagio che aveva ucciso Alexandros poteva liberarlo. Ad una seguente battaglia alla Cappella della Luce nelle Terre Infette Orientali, fra il Flagello e l'Alba d'Argento, Darion decise così di sacrificarsi per distruggere i non morti, uccidendosi con la stessa Brandicenere e liberando sì suo padre, ma condannando sé stesso a risorgere come non morto al servizio del Re dei Lich.
Darion cominciò quindi ad addestrare nuovi cavalieri della morte, prima spedendoli a devastare l'Enclave Scarlatta, e poi guidandoli in battaglia direttamente contro l'Alba d'Argento alla Cappella della Luce. Qui però Brandicenere, guidata dallo spirito di suo padre, gli si rivoltò contro, portando alla sconfitta sua e delle sue armate. Darion capì di essere stato usato dal Re dei Lich solo per far uscire allo scoperto Tirion, impressione confermata dal Re dei Lich stesso che apparve di lì a poco e imprigionò l'anima di Alexandros dentro a Gelidanima. Darion gettò quindi Brandicenere a Tirion, che la purificò col potere della Luce, e riuscì a scacciare il Re dei Lich. Dopo questo evento vennero formate la Crociata Argentea, guidata da Tirion, e i Cavalieri della Spada d'Ebano, guidati da Darion. In seguito furono proprio i Cavalieri della Spada d'Ebano a conseguire alcune fra le più importanti vittorie contro il Re dei Lich a Nordania.

## Dei Antichi
(Il senzavolto araldo Volazj)
Gli Dei Antichi (Old Gods, tradotto anche come "Antichi Dei" o "Dei dell'Antichità") sono delle entità mostruose, manifestazioni fisiche del Vuoto, che appaiono come enormi ammassi di carne con molti occhi, bocche e tentacoli; essi sono al servizio dei Signori del Vuoto e hanno l'unico scopo di trasformare i mondi su cui arrivano in luoghi da incubo. Quattro di queste entità, chiamate C'Thun, N'Zoth, Y'Shaarj e Yogg-Saron, giunsero sul pianeta di Azeroth, sottomisero i Signori Elementali (Ragnaros, Al'Akir, Therazane e Neptulon) e crearono gli aqir e i senzavolto, regnando incontrastati fino all'arrivo dei Titani; questi ultimi uccisero Y'Shaarj e imprigionarono gli altri nelle profondità del suolo. Nonostante ciò, l'influsso degli Dei Antichi su Azeroth ha continuato ad emergere nel corso della storia di Warcraft, ed essi hanno guadagnato anche alleati e seguaci, fra cui Alamorte e il Martello del Crepuscolo.
Gli Dei Antichi sono chiaramente ispirati, a partire dai nomi e dall'aspetto, dalle creature descritte da H. P. Lovecraft nei Miti di Cthulhu.

### C'Thun
C'Thun (pronuncia /kˈθuːn/) è stato il primo Dio Antico ad essere introdotto in Warcraft (con la patch 1.9 di World of Warcraft); fu il terzo ad essere sconfitto dai Titani, venendo rinchiuso al di sotto di Ahn'Qiraj; dalla sua prigione, C'Thun trasformò gli aqir della zona in qiraji e, novemila anni dopo la Separazione, li scatenò su Kalimdor causando la Guerra delle Sabbie Mutevoli; C'Thun e i qiraji vennero sconfitti dai draghi alleati con gli elfi della notte, e sigillati nuovamente dentro Ahn'Qiraj. Circa mille anni dopo, Cho'gall e il cultisti del Martello del Crepuscolo risvegliarono nuovamente il Dio Antico, e la storia si ripeté con la Seconda Guerra delle Sabbie Mutevoli, nella quale le forze unite di Orda e Alleanza sterminarono i qiraji e sconfissero nuovamente il Dio.

### N'Zoth
N'Zoth è stato il terzo Dio Antico ad essere introdotto, verso fine ottobre 2010; fu il secondo ad essere sconfitto dai Titani, finendo rinchiuso in una prigione sotterranea ad ovest di Uldaman. Alla fine della Guerra degli Antichi, N'Zoth strinse un patto con Azshara, salvando lei e i suoi seguaci e trasformandoli in naga, e più avanti divenne il responsabile della crescita dell'Incubo di Smeraldo (creato da Yogg-Saron). Dopo la sconfitta di Yogg-Saron per mano degli eroi mortali, N'Zoth mise in moto la catena di eventi che portarono al Cataclisma e al ritorno di Alamorte. N'Zoth seguì il destino di C'Thun e Yogg-Saron, venendo a sua volta sconfitto da avventurieri sfruttando il potere della Forgia della Creazione.

### Yogg-Saron
Yogg-Saron è il secondo Dio Antico introdotto in World of Warcraft (implementato con la patch 3.1); viene chiamato con diversi titoli, fra cui "Il Sogno Lucido" (The Lucid Dream), "La Bestia con Mille Fauci" (The Beast with a Thousand Maws), "Il Demone dalle Mille Facce" (The Fiend of a Thousand Faces), "Il Dio della Morte" (The God of Death) e "Quello Che Non Deve Essere Nominato" (That Which Must Not Be Named). Fu l'ultimo degli Dei Antichi ad essere sconfitto dai Titani, che lo imprigionarono a Ulduar; da qui creò la Maledizione della Carne, trasformò gli aqir locali in nerubiani, riuscì a creare l'Incubo di Smeraldo sfruttando le radici dell'Albero del Mondo Andrassil e corruppe o imprigionò gran parte dei custodi titanici di Nordania; Yogg-Saron è anche all'origine della "saronite", un minerale comune a Nordania, utilizzato anche dal Flagello per la costruzione delle sue strutture. Yogg-Saron venne sconfitto da un manipolo di avventurieri all'interno della sua prigione nel periodo della guerra contro il Re dei Lich.

### Y'Shaarj
(Kil'ruk il Razziatore del Vento)
Y'Shaarj è stato il quarto Dio Antico ad essere introdotto, in Mists of Pandaria. Fu il primo tra gli Dei Antichi ad essere attaccato dai Titani, venendo sradicato dal pianeta da Aman'Thul in persona e ucciso. Poiché il suo corpo aveva messo radici troppo in profondità questo atto provocò una grave ferita al pianeta di Azeroth (che sarebbe poi divenuta il Pozzo dell'Eternità), portando i Titani alla decisione di imprigionare gli altri Dei Antichi anziché ucciderli. Con il suo ultimo respiro, Y'Shaarj creò gli sha, manifestazioni delle emozioni negative. Il corpo di Y'Shaarj, il quale veniva venerato dai mantid, venne sepolto sotto la Vallata dell'Eterna Primavera a Pandaria; millenni dopo, il suo cuore venne recuperato e consumato da Garrosh Malogrido.

## Drek'Thar
Drek'Thar è uno sciamano e veggente orco, attuale capo del clan dei Lupi Bianchi. Si sa molto poco sulla storia di Drek'Thar prima della formazione dell'Orda. Fu apprendista sciamano di Madre Kashur; quando ella morì, Drek'Thar le successe come sciamano anziano del clan dei Lupi Bianchi. Come la maggioranza degli orchi, Drek'Thar credette alle parole di Ner'zhul secondo cui i draenei stavano complottando contro di loro, e partecipò a diversi attacchi contro di loro, uccidendo anche civili indifesi, compresi donne e bambini. Quando gli elementi smisero di rispondere alla chiamata degli sciamani, Drek'Thar seguì il sentiero indicato da Gul'dan e divenne uno stregone. Il capo del clan dei Lupi Bianchi, Durotan, rifiutò di bere il sangue di Mannoroth e proibì ai membri del suo clan di farlo, così i Lupi Bianchi vennero esiliati nelle Montagne d'Alterac, dove Drek'Thar abbandonò le arti stregonesche e ritornò ad essere uno sciamano, prendendo coscienza delle atrocità che aveva commesso durante la guerra. In questo periodo, tramite le arti sciamaniche, Drek'Thar riuscì ad ottenere l'amicizia dei lupi nativi di Alterac, da allora alleati del clan dei Lupi Bianchi.
Quando Durotan e sua moglie vennero assassinati e il loro figlio creduto morto, poco prima dell'inizio della Seconda Guerra, Drek'Thar assunse il comando del clan. I Lupi Bianchi vennero ritrovati vent'anni dopo da Thrall, figlio di Durotan, e Drek'Thar, allora divenuto cieco, lo addestrò come sciamano. Parte del clan seguì Thrall e la nuova Orda a Kalimdor, compreso Drek'Thar. Nel periodo precedente gli eventi di World of Warcraft, Drek'Thar tornò alla guida dei Lupi Bianchi nella Valle di Alterac, dove erano iniziate delle lotte per il controllo del territorio con i nani del clan Piccatonante.
Da Alterac Drek'Thar funse da rappresentante di Thrall per i Regni Orientali, e raramente si spostò da lì in seguito al suo ritorno, eccetto per far visita a Nagrand assieme a Thrall dopo la riapertura del Portale Oscuro. La vecchiaia pesò molto sulle spalle di Drek'Thar, che nel periodo seguente la sconfitta del Re dei Lich era costretto a letto, sotto le cure di un orco di nome Palkar. Drek'Thar ebbe diverse visioni, fra cui una del massacro di un gruppo di druidi e un'altra del mondo che si spezzava. Per la prima delle due Palkar acconsentì ad inviare avvertimenti agli elfi della notte, ma l'attacco non avvenne; Palkar ne attribuì la causa alla senilità del vecchio e lasciò perdere la seconda visione. Quando Palkar ricevette la notizia che un gruppo di druidi tauren ed elfi della notte era stato attaccato e l'unico sopravvissuto era Hamuul Totem Runico, capì che le visioni di Drek'Thar erano vere e spedì un messaggio a Thrall riguardante la seconda visione, che prediceva il Cataclisma che si sarebbe verificato di lì a poco.
Drek'Thar apparve nuovamente in Cataclysm, costretto su una sedia a rotelle e affidato alle cure del capitano Galvangar. Alla richiesta di alcuni avventurieri, inviati dal comandante Cromush, di fornire aiuto ai Reietti per sconfiggere le ultime resistenze umane a Lordaeron, Drek'Thar rifiutò, lasciando Cromush sgomento: ciò perché Drek'Thar, pur avendo commesso azioni riprovevoli in passato, se ne era pentito e ne portava il peso, mentre i Reietti compivano atti malvagi senza alcun segno di rimorso.

## Durotan
Durotan era il capo del clan orchesco dei Lupi Bianchi, padre di Thrall, ricordato come uno dei più grandi eroi dell'Orda. Il personaggio venne creato per il videogioco, mai prodotto, Warcraft Adventures: Lord of the Clans; appare in alcuni romanzi della serie, fra cui Lord of the Clans e L'ascesa dell'Orda, oltre che nell'espansione di World of Warcraft Warlords of Draenor. È inoltre uno dei protagonisti del film Warcraft - L'inizio.
Durotan nacque molto prima della corruzione degli orchi e fin da giovane divenne molto amico di Orgrim Martelfato, membro del clan Roccianera. Durante un'escursione nella foresta, lui e Orgrim vennero attaccati da un ogre e salvati da un gruppo di draenei, che li portarono a Telmor: lì conobbero il profeta Velen e il comandante Restalaan, ed entrarono in contatto con la civiltà draenei.
Durotan succedette a Garad, suo padre, a capo del clan Lupi Bianchi, insieme alla sua consorte Draka, e come tali parteciparono al concilio convocato da Ner'zhul, durante il quale lo sciamano accusò i draenei di tramare contro gli orchi; Durotan e Draka rimasero piuttosto perplessi al pensiero di una campagna contro di loro, così come Orgrim, divenuto secondo in comando di Manonera. Durante la guerra contro i draenei, Durotan catturò Velen, lasciandolo poi libero in cambio di due cristalli magici, e fu costretto a distruggere la città di Telmor, dove uccise Restalaan. Avvertito da Ner'zhul di non bere il sangue di Mannoroth, vietò a tutto il clan dei Lupi Bianchi di farlo, salvandolo dalla contaminazione demoniaca. Durante la Prima Guerra il clan, ribellatosi allo strapotere del Concilio dell'Ombra e di Gul'dan, venne esiliato sulle Montagne d'Alterac. Durotan, dopo la nascita di Thrall (che era chiamato Go'el), avvertì Orgrim che erano i demoni i veri signori dell'Orda e che il Concilio era al loro servizio. Venuto a sapere di ciò, Gul'dan inviò dei sicari ad uccidere Durotan, Draka e Go'el. Solo il bambino, ancora in fasce, si salvò dall'attacco. La nazione orchesca di Durotar prende il nome da Durotan.

## Elune
Elune è una delle poche entità che sono largamente e chiaramente definite come "divinità". Chiamata anche "Madre Luna", è la dea che personifica la Dama Bianca, la luna maggiore di Azeroth; è venerata soprattutto dagli elfi della notte, per i quali il culto della dea è fulcro della loro stessa civiltà. Tradizionalmente associata all'armonia, alla guarigione e alla tolleranza, Elune non propugna la pace ad ogni costo, e viene infatti invocata anche con il nome di "Guerriera della Notte", colei che raccoglie i caduti in battaglia e li fissa come stelle nel firmamento. Elune è presente anche nella mitologia di altri popoli, ad esempio fra i tauren, dove viene chiamata Mu'sha: anche qui viene riconosciuta come corrispondente alla luna, in contrapposizione al sole, An'she, ed entrambi costituiscono uno degli occhi della Madre Terra (la maggiore divinità dei tauren).
Mai apparsa personalmente in alcun materiale della serie, Elune agisce tramite il suo clero o, in alcuni casi, anche senza intermediari. Tra i suoi poteri (compresi quelli che conferisce ai suoi seguaci) vi sono innanzitutto la guarigione e la purificazione (anche di casi gravi, come quello di Eranikus). Durante la Guerra degli Antichi fece piovere luce lunare solida sui nemici degli elfi, e quando la sacerdotessa Tyrande Soffiabrezza venne imprigionata nel palazzo di Azshara, eresse uno scudo magico attorno a lei per impedire a Dama Vashj di farle del male. Anche in tempi più recenti, come durante una battaglia contro l'Orda a Valtetra, rispose all'invocazione di Tyrande effondendo la sua luce per spazzare via la nebbia creata dai macchinari dei goblin. Si contano invece sulle punte delle dita i casi in cui la sua voce è stata udita da orecchie mortali. Il profeta Velen ha osservato che la descrizione della dea da parte degli elfi e i suoi poteri dimostrati sono coincidenti con quelli di naaru potenti (paragone che il clero di Elune ha respinto).
Delle leggende che vedono partecipe Elune, la più nota è senz'altro quella che la vede come amante del Cervo Bianco, Malorne, col quale ha concepito Cenarius (storia riportata, in maniera piuttosto romanzata, anche dai tauren). Elune è anche collegata al mito di Goldrinn: secondo quest'altra leggenda, la dea era scontenta del temperamento ferino e sanguinario dell'Antico Guardiano lupo, poiché oscurava il suo altrimenti nobile cuore. Durante le notti di luna piena, quando la luce di Elune riempiva il cielo, Goldrinn sentiva come se gli occhi di lei lo stessero giudicando, rendendolo ancora più feroce. Fu poi un bastone consacrato della dea che, combinato con una zanna di Goldrin, mutò i druidi del branco nei primi worgen. Infine, Elune viene indicata come la creatrice dei silvagufi.
In Legion, le Lacrime di Elune sono uno degli artefatti conosciuti come i Pilastri della Creazione. Custodite al tempio di Elune vengono sottratte da Xavius, che se ne serve per corrompere Ysera. Vengono in seguito consegante all'avatar del giocatore da Elune stessa subito dopo la sconfitta di Ysera.

## Falstad Granmartello
Falstad Granmartello (Falstad Wildhammer) è il Thane (cioè capo) del clan nanico dei Granmartello, e membro del Concilio dei Tre Martelli insieme a Muradin Barbabronzea e Moira Thaurissan.
Falstad era uno dei cavalcagrifoni del clan Granmartello che proteggevano il porto di Hasic quando vi passò il mago Rhonin. Falstad e i suoi uomini accompagnarono Rhonin verso Khaz Modan, ma in un'imboscata i compagni del nano furono uccisi. Sollecitato anche da Vereesa Ventolesto, Falstad continuò il viaggio assieme a lei e a Rhonin, arrivando infine a liberare la regina dei draghi rossi Alexstrasza dagli Orchi del clan Fauci di Drago a Grim Batol. Falstad divenne in seguito Thane dei nani Granmartello, succedendo a Kurdran Granmartello.
In seguito alla pietrificazione di re Magni Barbabronzea di Forgiardente, è stato istituito il Concilio dei Tre Martelli da Varian Wrynn per governare i nani, e Falstad ne è entrato a far parte assieme a Muradin Barbabronzea e Moira Thaurissan (sostituendo Kurdran, che aveva in origine ricevuto l'incarico).
Quando Magni si svegliò dalla sua pietrificazione, il Concilio iniziò a discutere delle ripercussioni del suo ritorno, e Falstad affermò che i Granmartello non si sarebbero mai inginocchiati a un Barbabronzea, al che Magni rispose di non essere venuto a reclamare la corona. 
Falstad in Battle for Azeroth fa parte della campagna contro l'Orda
Falstad e il suo grifone appaiono in Heroes of the Storm come un unico personaggio selezionabile.

## Fandral Elmocervo
Fandral Elmocervo (Fandral Staghelm, chiamato dai qiraji Kar'sis, che significa "mano della terra"), era un elfo della notte, uno degli aiutanti più importanti di Malfurion Grantempesta; ebbe un figlio, Valstann, per cui stravedeva. Quando avvenne la Guerra delle Sabbie Mutevoli, Fandral e suo figlio comandarono le armate degli elfi della notte contro quelle dei qiraji, domandando aiuto anche ai draghi che però rifiutarono di intervenire. Sebbene numerosissimi, i qiraji erano in svantaggio contro gli elfi della notte, fino a che gli imperatori gemelli di Ahn'Qiraj, Vek'nilash e Vek'lor, attirarono Valstann in una trappola a Vento del Sud, a Silitus, devastando completamente il villaggio e catturando Valstann, che venne giustiziato dal generale Rajaxx di fronte alle armate degli elfi e agli occhi dello stesso Fandral. Con Fandral devastato dalla perdita del figlio, le armate degli elfi furono costrette a una tragica ritirata, mentre i qiraji dilagavano per Silitus, il Cratere di Un'Goro e Tanaris, arrivando a minacciare le Caverne del Tempo e causando così l'intervento dei draghi bronzei che li respinsero definitivamente. Alla fine della guerra il drago Anachronos diede a Fandral lo Scettro delle Sabbie Mutevoli, l'unico strumento che avrebbe potuto riaprire i cancelli di Ahn'Qiraj. Fandral però, furioso e addolorato per la morte del figlio, non volendo avere più nulla a che fare con Silitus, i qiraji e i draghi, scagliò via lo scettro spezzandolo.
Dopo la distruzione di Nordrassil durante la battaglia del Monte Hyjal, Fandral propose di creare un nuovo Albero del Mondo, per ridare agli elfi l'immortalità perduta. Malfurion rifiutò seccamente, dicendo che la natura non avrebbe mai benedetto un tale atto di egoismo. Quando Malfurion rimase intrappolato nel Sogno di Smeraldo, Fandral gli succedette come arcidruido degli elfi della notte, e come prima cosa fece piantare Teldrassil su un'isola al largo di Rivafosca, su cui venne poi costruita Darnassus; come Malfurion aveva sostenuto, però, i draghi rifiutarono di benedire Teldrassil, che cominciò a cadere preda di una crescente corruzione. Fandral ha comunque agito come degno sostituto di Malfurion, sebbene la sua arroganza e le sue mire espansionistiche gli abbiano inimicato buona parte dei sostenitori di Malfurion, in primis la sacerdotessa Tyrande Soffiabrezza, con la quale ha avuto diversi litigi su come guidare gli elfi della notte.
Ignoto a tutti, Fandral era stato corrotto tempo prima dall'Incubo di Smeraldo, che gli appariva sotto le sembianze di suo figlio Valstann: nei panni di Valstann, l'Incubo guidato da Xavius l'aveva convinto ad avvelenare lentamente Malfurion con un'erba chiamata morrowgrain (che in World of Warcraft i giocatori vengono mandati a raccogliere con la scusa di ricerche per il Circolo Cenariano), e causare la corruzione stessa di Teldrassil infondendo parte del potere dell'Incubo nell'Albero mentre cresceva. In seguito Fandral indisse un summit di druidi a Teldrassil, fra cui anche Broll Orsomanto, Hamuul Totem Runico e Naralex, cercando di usare i loro poteri per far "resuscitare" il falso Valstann. Runetotem, Naralex e Shandris Piumaluna scoprirono ben presto della follia di Fandral, ma con un incantesimo l'arcidruido impedì loro di rivelarlo. Venne comunque smascherato subito dopo da Malfurion, risvegliato da Broll e Tyrande, che distrusse anche il finto Valstann proprio di fronte a Fandral. La "seconda morte" di suo figlio devastò ancora di più l'animo di Fandral, che venne portato dai druidi a Radaluna per riprendersi, nonostante molti credano che la sua mente sia stata troppo provata e danneggiata perché ciò accada.
Successivamente, in un periodo precedente Cataclysm, Fandral venne spostato in una prigione negli Eremi di Hyjal, dove però i cultisti del Martello del Crepuscolo cercarono di usarlo per i loro scopi. I giocatori vennero così incaricati di consegnarlo alla femmina di drago verde Alysra, perché lo riportasse a Radaluna. Alysra era però corrotta, e consegnò invece Fandral al Martello del Crepuscolo. Insieme ad altri druidi, fra cui sua nuora Leyara, Fandral si messo al servizio di Ragnaros, creando la congrega dei druidi delle fiamme e divenendo maggiordomo personale del Signore Elementale. Tentò di eliminare Thrall separando il suo spirito nei quattro piani elementali; fallito l'intento a causa del salvataggio di Thrall, si ritirò nelle Terre del Fuoco, presso la fortezza di Ragnaros, dove venne infine ucciso da avventurieri.

## Garona
Garona, detta la Mezz'Orchessa (Garona Halforcen) è un'assassina per metà orchessa e per metà draenei; è interpretata da Paula Patton in Warcraft - L'inizio; la sua voce italiana nel film è di Laura Romano, mentre in World of Warcraft è di Angiolina Gobbi.
Nata da un guerriero orco e da una prigioniera draenei, risultava sorprendentemente simile ad un'umana. Gul'dan, che ne aveva programmato il concepimento, lanciò anche un incantesimo su di lei, in modo da poterla controllare a piacimento. Durante la Prima Guerra, Gul'dan la inviò come ambasciatrice del Concilio dell'Ombra da Medivh, dal quale ebbe anche un figlio, Med'an; Khadgar, l'apprendista di Medivh, inizialmente furioso per la sua presenza, instaurò poi con Garona un rapporto di reciproco rispetto.
Quando venne scoperto che Medivh era sotto il controllo di Sargeras, Garona, Khadgar e Anduin Lothar s'introdussero a Karazhan per ucciderlo; lì, Garona ebbe una visione del futuro, in cui vide sé stessa assassinare il re degli umani Llane Wrynn, un'eventualità che considerava orribile; ciò avvenne effettivamente un po' di tempo dopo, anche se Garona eseguì il compito con infinita tristezza. In seguito, dopo aver affidato il figlio neonato al mago Meryl Winterstorm, Garona si dedicò ad eliminare tutti i membri del Concilio dell'Ombra rimasti ad Azeroth. In un periodo antecedente a Wrath of the Lich King sia lei che suo figlio furono catturati da altri agenti dei Martello del Crepuscolo. Med'an fu poi liberato, ma Garona fu portata nel tempio di Ahn'Qiraj, dove Cho'gall prese il controllo della sua mente e la inviò assieme ad altri cultisti a Theramore ad attaccare un incontro tra i leader di Orda e Alleanza, organizzato da Jaina Marefiero; qui viene catturata dall'Alleanza, e poco dopo si riunisce con suo figlio e con Maraad, un guerriero draenei che era il fratello di sua madre.

## Garrosh Malogrido
Garrosh Malogrido (Garrosh Hellscream) è il figlio di Grom Malogrido. Viene introdotto nella seconda espansione di World of Warcraft The Burning Crusade, e acquista un ruolo di primo piano a partire dalla quarta (Cataclysm) fino alla sesta (Warlords of Draenor); appare anche in diverso altro materiale della serie, in particolare nei romanzi La distruzione - Preludio al Cataclisma, Jaina Marefiero - Venti di guerra e Crimini di guerra di Christie Golden e Cuore di lupo di Richard A. Knaak, in vari fumetti e nei videogiochi Hearthstone: Heroes of Warcraft e Heroes of the Storm. In lingua originale è doppiato da Patrick Seitz, mentre la sua voce italiana è di Roberto Draghetti.
Garrosh nacque su Draenor nel periodo della formazione dell'Orda e crebbe nella regione di Nagrand, scampando alla corruzione demoniaca che colpì gran parte degli orchi e diventando quindi un membro dei Mag'har. Quando la nuova Orda tornò su Draenor circa trent'anni dopo, Garrosh incontrò Thrall che gli raccontò di come suo padre Garrosh avesse sacrificato la vita per uccidere Mannoroth. Seguendo le orme della figura paterna, Garrosh si unì quindi all'Orda e guidò con successo l'offensiva contro il Re dei Lich a Nordania. Valoroso sul campo di battaglia, Garrosh era però anche decisamente ostile all'Alleanza; Thrall tentò di indirizzarlo su idee più diplomatiche, senza riuscirci.
Con l'avvento del Cataclisma, Thrall cedette il posto di Capoguerra dell'Orda a Garrosh nonostante il parere avverso dei propri consiglieri; Cairne Zoccolo Sanguinario, capo dei tauren, sfidò Garrosh ad un mak'gora (duello fino alla morte) per impedirgli di salire al potere, ma venne sconfitto e ucciso grazie all'intervento di Magatha Totem Truce, poi denunciata dallo stesso Garrosh. Sotto la sua guida, l'Orda entrò apertamente in guerra con l'Alleanza, radendo al suolo, tra l'altro, la città di Theramore (inimicandosi la sua fondatrice e signora Jaina Marefiero, che era stata fino ad allora la voce più favorevole all'Orda all'interno dell'Alleanza). Contemporaneamente, Garrosh dimostrò anche un marcato razzismo nei confronti dei membri non-orchi dell'Orda. Le relazioni, sia con i nemici, sia con gli alleati, peggiorarono esponenzialmente durante l'esplorazione del continente di Pandaria: se da un lato organizzò l'omicidio (fallito) del capo dei troll Vol'jin e tentò di uccidere anche Anduin Wrynn, dall'altro tentò di conquistare Pandaria manipolando gli sha, profanando la Vallata dell'Eterna Primavera scatenando i poteri il cuore di Y'Shaarj.
Come risultato di queste azioni la città di Orgrimmar, cuore dell'Orda, venne assediata dalle forze dell'Alleanza e anche da gran parte di quelle dell'Orda (tutti gli altri leader della fazione gli si erano rivoltati contro), e Garrosh venne sconfitto, catturato e riportato a Pandaria per essere sottoposto a processo, mentre Vol'jin venne eletto in sua vece come Capoguerra dell'Orda. Al termine del processo, Garrosh riuscì ad evadere grazie all'aiuto del drago di bronzo Kairozdormu, giungendo in una versione alternativa di Draenor ai tempi della fondazione dell'Orda.
Qui riuscì ad impedire che gli orchi venissero corrotti dalla Legione Infuocata, e tenta di riorganizzare gli orchi in un'"Orda di Ferro", con lo scopo di ritornare su Azeroth. Viene però raggiunto dalle forze di Orda e Alleanza e Thrall, dopo averlo sfidato ad un mak'gora, lo uccide.

## Gelbin Meccatork
Il Gran Meccanista Gelbin Meccatork (Gelbin Mekkatorque) è l'attuale leader degli gnomi, e uno dei più bravi inventori di Azeroth. La sua elezione avvenne circa fra i sette e i nove anni prima degli eventi di World of Warcraft; in seguito all'elezione, ogni Gran Meccanista può adottare un titolo a sua scelta, e Mekkatorque scelse "Re degli Gnomi".
Quando, durante la Terza Guerra, Gnomeregan venne invasa dai trogg, Meccatork venne colto alla sprovvista e si fidò del suggerimento di Sicco Termospin, il suo consigliere, che aveva in realtà orchestrato l'invasione stessa, facendo irradiare la città per scacciare i trogg. L'idea si rivelò disastrosa provocando la morte di più gnomi che trogg, morti che Meccatork ha ora sulla coscienza. Da allora, Meccatork ha giurato di dedicarsi alla riconquista di Gnomeregan, operazione riuscita in buona parte durante l'eventa della riconquista di Gnomeregan in Wrath of the Lich King.
Meccatork ha delle capacità inventive sorprendenti, come del resto tutti i membri della razza gnomica. Oltre alla notevole quantità di tempo speso a pensare piani per riprendere Gnomeregan, Meccatork ha anche aiutato i nani a perfezionare le tecnologie militare di supporto all'Alleanza. Fra le sue invenzioni più note c'è il Tram degli Abissi, che collega come un'enorme metropolitana le città di Forgiardente e Roccavento.

## Genn Mantogrigio
Genn Mantogrigio (Genn Greymane, talvolta scritto Graymane) è uno worgen, leader degli umani e degli worgen della nazione di Gilneas. Ha una moglie, Mia, e due figli, Tess e Liam; suo padre, re prima di lui, si chiamava Archibald.
Mantogrigio fu uno dei leader convocati da re Terenas Menethil II per formare un'Alleanza contro l'invasione degli orchi prima della Seconda Guerra, tuttavia non era affatto convinto dell'utilità di una simile unione, non volendo rischiare le vite dei suoi cittadini per una guerra che non considerava di competenza di Gilneas. Greymane era convinto che la sua nazione potesse fronteggiare da sola qualsiasi avversità, e fornì solo supporti simbolici all'Alleanza, più che altro su insistenza dei nobili Darius Crowley e Vincent Godfrey. Fu inoltre uno dei sostenitori di lord Daval Prestor (Alamorte camuffato, cosa che tutti ignoravano) come leader della nazione di Alterac.
Dopo la fine della Seconda Guerra, che era costata le vite di diversi soldati di Gilneas, il governo dell'Alleanza chiese a Gilneas altri fondi monetari. Furibondo, Mantogrigio decise di tagliare completamente i ponti con le altre nazioni, e fece costruire un immenso muro che delimitava Gilneas dal resto del continente, il Muro Mantogrigio e da allora, all'esterno, di Gilneas non si seppe più nulla. L'isolamento non venne condiviso dalla totalità della popolazione, e provocò un'insurrezione contro Mantogrigio, guidata da lord Darius Crowley, il cui terreno era stato tagliato in due dal Muro. La rivolta venne sedata e Crowley incarcerato.
Quando il Flagello invase Lordaeron arrivando alle porte di Gilneas, Mantogrigio esortò l'arcimago Arugal nel suo piano di evocare gli worgen per fermarlo. La maledizione degli worgen, però, sconfinò anche oltre le mura di Gilneas, cominciando a contagiare la popolazione e anche lo stesso Mantogrigio. Crowley venne rilasciato perché lo aiutasse a risolvere il problema; gli worgen di Gilneas riuscirono a mantenere la loro sanità mentale grazie al mago Krennan Aranas prima, e poi grazie all'intervento degli elfi della notte; il regno venne poi attaccato dai Reietti su ordine dell'Orda, e Mantogrigio fronteggiò personalmente Sylvanas Ventolesto. Quando la regina-banshee fece per uccidere Mantogrigio, suo figlio si frappose fra i due, venendo ucciso al posto del padre.
Greymane ordinò l'evacuazione del regno, lasciando Crowley e il Fronte di Liberazione di Gilneas a occuparsi dei Reietti. Durante il viaggio attraverso il Grande Mare verso Darnassus, la nave su cui si trovavano Mia e Tess venne gravemente danneggiata dagli tsunami provocati dal Cataclisma e cominciò ad affondare: essendosi rotta una gamba durante la tempesta, Mia non poteva muoversi e Tess rifiutò di lasciarla, così restarono entrambe a bordo rischiando di annegare. Rifiutando di perdere gli ultimi membri della sua famiglia, Genn nuotò fino alla nave salvando entrambe. Una volta giunto a Teldrassil, accettò la proposta di Malfurion Grantempesta di riunire Gilneas all'Alleanza. In seguito, Mantogrigio si è spostato a Roccavento, e può essere trovato nella sala del trono con re Varian Wrynn.

## Grom Malogrido
Grommash Malogrido, detto Grom (Grommash/Grom Hellscream) era il capo del clan orco dei Cantaguerra ed è considerato un eroe dell'Orda. Introdotto in Warcraft II: Beyond the Dark Portal, appare anche in Warcraft III: Reign of Chaos e in World of Warcraft: Warlords of Draenor. È inoltre un personaggio di diversi romanzi della serie, fra cui L'ascesa dell'Orda, Oltre il Portale Oscuro e Lord of the Clans.
Grom Malogrido era il capo del clan Cantaguerra su Draenor, che venne riunito - come gli altri clan - nell'Orda; Grom fu il primo orco a bere il sangue di Mannoroth, e guidò l'assalto alla città draenei di Shattrath. Lui e il suo clan vennerò però lasciati su Draenor durante l'invasione di Azeroth, così non partecipò alla Prima né alla Seconda Guerra. Dopo quest'ultimo conflitto, Grom recuperò il teschio di Gul'dan per Ner'zhul, e venne poi mandato ad Azeroth, nelle Terre Devastate, ad attaccare la fortezza di Guardiafatua e a combattere per il controllo del lato azerothiano del Portale Oscuro. Dopo la distruzione del Portale, lui e il suo clan si diedero alla macchia, fino a che non vennero ritrovati da Thrall e reintegrati nell'Orda.
Grom seguì l'Orda a Kalimdor, dove il suo clan venne inviato da Thrall a raccogliere legname a Valtetra; qui i Cantaguerra vennero attaccati dagli elfi della notte, e per difendersi cedettero di nuovo all'offerta di Mannoroth, bevendo di nuovo il sangue del demone e cadendo sotto il controllo della Legione Infuocata. Thrall, aiutato da Jaina Marefiero, riuscì a catturarlo e a liberarlo dalla corruzione; i due orchi poi si scontrarono con Mannoroth, e Grom riuscì a infliggere il colpo mortale al demone, rimanendo però ucciso nello scontro. Anni dopo, Thrall scoprì che Grom aveva lasciato un figlio a Nagrand, Garrosh.

## Gul'dan
Gul'dan è uno stregone orco e il fondatore de facto dell'Orda. Introdotto già dal primo capitolo della serie, Warcraft: Orcs & Humans, appare ancora in Warcraft II: Tides of Darkness, World of Warcraft e Hearthstone, nonché in vari fumetti e romanzi ambientati nell'universo di Warcraft, in particolare L'ascesa dell'Orda e La discesa delle tenebre. È uno degli eroi giocabili nel videogioco crossover Heroes of the Storm e compare anche nel film del 2016 Warcraft - L'inizio, dove è interpretato da Daniel Wu. È doppiato in italiano da Mario Scarabelli in World of Warcraft e da Simone Mori nel film.
Su Draenor, Gul'dan era l'apprendista di Ner'zhul, avido di potere; quando il suo maestro capì di essere stato ingannato e manipolato da Kil'jaeden e decise di tradirlo, Gul'dan avvertì il demone, il quale lo mise al posto di Ner'zhul. Su ordine di Kil'jaeden egli insegnò la magia demoniaca agli altri sciamani, riunì tutti i clan degli orchi nell'Orda e fondò il Concilio dell'Ombra per controllarla da dietro le quinte. 
Dopo che l'Orda venne abbandonata da Kil'jaeden, Gul'dan, con l'aiuto di Medivh, aprì il Portale Oscuro e portò gli orchi ad Azeroth, dando inizio alla Prima Guerra; lo stregone cadde in coma verso il termine del conflitto, perché la sua mente era connessa a quella di Medivh quando quest'ultimo venne ucciso. L'orco Orgrim Martelfato ne approfittò per prendere il controllo dell'Orda e sterminare i membri del Concilio dell'Ombra. Quando si risvegliò dal coma, Gul'dan convinse Orgrim a risparmiarlo giurandogli fedeltà e creando per lui i primi cavalieri della morte. 
Durante la Seconda Guerra, Gul'dan, il suo apprendista Cho'gall e i loro clan disertarono per andare a cercare la Tomba di Sargeras, per acquisire i poteri divini del Titano Oscuro; egli riuscì a far riemergere dal mare le Isole Disperse e la tomba con essere, ma una volta entrato lui e quasi tutti i suoi seguaci vennero massacrati dai demoni impazziti. Il teschio di Gul'dan, pieno di potere magico, venne recuperato da Grom Malogrido più avanti e molti anni dopo venne consumato da Illidan per trasformarsi in un demone.
Nella linea temporale alternativa mostrata nell'espansione di World of Warcraft: Warlords of Draenor, a Garrosh Malogrido impedisce a Gul'dan di corrompere gli orchi assoggettandoli ai demoni; lui e il Concilio delle Ombre, al servizio della Legione Infuocata, sono tra gli antagonisti principali. Il Gul'dan "alternativo" continua a servire la Legione anche nell'espansione successiva, Legion, ed è responsabile tra l'altro della morte di Varian Wrynn; viene infine ucciso da Illidan.

## Hakkar
Hakkar, detto "lo Scorticatore d'Anime" (the Soulflayer) è un malevolo e potente "dio del sangue" adorato dai troll della tribù Gurubashi. La sua esatta natura non è chiara: viene definito a volte un dio, a volte un loa, a volte uno spirito, altre volte viene indicato come figlio di un Dio Antico o Dio Antico egli stesso.
L'origine del culto risale a dopo la Frattura, quando l'impero dei troll, già gravemente indebolito, si ritrovò anche frammentato su vari continenti. I troll Gurubashi, ritrovatisi nell'odierna Valle di Rovotorto, cercarono aiuto presso gli spiriti, e al loro richiamo rispose il più oscuro di tutti, Hakkar. Hakkar li aiutò ad espandersi in tutta la regione, e anche su alcune isole dei Mari del Sud, ma esigeva che sempre più gli venissero sacrificati: il suo intento era quello di guadagnare abbastanza energia da accedere al mondo fisico, per poter divorare il sangue di tutti i viventi. Quando le richieste di Hakkar furono insostenibili, la popolazione insorse, rivoltandosi contro di lui e contro i suoi sacerdoti più devoti, gli Atal'ai: dopo una battaglia che scosse le fondamenta del regno, Hakkar venne sconfitto e bandito.
Gli Atal'ai vennero scacciati da Zul'Gurub e si costruirono il tempio di Atal'Hakkar nella Palude del Dolore, dove ripresero a lavorare per portare Hakkar nel mondo: i loro intenti vennero scoperti da Ysera, che schiantò il tempio nelle acque della palude e mandò i suoi draghi verdi, fra cui il consorte Eranikus, a sorvegliarlo. Ciononostante, alcuni Atal'ai erano sopravvissuti, e continuarono a operare nel tempio sommerso, convinti che, in caso di successo, Hakkar li avrebbe ricompensati con l'immortalità. Essi cominciarono ad evocare un avatar di Hakkar, ma il piano venne fermato da un gruppo di avventurieri.
Nel contempo, con la scomparsa di Hakkar e il peso della guerra civile, l'impero Gurubashi si era completamente sfaldato. Nella speranza di rimetterlo insieme, i troll cercarono di rievocare Hakkar: gli Atal'ai fecero ritorno a Zul'Gurub (l'unico posto dove, avevano scoperto, Hakkar poteva essere completamente evocato), e riuscirono a riportare tra di loro il dio del sangue; i sacerdoti di altre tribù cercarono di fermare la cosa, ottenendo come unico risultato che Hakkar prendesse il controllo su di loro e anche sui loro loa. A questo punto i troll Zandalari presero in mano la situazione e, assoldati altri avventurieri, li spedirono contro Hakkar, facendolo bandire nuovamente.
Ciò non fermò gli Atal'ai: testardamente, essi riuscirono a raccogliere buona parte dello scheletro del suo avatar nel Tempio di Atal'Hakkar, preparandosi a rievocarlo. Altri avventurieri, questa inviati dal drago verde Itharius, evocarono prematuramente l'avatar, riuscendo a distruggerlo, ma gli Atal'ai erano riusciti a portare a Zul'Gurub una grande quantità di sangue del dio, dove per la quinta volta prepararono la sua evocazione. Quest'ultima evocazione venne dapprima osteggiata dagli Zandalari, e poi appoggiata, quando decisero di riunire tutte le tribù troll per formare di nuovo un unico impero: qui il dio venne sottomesso dallo stregone Jin'do, che cercò di trasferire i poteri del dio su sé stesso. Liberato da avventurieri, Hakkar uccise Jin'do e poi svanì, non prima di aver promesso di ritornare.
Hakkar è legato alla vicenda dell'incidente del Corrupted Blood, un bug che scatenò in World of Warcraft una "pandemia virtuale" durata una settimana che ebbe una notevole eco anche al di fuori del gioco.

## Halduron Alachiara
Halduron Alachiara (Halduron Brightwing) era un generale sotto il comando di Sylvanas Ventolesto, capo-ranger degli alti elfi di Quel'Thalas; dopo la morte di Sylvanas nella Terza Guerra, Halduron prese il suo posto. Halduron era contrario alla creazione dei Cavalieri del Sangue, così come allo sfruttamento del naaru M'uru, argomenti che avevano inizialmente logorato il suo rapporto con il Gran Magistro, Rommath.
Dopo il Cataclisma, allorché i troll Zandalari cercarono di riunire tutte le tribù di troll per riformare il loro antico impero, Halduron si incontrò con Vol'jin e Vereesa Ventolesto alle porte di Zul'Aman, nelle Terre Spettrali, quest'ultima invitata da lui stesso nonostante l'opposizione di Lor'themar Theron. Più avanti si recò sull'Isola del Tuono, a Pandaria, con un contingente di Lungopasso per assistere nella lotto contro l'imperatore mogu Lei Shen le sue forze.

## Hamuul Totem Runico
Hamuul Totem Runico (Hamuul Runetotem) è l'Arcidruido di Picco del Tuono e il più importante druido tauren del Circolo Cenariano. Durante la battaglia del Monte Hyjal strinse amicizia con Malfurion Grantempesta, che gli insegnò le arti druidiche e divenne uno dei più potenti druidi mai esistiti. Hamuul divenne pertanto il primo druido tauren in venti generazioni, e reintrodusse la dottrina druidica nel suo popolo. Entrò in contrasto con Fandral Elmocervo, il quale credeva che solo gli elfi della notte potessero essere veri druidi.
Ha una figlia, Bashana, anch'ella druida e membro del Circolo.
Era particolarmente legato a Cairne Zoccolo Sanguinario, suo amico d'infanzia e sostiene con tutte le sue forze suo figlio Baine. Addestra druidi nella città, e a causa della sua vecchiaia raramente lascia l'Altura degli Anziani dove risiede. Successivamente, mentre Alleanza e Orda erano in campagna a Nordania contro il Re dei Lich, Hamuul divenne uno dei membri fondatori del nuovo Concilio di Tirisfal, e assieme ad altri concesse i suoi poteri a Med'an per sconfiggere Cho'gall. Venne in seguito convocato da Fandral Elmocervo a Teldrassil dove scoprì, assieme a Naralex e Shandris Piumaluna, della sua corruzione.
Si recò in seguito nelle Vette di Petrartiglio per un incontro con dei druidi elfi della notte nel tentativo di ricucire i rapporti fra Orda e Alleanza. I druidi furono massacrati da agenti del Martello del Crepuscolo, e Hamuul si salvò per miracolo, riferendo poi dell'accaduto a Cairne e giungendo all'errata conclusione che il mandante fosse Garrosh Malogrido.
In seguito all'attacco di Ragnaros al Monte Hyjal, Hamuul si è unito ai druidi locali per combattere contro di lui e il Martello del Crepuscolo, partecipando di persona al primo attacco contro il Signore Elementale del Fuoco stesso.

## Irathion
Irathion (Wrathion), detto "il Principe Nero", è l'unico drago nero noto ad essere libero dalla corruzione degli Dei Antichi. Il suo uovo venne creato dal drago rosso Rheastrasza, con l'aiuto di un avventuriero e dello scienziato gnomo Hieronymus Blam: Rheastrasza catturò il drago nero Nyxondra, costringendola a deporre uova sulle quali sperimentare e poi, con l'ausilio di tecnologie titaniche, una di queste uova venne purificata. Rheastrasza venne uccisa da Alamorte, l'uovo venne messo in salvo da Blam, e nascosto dai draghi rossi alla Trincea Vermiglia, nelle Alture del Crepuscolo. Irathion, tuttavia, che era pienamente senziente e cosciente ancora prima di schiudersi, riuscì a mettersi in contatto con i ladri Corvolesto, che rubarono l'uovo e lo portarono al loro maniero nelle Alture di Colletorto, dove si schiuse. Da lì, Irathion assoldò avventurieri per uccidere tutti gli altri draghi neri presenti ad Azeroth, compreso Alamorte, rimanendo apparentemente l'unico della sua specie sul pianeta (altri draghi neri esistono ancora nelle Terre Esterne, come Sabellian).
Irathion si recò a Pandaria quando venne riscoperta l'anno seguente, prendendo dimora in una taverna del Passo Velato, assoldando avventurieri per porre fine alla guerra fra Orda e Alleanza in vista di un imminente pericolo ben più grave.Successivamente, lì fece la conoscenza di Anduin Wrynn e inviò degli avventurieri ad uccidere il Re del Tuono mogu, Lei Shen, e portargli il suo cuore, che mangiò, per acquisire conoscenze sui Titani.

## Jarod Cantombroso
Jarod Cantombroso (Jarod Shadowsong) è il fratello minore di Maiev Cantombroso, ed è stato il comandante delle forze degli elfi della notte durante la Guerra degli Antichi. Inizialmente un capitano della guardia cittadina di Suramar, ricevette l'incarico di sorvegliare da Malfurion, Tyrande, Rhonin, Krasus e Broxigar, e divenne un valido supporto per lord Kur'talos Crinocorvo; dopo la morte di molti nobili fu promosso a comandante. Le capacità tattiche di Jarod permisero agli elfi di continuare a resistere durante la guerra, e combatté valorosamente anche sul campo, affrontando nemici del calibro di Archimonde. In seguito alla conclusione della guerra, insieme ad altri capi degli elfi, Jarod sorprese Illidan Grantempesta nell'atto di creare un secondo Pozzo dell'Eternità sulla cima del Monte Hyjal; essi tentarono di fermarlo, ma Illidan ferì gravemente Jarod e Dath'Remar Solealto e uccise tutti gli altri: da quel momento, la sorella di Jarod, Maiev, cominciò a odiare ferocemente Illidan.
In seguito, in un periodo non ben precisato, Jarod sparì senza dire niente a nessuno; ricomparirà millenni più tardi (come narrato in cuore Cuore di lupo), giungendo a Darnassus nel vano tentativo di far curare la sua moglie malata, Shalasyr. Durante la terza espansione di World of Warcraft, Cataclysm, guida le forze degli elfi alla difesa del Monte Hyjal, assediato dal Martello del Crepuscolo.

## Jastor Gallywix
Jastor Gallywix è Principe del Commercio del cartello goblin di Acqualorda, facente parte dell'Orda. Introdotto in World of Warcraft: Cataclysm, appare anche nei romanzi Jaina Marefiero - Venti di guerra, Crimini di guerra e Prima della tempesta.

## Kael'thas Solealto

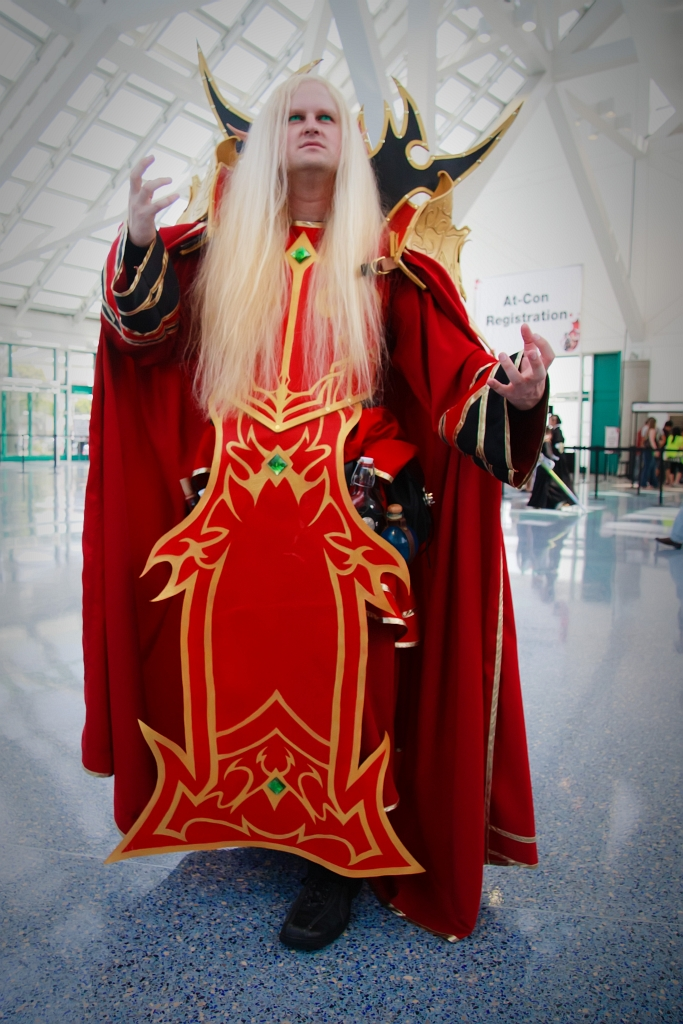
Cosplay di Kael'thas Solealto

Kael'thas Solealto (Kael'thas Sunstrider), a volte abbreviato in "Kael", è stato l'ultimo sovrano di Quel'Thalas. Introdotto in Warcraft III: The Frozen Throne, appare anche in World of Warcraft: The Burning Crusade. Compare in alcuni romanzi della serie, fra cui Oltre il Portale Oscuro e Arthas: L'ascesa del Re dei Lich, e in diversi fumetti, ed è un personaggio giocabile in Heroes of the Storm.
Kael'thas era figlio di Anasterian Solealto, re degli alti elfi di Quel'Thalas. Si recò a studiare la magia arcana a Dalaran, dove corteggiò Jaina Marefiero (che rifiutò però le sue avances, preferendogli il principe umano Arthas Menethil). Dopo la morte di suo padre e la caduta di Quel'Thalas per mano del Flagello, Kael'thas tornò in patria per aiutare ciò che restava della sua gente, che ribattezzò "elfi del sangue" e distrusse inoltre il Pozzo Solare, che era stato corrotto dai non morti, per evitare che danneggiasse ulteriormente gli elfi. Kael'thas quindi portò con sé parte degli elfi (lasciando i più deboli a Quel'Thalas, sotto la guida di Lor'themar Theron) e si diresse verso Lordaeron.
Dopo una breve alleanza con gli elfi della notte (che erano a Lordaeron per dare la caccia a Illidan), Kael'thas giunse di nuovo a Dalaran dove si mise al servizio del maresciallo Garithos, che guidava le restanti forze dell'Alleanza. Kael'thas accettò alcune volte l'aiuto di dama Vashj e dei suoi naga e Garithos gettò gli elfi nelle segrete; liberati da Vashj, Kael'thas e i suoi fuggirono nelle Terre Esterne. Qui si allearono con Illidan, che promise di aiutare gli elfi e Quel'Thalas una volta distrutto il Re dei Lich. Fallita però l'invasione a Nordania e trascurato da Illidan, Kael'thas, disperato, finì per accettare l'aiuto della Kil'jaeden. Ridotto a un'ombra di sé stesso, lui e gli altri elfi al servizio della Legione Infuocata attaccarono la loro stessa madrepatria, Quel'Thalas, dove vennero respinti e uccisi dagli elfi del sangue locali e dai loro alleati.

## Kalecgos
Kalecgos (noto anche come Kalec quando assume la forma di mezzelfo) è un drago blu, succeduto a Malygos come Aspetto della Magia. Il suo personaggio viene introdotto nel manga Sunwell: la trilogia, dove è uno dei personaggi principali. Ha poi un ruolo importante nei romanzi La notte del drago, Thrall - Il crepuscolo degli Aspetti e Jaina Marefiero - Venti di guerra, e appare anche nel manga Shadow Wing, nella storia breve La carica degli Aspetti, nonché in diversi eventi di World of Warcraft.
Due anni prima degli eventi di World of Warcraft, lo stormo blu aveva individuato delle energie residue del Pozzo Solare di Quel'Thalas, e Kalecgos venne inviato da Malygos per investigare e localizzarle. Gravemente ferito dal cacciatore di draghi nano Harkyn Grymstone, venne soccorso da una giovane umana, Anveena Teague, nei pressi del Mulino di Tarren. I due vennero raggiunti poco dopo da Tyrygosa, la promessa sposa di Kalecgos, e dal paladino umano Jorad Mace. Si scontrarono anche con Dar'Khan Drathir, anch'egli alla ricerca dell'energia del Pozzo.
Nelle Entroterre Anveena dimostrò di avere grandi poteri salvandolo da una caduta; venne subito dopo rapita da Dar'Khan, così Kalec, Tyri e Jorad lo inseguirono a Quel'Thalas, lì aiutati anche dalle forze di Lor'themar Theron. Alla fine Kalec scoprì che Anveena stessa non era altro che l'energia del Pozzo, racchiusa da Korialstrasz in una forma umana per proteggerla; presa coscienza di ciò, la giovane sconfisse Dar'Khan, e Theron la prese sotto la sua sorveglianza a Lunargenta: Kalecgos decise di restare anch'egli, e la loro relazione si evolse in un rapporto sentinamentale.
Kalecgos rimase a proteggere Anveena mentre gli elfi del sangue ricostruivano Quel'Thalas, ma dopo circa tre anni ella venne rapita dal principe traditore Kael'thas Solealto e portata a Quel'Danas, con l'intento di usarla per evocare Kil'jaeden ad Azeroth. Kalecgos cercò di sventare i suoi piani, ma cadde sotto il controllo mentale del nathrezim Sathrovarr, venendo liberato da avventurieri. Aiutò più tardi gli avventurieri nella lotta contro Kil'jaeden, durante la quale Anveena si sacrificò per bandire il demone, riconfluendo così nel Pozzo Solare.
Dopo la scomparsa dell'amata, Kalecgos cadde in depressione, diventando litigioso. Venne così allontanato dal Nexus per andare ad investigare su Grim Batol; lungo il tragitto incontrò Korialstrasz, col quale era amareggiato per le sue continue interferenze e per aver dato ad Anveena l'illusione di una vita che non avrebbe potuto vivere. A Grim Batol, unitisi anche a Rhonin, Vereesa Ventolesto, Iridi e altri, scoprirono e sventarono il piano di Sintharia di creare lo stormo del crepuscolo: successivamente si fece carico di seppellire la deceduta Iridi nelle Terre Esterne. La posizione di Kalecgos nella Guerra del Nexus, che sarebbe esplosa di lì a poco e culminata con la morte di Malygos, non è nota; tuttavia si sa che Kalecgos era molto critico sull'idea di Malygos di privare i mortali della magia.
Dopo la morte di Malygos, Kalecgos si diresse nella regione di Azshara, assieme ad Azuregos, per prevenire lo sterminio di altri draghi blu da parte dei neri. Nel frattempo, Kalecgos venne scelto come possibile successore di Malygos, in contrapposizione ad Arygos, figlio dell'Aspetto deceduto. Arygos, che si era in segreto alleato con Alamorte, tentò di far assassinare Kalecgos: il piano fallì, e Kalecgos, durante un evento celeste noto come "Abbraccio", venne confermato come nuovo Aspetto della Magia. Arygos allora fece attaccare il Nexus dai draghi del crepuscolo, che vennero però respinti e inseguiti fino al Tempio della Lega dei Draghi, dove l'avanzata dei blu venne fermata dal drago cromatico Chromatus. Successivamente, Kalecgos, assieme ad Alexstrasza, Ysera e Nozdormu, guidò l'attacco decisivo contro il tempio, distruggendo Chromatus.
In seguito, pianificando come sconfiggere Alamorte, assieme ad Ysera Kalecgos ebbe l'idea di utilizzare l'Anima dei Demoni, che si rivelò funzionante. Con la distruzione di Alamorte la fine di Azeroth (l'"Ora del Crepuscolo") era scongiurata, e gli Aspetti smisero di essere tali; ne consegue quindi che Kalecgos rimase in questo ruolo per un periodo davvero breve.

## Kargath Manotagliente
Kargath Manotagliente (Kargath Bladefist) era il capo del clan orchesco Manomozza e, successivamente, il Capoguerra della Vilorda sotto il comando di Illidan.
Kargath venne schiavizzato dagli ogre dell'impero Gorian, e costretto a combattere in un'arena; per fuggire dalla prigionia, si amputò la mano legata alla catena mentre era in cella, sostituendola poi con una lama, e guidò gli altri schiavi orchi in una rivolta, uccidendo l'imperatore degli Ogre e fondando, con gli altri schiavi liberati, il clan Manomozza. Con la fondazione dell'Orda, analogamente alla maggioranza degli altri clan orchi, anche i Manomozza bevvero il sangue di Mannoroth; non seguirono però il resto dell'Orda su Azeroth, rimanendo indietro su Draenor.
Durante l'invasione di Draenor da parte dell'Alleanza, Kargath tentò di arrestare i nemici presso la Cittadella della Penisola del Fuoco Infernale, ma fu costretto alla fuga; riuscì a riconquistare la Cittadella alcuni anni dopo, allorché lui e il suo clan bevverò il sangue di Magtheridon, trasformandosi in vilorchi. Quando Magtheridon venne sconfitto da Illidan Grantempesta, quest'ultimo pose Kargath al comando della Vilorda, ossia l'armata di vilorchi al servizio del Traditore. Kargath venne ucciso, e la Vilorda sconfitta, quando le forze dell'Alleanza e della Nuova Orda ritornarono nelle Terre Esterne, durante The Burning Crusade.

## Kel'Thuzad
Kel'Thuzad è un lich; è il più fidato luogotenente del Re dei Lich e il signore della necropoli di Naxxramas. Introdotto in Warcraft III: Reign of Chaos, è presente anche in World of Warcraft e nella sua seconda espansione, Wrath of the Lich King; al di là dei videogiochi, appare in alcuni romanzi della serie (in particolare Arthas - L'ascesa del Re dei Lich), nel manga Death Knight, e nella storia breve Road to Damnation, di cui è il protagonista. È inoltre un personaggio giocabile nelvideogioco crossover Heroes of the Storm.
Ai tempi della Seconda Guerra Kel'Thuzad era uno dei membri più importanti del Kirin Tor, l'organo di governo della città dei maghi di Dalaran, ed era molto interessato alla negromanzia, un campo di studi tanto disapprovato dal resto dei suoi colleghi che finì per costare al mago la sua posizione. Ad un certo punto, Kel'Thuzad ricevette la chiamata telepatica di Ner'zhul, il Re dei Lich, e si recò quindi a Nordania dove, dopo diversi mesi, riuscì a giungere al suo cospetto e si mise al suo servizio, ricevendo la missione di spianare la strada per l'arrivo del Flagello a Lordaeron.
Tornato in patria, Kel'Thuzad fondò il Culto dei Dannati, una setta che prometteva ai suoi accoliti uguaglianza sociale e vita eterna in cambio del loro servizio e della loro obbedienza a Ner'zhul. Il Culto crebbe velocemente di dimensioni e permise a Kel'Thuzad di diffondere in gran parte del territorio di Lordaeron la piaga della non morte, che devastò il regno e pavimentò la via per l'invasione vera e propria del Flagello. Kel'Thuzad venne ucciso da Arthas Menethil e Jaina Marefiero durante l'esecuzione del piano, ma fu lo stesso Arthas a riportarlo in vita, dopo essere stato a sua volta corrotto dal Re dei Lich: deposti i resti mortali del negromante in un'urna magica (che aveva conservato, in precedenza, le ceneri di re Terenas), lo fece risorgere come lich sfruttando le energie del Pozzo Solare di Quel'Thalas. Kel'Thuzad divenne quindi il più fidato consigliere di Arthas, e rimase a governare Lordaeron in sua vece quando egli divenne tutt'uno col Re dei Lich.
Tempo dopo, i Reietti di Sylvanas Ventolesto riuscirono a prendere il controllo di parte di Lordaeron, strappandola al Flagello; lo stesso Kel'Thuzad venne successivamente sconfitto da avventurieri nella necropoli di Naxxramas, nelle Terre Infette. Sopravvissuto grazie al suo filatterio, il lich riappare durante gli eventi di Wrath of the Lich King, recatosi con tutta Naxxramas a Dracombra. Qui viene definitivamente ucciso da altri avventurieri al soldo della Crociata d'Argento.

## Khadgar
Khadgar è un mago umano, leader del Kirin Tor di Dalaran. Introdotto in Warcraft II: Tides of Darkness, appare anche nell'espansione Beyond the Dark Portal e in World of Warcraft a partire da The Burning Crusade; è inoltre uno di personaggi principali del film Warcraft - L'inizio, dove è interpretato da Ben Schnetzer, e compare anche in vari romanzi della serie, tra cui L'ultimo Guardiano, La discesa delle tenebre, Oltre il Portale Oscuro e Jaina Marefiero - Venti di guerra.
Khadgar venne mandato, all'età di 17 anni, alla torre di Karazhan come apprendista del mago Medivh. Dopo un po' di permanenza alla torre, Khadgar cominciò a percepire qualcosa di strano in Medivh, cominciando a sospettare delle sue azioni; quando incontrò l'assassina Garona scoprì il piano di Medivh di aprire il Portale Oscuro per permettere all'Orda di accedere ad Azeroth scatenando così la Prima Guerra. Nonostante fosse troppo tardi per impedirlo, assieme a Garona, corse ad avvisare re Llane Wrynn I, e con Anduin Lothar i tre tornarono a Karazhan per uccidere Medivh. Riuscirono nell'intento, ma non prima che Medivh lanciasse una maledizione su Khadgar, che lo invecchiò di molti anni.
La morte di Medivh non fermò però l'Orda, che guidata da Orgrim Martelfato rase al suolo la città di Roccavento. Khadgar, Lothar e i superstiti della guerra ripararono a Lordaeron, dove organizzarono la resistenza contro l'Orda formando l'Alleanza. Nel corso della Seconda Guerra, Khadgar combatté e studiò gli incantesimi di Medivh e la natura del Portale Oscuro: quando l'Alleanza riuscì a respingere l'Orda nelle Terre Devastate, Khadgar utilizzò un incantesimo per chiudere il Portale, che non venne però distrutto. L'arcimago fece allora costruire il Forte di Guardiafatua, per sorvegliare ciò che rimaneva del Portale. L'anno seguente, Teron Malacarne riaprì il portale, quindi Khadgar guidò una spedizione al suo interno, nel mondo di Draenor, per eliminare la minaccia degli orchi una volta per tutte, accompagnato da Turalyon, Danath Cacciatroll, Alleria Ventolesto e Kurdran Granmartello. Quando Ner'zhul aprì diversi portali su altri mondi, distruggendo definitivamente l'equilibrio naturale di Draenor, Khadgar e gli altri distrussero definitivamente il Portale Oscuro, per evitare che il cataclisma magico si riversasse anche su Azeroth, e rimanendo così bloccati a Draenor. Dopo ciò, l'Alleanza li diede per dispersi.
Sopravvissuto, invece, al disastro, Khadgar venne reincontrato dai membri dell'Orda e dell'Alleanza nella città di Shattrath; tempo dopo, fece ritorno a Dalaran e venne riammesso nel Concilio dei Sei. Khadgar fu uno dei capi della spedizione che si recò in una versione alternativa di Draenor in cui Garrosh Malogrido stava formando la sua "Orda di Ferro", riuscendo nell'intento. Il "Gul'dan alternativo", però, riuscì a raggiungere Azeroth e a dare il via alla nuova invasione della Legione Infuocata; anche in questo caso Khadgar svolse un ruolo chiave nella lotta contro il nemico.

## Kil'jaeden
Kil'jaeden, detto "l'Ingannatore", è un eredar, secondo nella gerarchia della Legione Infuocata direttamente dopo Sargeras. Introdotto in Warcraft III: The Frozen Throne, appare anche in due espansioni di World of Warcraft (The Burning Crusade e Legion) e in altro materiale della serie, in primis nei romanzi L'ascesa dell'Orda e Illidan.
Originariamente, Kil'jaeden era uno dei tre leader del popolo degli eredar sul pianeta Argus, assieme ad Archimonde e Velen. Lui e Archimonde vennero corrotti da Sargeras e si unirono alla Legione Infuocata, mentre Velen fuggì portando con sé molte persone, e Kil'jaeden giurì che li avrebbe trovati e distrutti. Dopo averli inseguiti per quindicimila anni, arrivando talvolta anche vicino al suo obiettivo, Kil'jaeden li scovò finalmente sul pianeta di Draenor, dove essi si erano stabiliti dandosi il nome di "draenei", e decise di servirsi degli indigeni orchi per sterminarli. Manipolando e ingannando lo sciamano Ner'zhul, e collaborando poi col suo successore Gul'dan, Kil'jaeden fece unire i clan degli orchi all'interno dell'Orda e diede loro da bere il sangue di Mannoroth, trasformandoli in burattini al servizio della Legione e scagliandoli contro i draenei. Convinto, a torto, così di aver ottenuto la vittoria, abbandonò l'Orda a sé stessa.
Gli orchi invasero Azeroth, ma alla fine della Seconda Guerra vennero respinti e inseguiti su Draenor dalle forze dell'Alleanza, e Ner'zhul lanciò un incantesimo che mandò in pezzi il pianeta, fuggendo poi nella Distorsione Fatua, dove però lo aspettava Kil'jaeden. Il demone torturò e plasmò lo spirito di Ner'zhul trasformandolo nel Re dei Lich e inviandolo ad Azeroth, a Corona di Ghiaccio, con l'ordine di preparare la strada per la Legione Infuocata. Il Re dei Lich, tuttavia, tradì la Legione: tramite Arthas, informò Illidan Grantempesta del manufatto noto come Teschio di Gul'dan e facilitò la morte di uno dei più grandi tattici della Legione, Tichondrius, dando il primo colpo ai demoni e portando infine alla sconfitta nella battaglia del Monte Hyjal. Kil'jaeden assoldò così lo stesso Illidan per vendicarsi del Re dei Lich e distruggerlo, impresa che però non riuscì. L'Ingannatore si procurò allora la fedeltà di Kael'thas Solealto, grazie al quale contava di riuscire ad accedere ad Azeroth tramite il Pozzo Solare; anche questo piano tuttavia fallì, e Kil'jaeden venne bandito nella Distorsione Fatua, dove venne infinito sconfitto e ucciso da avventurieri accompagnati da Velen.

## Kilrogg Occhiotetro
Kilrogg Occhiotetro (Kilrogg Deadeye) era un il capo del clan orchesco dei Guerci Insanguinati.
Quando era figlio del precedente capoclan, il suo clan venne attaccato dagli arakkoa; Kilrogg eseguì quindi un rituale, sacrificando il proprio occhio sinistro per ottenere in cambio una visione del futuro e della propria morte. Sapendo cosa lo avrebbe atteso, tornò al clan, uccise suo padre che era malato, succedendogli come capoclan e assumendo l'epiteto di "Occhiotetro".
Quando Gul'dan formò l'Orda, i Guerci Insanguinati vi si unirono prontamente, e Kilrogg fu il terzo orco, dopo Grom Malogrido e Varok Faucisaure, a bere il sangue di Mannoroth; con il suo clan partecipò alla Prima Guerra (guidando, assieme alle forze del Martello del Crepuscolo,, il primo, fallimentare, attacco a Roccavento) e alla Seconda, di stanza a Khaz Modan, dove controllava le operazioni di estrazione e raffinazione del petrolio vitali per l'Orda. Alla fine della guerra, con la distruzione del Portale Oscuro e la sconfitta degli orchi, Kilrogg e i suoi Guerci Insanguinati si diedero alla macchia, evitando di essere internati come gli altri orchi.
Dopo due anni, quando Teron Malacarne riaprì il Portale, Kilrogg si mise al servizio di Ner'zhul, guidando altre azioni di combattimento ad Azeroth e a Draenor: durante una di queste sortite, nella necropoli dei Draenei di Auchindoun, le forze degli orchi vennero attaccate da quelle dell'Alleanza, e Kilrogg rimase indietro per permettere ai suoi alleati di fuggire, morendo in duello contro Danath Cacciatroll.

## Kurdran Granmartello
(Tratto dal monumento a Kurdran situato a Roccavento)
Kurdran Granmartello (Kurdran Wildhammer) era il Gran Thane del clan nanico Granmartello e leader ufficiale delle Entroterre durante la Seconda Guerra. Kurdran fu uno dei primi nani ad avvistare i troll e gli orchi che invadevano le Entroterre, e dopo una battaglia acconsentì ad unire le forze con quelle della neonata Alleanza per combattere l'Orda, su richiesta di Anduin Lothar. Accompagnato dalla femmina di grifone Sky'ree partecipò a numerose battaglie, sia in aiuto dei regni di Lordaeron che in difesa di Quel'Thalas, uccidendo diversi dei draghi al servizio dell'Orda.
Kurdran fu poi uno dei leader della spedizione dell'Alleanza a Draenor per porre fine una volta per tutte alla minaccia dell'Orda, assieme ad Alleria Ventolesto, Turalyon, Danath Cacciatroll e Khadgar. A Draenor venne catturato durante un attacco ad Auchindoun, per poi essere soccorso da truppe dell'Alleanza. Come i suoi commilitoni, Kurdran decise di restare a Draenor per chiudere il Portale Oscuro, per evitare che l'immane cataclisma provocato da Ner'zhul potesse colpire anche Azeroth. Con la chiusura del Portale venne dato per disperso e presunto morto, e fu succeduto come capo dei Granmartello da Falstad Granmartello. A lui e ai suoi compagni vennero erette delle statue nella Valle degli Eroi di Roccavento.
Sopravvissuto invece alla nascita delle Terre Esterne, Kurdran guidò le sue forze dalla Roccaforte dei Granmartello nella Valle di Torvaluna per vent'anni prima di avere nuovamente contatti con il mondo di Azeroth, quando il Portale Oscuro venne riaperto. In seguito al Cataclisma, e con la guerra nelle Terre Esterne ormai cessata, Kurdran fece ritorno ad Azeroth e divenne un membro del Concilio dei Tre Martelli al governo di Forgiardente. Ebbe degli attriti con Falstad, avendolo più volte scavalcato impartendo ordini al clan Granmartello senza consultarlo, e anche con gli altri membri del Concilio a causa della sua inadeguatezza al ruolo di membro del Concilio stesso; dopo aver rimediato alla situazione di tensione creatasi a Forgiardente a causa del suo comportamento, Kurdran cedette il posto nel Concilio a Falstad.
In seguito Kurdran si spostò nelle Alture del Crepuscolo, per dirigere la cittadina di Altariva e i Granmartello della zona. Sky'ree, la femmina di grifone fidata compagna di Kurdran, è presente sia in Warcraft II che in The Burning Crusade. Molto indebolita dalla vecchiaia, Sky'ree seguì Kurdran a Forgiardente dove depose delle uova; morì poco tempo dopo a causa di un incendio, tuttavia una delle sue uova venne salvata.

## Lor'themar Theron
Lor'themar Theron era il secondo in comando di Sylvanas Ventolesto, capo ranger di Lunargenta, e combatté durante la Seconda Guerra a fianco delle forze dell'Alleanza. Fu successivamente incaricato della difesa del Pozzo Solare e rivelò alcune informazioni confidenziali a Dar'Khan Drathir, che avrebbe poi tradito la sua patria al Flagello
Durante la caduta di Quel'Thalas perse l'occhio sinistro, e successivamente prese il posto di Sylvanas, assumendo anche la temporanea leadership degli alti elfi e rimanendo a lottare contro i non morti. Al suo ritorno, Kael'thas proclamò la nascita degli elfi del sangue, e scelse Lor'themar come reggente di Quel'Thalas, allontanandosi per cercare il supporto dell'Alleanza; Lor'themar venne aiutato nel compito da Halduron Alachiara. Tempo dopo, aiutò i draghi blu Kalecgos e Tyrygosa a proteggere Anveena Teague, l'avatar del Pozzo Solare, dal traditore Dar'Khan Drathir. Con la morte di Dar'Khan in World of Warcraft: The Burning Crusade per mano dei giocatori Lor'themar, supportato da Sylvanas, riuscì a far entrare a pieno titolo gli elfi del sangue fra le forze dell'Orda. Dopo il tradimento di Kael'thas, Lor'themar diventò il capo a tutti gli effetti degli elfi del sangue, pur rifiutando il titolo di "re".
Alla fine della serie di missioni per risanare la spada Quel'Delar, quando un giocatore non elfo del sangue immerge la spada nell'acqua del Pozzo, Lor'themar lo ringrazia per averla riportata ai legittimi proprietari e tenta quindi di prenderla, solo per essere respinto violentemente dalla spada stessa. Lor'themar venne convocato a Pandaria da Garrosh Malogrido, dove coordinò la ricerca di antichi artefatti mogu. Più avanti, guidò le forze dell'Orda sull'Isola del Tuono, dove Lei Shen complottava per riconquistare il suo antico impero coi mogu; lì si scontrò con le forze dell'Alleanza, guidate da Jaina Marefiero, ma la battaglia venne prevenuta grazie all'intervento di Taran Zhu, che li fece concentrare sul pericolo rappresentato dai mogu. 
Come gli altri leader dell'Orda, Lor'themar supportò la ribellione dei Lanciascura per destituire Garrosh; durante l'assedio di Orgrimmar, Lor'themar partecipò con Sylvanas, Aethas e le forze Reiette ed elfe del sangue alla battaglia contro il proto-drago Galakras; alla caduta di Garrosh, Lor'themar riconobbe Vol'jin come nuovo capo dell'Orda.

## Magatha Totem Truce
La Saggia Anziana Magatha Totem Truce (Magatha Grimtotem) è la matriarca del clan tauren Totem Truce; è una potente sciamana ed è molto astuta. Era in perenne contrasto con il capo dei tauren, Cairne Zoccolo Sanguinario, a causa del suo temperamento pacifico; considera inoltre i tauren una razza superiore che deve sradicare le altre da Kalimdor, e si considera l'unica in grado di guidare la sua gente. Cairne la mise in una posizione di potere a Picco del Tuono per tenerla tranquilla e sotto controllo, e Magatha non agì mai apertamente contro di lui, pur complottando in continuazione alle sue spalle. Sposò il capo dei Totem Truce, che morì non molto tempo dopo in seguito ad un incidente durante una scalata (incidente che alcune voci vogliono non così accidentale come sembra).
Magatha fu una dei più accesi sostenitori dell'entrata nell'Orda dei Reietti: la ragione ufficiale è che essa crede che i tauren possano aiutarli a redimersi e "ritornare umani", mentre in realtà è perché, più di tutte le altre razze dell'Orda, essi si prestano alle sue subdole macchinazioni. Tentò inoltre di negoziare con i trogg del Baratro di Fiamma Furente, ma venne accoltà con ostilità.
Da dopo la guerra contro il Re dei Lich, Magatha mise gli occhi su Garrosh Malogrido, vedendolo come una potenziale pedina per i suoi piani. Quando Garrosh e Cairne si sfidarono al mak'gora, un duello fino alla morte, Magatha fu la sciamana che benedisse l'arma di Garrosh, utilizzando però del veleno e provocando così la morte di Cairne. Immediatamente dopo il decesso di Cairne, Magatha ordinò ai Totem Truce di prendere il controllo di Picco del Tuono e di altri avamposti dei tauren con un colpo di Stato, facendo anche uccidere buona parte degli alleati di Cairne. Avvisato dal Totem Truce Stormsong, il figlio di Cairne Baine Zoccolo Sanguinario si mise in salvo, e organizzò la ripresa della città. Magatha chiese aiuto a Garrosh, che scoperto del suo tradimento le inviò in risposta una lettera in cui la ricopriva d'insulti e le augurava una morte lenta e dolorosa. Lei e le sue forze furono quindi sconfitte da quelle di Baine; quest'ultimo spezzò inoltre i totem della sciamana, facendo infuriare gli elementi e impedendole così di usare i suoi poteri, e spedì lei e i Totem Truce a lei leali in esilio nelle Vette di Petrartiglio.
In seguito al Cataclisma, Magatha venne catturata dal Martello del Crepuscolo nei Millepicchi. Liberata da un avventuriero, Magatha gli fornì le informazioni necessarie per sconfiggere una creatura del Martello del Crepuscolo, l'Animus. Dopodiché, appropriatasi di diversi potenti artefatti, se ne andò avvisando l'avventuriero di non incrociare mai più la strada con lei.

## Magni Barbabronzea
Magni Barbabronzea (Magni Bronzebeard) è il fratello maggiore di Muradin e Brann Barbabronzea, ultimo re dei nani di Forgiardente. Combatté personalmente durante la Seconda Guerra, acconsentendo a unire le forze di Khaz Modan a quelle dell'Alleanza. Dopo aver scoperto della morte (presunta) di Muradin per mano di Arthas Menethil, Magni forgiò la spada Brandicenere per combattere Arthas e i suoi non morti. Tempo dopo, Magni inviò un gruppo di avventurieri ad uccidere l'imperatore dei nani Ferroscuro, Dagran Thaurissan, che secondo lui aveva rapito sua figlia Moira, solo per scoprire poi che la principessa, furiosa (e sotto l'effetto di un presunto incantesimo) aveva rifiutato di tornare a casa, e che inoltre era incinta di Dagran.
In Wrath of the Lich King, durante una spedizione a Nordania per incontrare i Figli del Gelo, Magni ritrovò suo fratello Muradin, sopravvissuto ma colpito da amnesia, divenuto il loro re. Negli eventi precedenti Cataclysm, Magni presenziò a un meeting fra i vari leader dell'Alleanza a Roccavento, informandoli che avrebbe tentato un rituale con delle tavolette titaniche ritrovate ad Ulduar per cercare risposte sui terremoti che scuotevano Azeroth. Il rituale andò però storto e Magni venne pietrificato. Per governare il regno al suo posto, Varian Wrynn fece formare il Concilio dei Tre Martelli, formato da Moira, Muradin e Falstad Granmartello. In Legion Magni si ridesta da quello che in realtà era un sonno proprio davanti alla figlia Moira. La notizia percorse tutta Forgiardente e molti si chiesero se con il ritorno del re il Concilio dei Tre Martelli, simbolo di unità tra i nani Barbabronzea, Granmartello e Ferroscuro, non sarebbe più esistito. Ma Magni, una volta che visitò la città, scoprendo che molte cose erano cambiate in sua assenza, rivelò che non era ritornato come re ma come "servo di Azeroth": la terra stessa lo aveva ridestato per avvertirli del pericolo dell'imminente ritorno della Legione Infuocata e che sarebbero dovuti essere pronti per quello che sarebbe successo. Prima di partire per avvertire i leader dell'Alleanza, Magni si intrattenne davanti ai cancelli di Forgiardente con Moira, alla quale rivelò che nel suo precedente stato l'aveva vista crescere come una vera guida e che lui aveva fallito come padre; sperava che lei gli avrebbe dato un'altra possibilità, ma volle darle il tempo di pensarci prima di dargli una risposta. Magni viaggiò a Ulduar, dove all'interno del Planetari Celeste rivelò al fratello Brann e a Khadgar la verità su Azeroth: il pianeta stesso era un Titano, e lei lo aveva richiamato come suo araldo. Magni rivelò che quando il mondo era giovane, dopo l'imprigionamento degli Dei Antichi, i Custodi utilizzarono i Pilastri della Creazione per plasmare il mondo. Alla fine, i Pilastri della Creazione trovarono la loro strada in mani mortali, e erano ora necessari per chiudere il portale della Legione alla Tomba di Sargeras. La conoscenza delle Colonne era stata affidata al guardiano di Tirisfal, spingendo Khadgar ad andare a indagare a Karazhan. In seguito, Brann chiese a Magni quello che stava per fare, chiedendosi se sarebbe tornato a Forgiardente. Magni rispose che Azeroth aveva altri doveri per lui, ma sarebbe stato felice di parlare con Brann ancora per un po'.

## Maiev Cantombroso
Maiev Cantombroso (Maiev Shadowsong) è un'elfa della notte che è stata guardiana delle prigioni in cui era relegato Illidan Grantempesta per circa diecimila anni. È stata introdotta per la prima volta in Warcraft III: The Frozen Throne ed è in seguito riapparsa in tre espansioni di World of Warcraft: The Burning Crusade, Legion e Battle for Azeroth. Appare con un ruolo di primo piano nei romanzi della Trilogia della Guerra degli Antichi, in Cuore di lupo e in Illidan, ed è un personaggio giocabile in Heroes of the Storm.
Maiev era una sacerdotessa di Elune nella città di Hajiri allo scoppio della Guerra degli Antichi; durante il conflitto si unì alla resistenza dei kaldorei, assieme a suo fratello Jarod, sopravvivendo fino alla sconfitta della Legione Infuocata. In seguito, Illidan Grantempesta creò un secondo Pozzo dell'Eternità sulla cima del Monte Hyjal e, quando altri elfi tentarono di fermarlo, ne uccise e ferì molti, tra questi ultimi anche Jarod, cosa per cui Maiev cominciò ad odiarlo. Quando Illidan venne condannato a una prigionia eterna, Maiev divenne la sua carceriera, per assicurarsi che non potesse mai sfuggire e portare il suo male nel mondo. Maiev divenne così il capo delle Guardiane, un corpo speciale degli elfe della notte dedito alla cattura e custodia di pericolosi criminali, e dopo che Jarod sparì improvvisamente, Maiev cominciò a vedere le Guardiane come la sua famiglia.
Dopo diecimila anni, la prigione venne violata da Tyrande e dalle sue Sentinelle, che uccisero le Guardiane presenti e liberarono Illidan, sperando che potesse essere d'aiuto nella nuova guerra contro la Legione: in quel momento Maiev non era nel Barrow Deeps, essendo in cerca di altri criminali da imprigionare. Illidan, che non appena ne ebbe l'occasione consumò il potere del Teschio di Gul'dan, fu bandito da Valtetra, quindi Maiev, convinta che ciò l'avesse reso ancora più instabile, parti alla sua ricerca accompagnata da quello che rimaneva delle Guardiane, e lo trovò sulle Isole Disperse, seguendolo fin dentro la Tomba di Sargeras, dove però Illidan riuscì a sfuggire nuovamente, causando anche la morte di altre Guardiane, fra cui la vicecomandante di Maiev, Naisha. Raggiunta da Tyrande e Malfurion, Maiev riprese la sua caccia, seguendo Illidan fino a Lordaeron; qui Tyrande rimase dispersa e Maiev, mentendo, disse a Malfurion che era stata "fatta a pezzi" dai non morti a causa di Illidan, sperando, a ragione, di renderlo ancora più furioso verso di lui. Illidan venne quindi catturato a Dalaran, ma qui Malfurion scoprì la bugia di Maiev; Illidan salvò Tyrande e Malfurion, quindi, gli permise di fuggire nelle Terre Esterne, seguito a ruota da Maiev, assetata di vendetta, e dalle sue truppe.
Nelle Terre Esterne, Maiev riuscì miracolosamente a catturare Illidan, ma prima i naga di Dama Vashj e gli elfi del sangue di Kael'thas rinforzi giunsero presto a soccorrerlo, riuscendo a liberarlo. Un secondo tentativo di catturarlo, qualche anno dopo, risultò nella morte di tutte le forze che a Maiev erano rimaste e nella sua stessa cattura; la Guardiana si ritrovò così dall'altra parte delle sbarre, sotto la custodia di Akama, nella Valle di Torvaluna. Akama stesso, tuttavia, progettava di tradire Illidan e, al momento propizio, liberò Maiev; entrambi, affiancati da avventurieri, uccisero Illidan al Tempio Nero. Maiev imprigionò il resto dei cacciatori di demoni al servizio di Illidan, e li portò, assieme al suo corpo, nella Volta delle Custodi, sulle Isole Disperse.
Dopo ciò si recò a Darnassus, dove iniziò ad addestrare altre Guardiane, reincontrando anche suo fratello Jarod; qui però si trovò a disprezzare la direzione che la società elfica aveva preso sotto il governo di Tyrande e Malfurion, ed escogitò un piano per uccidere lui e i maghi degli Eletti. Venne però fermata da Jarod stesso, e fuggì dalla città, ritornando alle Isole Disperse. Qui venne sorpresa dal ritorno della Legione Infuocata, che invase la Volta delle Custodi per ottenere il corpo di Illidan; Maiev liberò gli altri cacciatori di demoni per contrastare l'attacco, ma senza successo. Catturata dai demoni, venne liberata da avventurieri guidati da Jarod, e si unì quindi alla resistenza contro la Legione, arrivando a lottare fianco a fianco con un risorto Illidan per fermarla. Dopo la sconfitta della Legione, si riunisce alle forze degli elfi della notte nell'Alleanza, combattendo contro l'Orda.

## Mal'Ganis
Mal'Ganis è nathrezim che era stato scelto dal Re dei Lich per trasformare il principe di Lordaeron Arthas Menethil nel suo campione. Istigato prima da Kel'Thuzad e poi dallo stesso Mal'Ganis, Arthas seguì il signore del terrore con ossessione, sterminando gli abitanti di Stratholme infettati dalla piaga della non morte e salpando poi per il continente di Nordania. Recuperata la spada runica Gelidanima, Arthas divenne una marionetta del Re dei Lich, e su suo ordine uccise Mal'Ganis, dando il via al progetto del Re dei Lich di liberarsi dal controllo della Legione Infuocata. Sopravvissuto al tradimento, Mal'ganis prese il controllo del corpo dell'ammiraglio Barean Zefiro, sfruttando i membri della Furia Scarlatta - la parte della Crociata Scarlatta a Nordania - per i suoi scopi, ad imitazione di Balnazzar. Smascherato a Corona di Ghiaccio, Mal'Ganis venne rispedito al mondo natale dei nathrezim, ma non ucciso.
Introdotto in Warcraft III: Reign of Chaos, Mal'Ganis compare in due espansioni di World of Warcraft (Wrath of the Lich King e Legion), oltre che nel romanzo di Christie Golden Arthas - L'ascesa del Re dei Lich e, come personaggio giocabile, nel videogioco Heroes of the Storm.

## Malygos
Malygos, detto il Tessitore d'Incantesimi (the Spellweaver), era il signore dei draghi blu. Ricevette i suoi poteri da Norgannon, e presiedeva alla magia e alla conoscenza arcana di Azeroth. Malygos era molto amico di Neltharion, l'Aspetto Draconico della Terra: quando egli, già sotto l'influsso degli Dei Antichi, propose agli altri Aspetti di infondere il loro potere nell'Anima dei Draghi, Malygos fu il primo ad accettare e incoraggiò gli altri a fare lo stesso. Non troppo tempo dopo, fu con quello stesso artefatto che Neltharion sterminò gran parte dello stormo dei draghi blu, fra cui anche figli, figlie e la sua consorte Sindragosa (la quale, ferita gravemente, andò a morire a Dracombra). La distruzione del suo stormo, della quale si sentiva in parte responsabile, lo gettò in una profonda depressione, che lo portò a rinchiudersi nel Nexus, la sua dimora a Ibernia, e isolarsi dal resto del mondo.
Una momentanea interruzione di tale isolamento avvenne circa diecimila anni dopo, quando l'Anima dei Draghi venne distrutta e gli Aspetti riguadagnarono i loro poteri: Krasus riuscì infatti a convincere Malygos ad aiutarlo nella lotta contro Alamorte, assieme agli altri aspetti. Alexstrasza riuscì inoltre ad usare le sue ritrovate energie per restituire a Malygos parte della sua sanità mentale, resuscitando anche parte dello stormo blu.
Sebbene più in salute, Malygos tornò a rinchiudersi nel Nexus anche dopo questi eventi fino a ventitré anni dopo, quando Tyrygosa fece ritorno dalle Terre Esterne assieme ad alcuni draghi di alafatua: grazie al loro influsso, Malygos si riprese completamente. Uscito dal Nexus e analizzò lo stato del mondo, devastato e piegato dall'uso improprio della magia da parte dei mortali: constatando questo, e che l'ulteriore uso errato della magia avrebbe potuto avere conseguenze catastrofiche per Azeroth, Malygos prese la drastica decisione di privare i mortali della magia, per darla in monopolio esclusivo ai draghi blu. Sebbene l'idea di base fosse corretta, i metodi di Malygos per realizzarla erano drammatici, e rischiavano di danneggiare seriamente l'equilibrio del mondo: per tale motivo, gli altri stormi di draghi e il Kirin Tor cominciarono a dare battaglia allo stormo blu, in quella che divenne nota come Guerra del Nexus. La battaglia si concluse con la morte di Malygos nel Nexus per mano di avventurieri inviati da Alexstrasza; ciò fa di Malygos il primo Aspetto Draconico in assoluto a morire (seguito più tardi da Alamorte). Il posto alla guida dei draghi blu venne preso da Kalecgos.

## Mannoroth
Mannoroth era il signore degli annihilan e uno dei comandanti più importanti nella Legione Infuocata sotto il controllo di Archimonde; la sua voce italiana è data da Claudio Moneta in Warcraft III: Reign of Chaos, e da Tony Fuochi in World of Warcraft.
Mannoroth fa la sua prima comparsa durante la Guerra degli Antichi, dove è il secondo comandante della legione (dopo Hakkar) a fuoriuscire dal Pozzo dell'Eternità; egli non prese mai direttamente parte agli scontri, restando al palazzo di Azshara per fare da tramite tra le forze della regina e Sargeras. Alla fine del conflitto venne ricacciato nella Distorsione Fatua da Malfurion e Illidan Grantempesta.
Circa 10.000 anni dopo, Mannoroth venne evocato sul pianeta Draenor da Kil'jaeden allo scopo di far bere agli orchi il suo sangue, così da trasformarli in un esercito inarrestabile. Ciò si ripeté nuovamente durante la Terza Grande Guerra, quando Mannoroth contaminò il clan di Grom Malogrido, permettendo loro di uccidere Cenarius: in seguito a ciò, lo stesso Grom, aiutato da Thrall, si vendicò uccidendo il demone, e rimanendo ucciso a sua volta nel processo.

## Manonera
Manonera (Blackhand), detto "il Distruttore", è stato il primo capo dell'Orda degli Orchi durante la Prima Guerra.
Originariamente capo del clan Roccianera, accolse con favore la creazione dell'Orda da parte di Gul'dan; questi lo nominò Capoguerra dell'Orda, tenendo però il vero potere nelle proprie mani. Manonera consegnò tutti gli sciamani del clan Roccianera a Gul'dan, che li fece diventare i primi stregoni, e i suoi figli Rend, Maim e Griselda (avuti dalla compagna Urukal) furono i primi a subire la crescita accelerata degli stregoni voluta da Gul'dan, passando da bambini ad adolescenti nel giro di minuti.
Manonera era fermamente convinto della necessità di distruggere i draenei, e fece costruire la Cittadella del Fuoco Infernale, dalla quale guidò le sue forze alla conquista della città di Shattrath. Con l'apertura del Portale Oscuro, Manonera condusse vittoriosamente l'Orda contro le città umane, grazie all'aiuto degli stregoni, degli ogre e di Orgrim Martelfato, suo secondo in comando. Dopo la vittoria dell'Orda nella Prima Guerra con la caduta di Roccavento, tuttavia, Manonera rimase privo del supporto di Gul'dan (caduto in coma), quindi Orgrim lo sfidò a duello e lo uccise, prendendo il suo posto e rovesciando il Concilio dell'Ombra, divenendo l'unico vero signore dell'Orda. I figli di Manonera, Rend e Maim, lasciarono il clan Roccianera e fondarono il clan Black Tooth Grin.
Nel film Warcraft - L'inizio Manonera è interpretato da Clancy Brown, con l'ausilio della motion capture.

## Moira Thaurissan
Moira Thaurissan, nata Barbabronzea, è la figlia di Magni Barbabronzea (ex re dei nani di Forgiardente) e membro del Concilio dei Tre Martelli insieme a suo zio Muradin Barbabronzea e a Falstad Granmartello. In quanto unica figlia di Magni Barbabronzea, Moira era l'erede al trono Forgiardente; suo padre, tuttavia, avrebbe voluto un figlio maschio perché non pensava che una donna potesse governare con la stessa capacità di un uomo. Ad un certo punto Moira venne apparentemente rapita dai nani Ferroscuro. Presumendola sotto l'influsso di un incantesimo, suo padre inviò degli avventurieri ad uccidere il loro imperatore Dagran, divenuto il marito di Moira, e a salvare la figlia; alla morte di Dagran, tuttavia, costei s'infuriò e rifiutò di tornare a Forgiardente.
Con la morte di Magni poco prima del Cataclisma Moira, che ha assunto il cognome di suo marito, fece ritorno a Forgiardente e reclamò il trono per sé e per suo figlio neonato, Dagran Thaurissan II, instaurando una dittatura e tenendo in ostaggio tutta la popolazione della città, fra cui anche il principe umano Anduin Wrynn. A lui Moira rivelò che la sua unione con Dagran era frutto unicamente dell'amore: Dagran infatti la rispettava, mentre Magni aveva sempre voluto un erede maschio e non pensava che una femmina potesse guidare il regno. Re Varian Wrynn, alla guida di un team di assassini, condusse un'incursione a Forgiardente per uccidere Moira; l'esecuzione venne fermata da Anduin, che consigliò al padre di insegnare a Moira ad essere una leader migliore, anziché risolvere la cosa con la violenza. Varian ordinò così la formazione del Concilio dei Tre Martelli per governare Forgiardente, composto da Moira, suo zio Muradin Barbabronzea e Kurdran Granmartello.
Come membro del Concilio, Moira operò per unire i clan Forgiardente e Ferroscuro, per garantire a suo figlio un regno coeso, approfittando però della scarsa attitudine al ruolo di consigliere di Kurdran Granmartello. Moira spinse molto perché un antico artefatto dei nani, il martello di Modimus Forgiamara, venisse riforgiato dai tre frammenti posseduti uno da ciascun clan, così da unire ulteriormente la popolazione (sebbene la storia fosse stata inventata ad hoc dalla stessa Moira); l'intervento di Kurdran portò alla distruzione dei tre frammenti anziché alla riforgiatura del Martello, ottenendo un risultato ancora migliore, oltre che alla sua sostituzione da parte di Falstad Granmartello come reggente del clan.
Nonostante sia Regina Reggente dei Ferroscuro, non tutto il clan le è leale, ma buona parte è anzi alleata del Martello del Crepuscolo. Moira rifiutò di credere che dei Ferroscuro stessero attaccando Forgiardente anche di fronte all'evidenza, e solo quando Muradin e Falstad l'accusarono di non essere in grado neppure di controllare la sua gente individuò e fece arrestare il responsabile degli attacchi, un ambasciatore doppiogiochista. Successivamente, Moira affiancò con il suo clan Ferroscuro le forze di Varian Wrynn per fermare un attacco dei troll Mantogelido sulla capitale nanica; partecipò anche all'assedio di Orgrimmar guidando un contingente di nani Ferroscuro contro l'ingegnere d'assedio Miccianera e la sua Stella di Ferro. In seguito partecipò al processo di Garrosh Malogrido al Tempio della Tigre Bianca, e insieme agli altri Membri del Concilio e a Fenella Darkvire, Carrick Ghignoferro e Fendrig Barbarossa, aiutò a ricostruire la statua della Serpe di Giada.

## Muradin Barbabronzea
Muradin Barbabronzea (Muradin Bronzebeard) è un membro del Concilio dei Tre Martelli, l'organo che governa i nani dell'Alleanza, insieme a Falstad Granmartello e Moira Thaurissan. Introdotto in Warcraft III: Reign of Chaos, Muradin appare anche nei romanzi La discesa delle tenebre, Oltre il Portale Oscuro, Arthas - L'ascesa del Re dei Lich, Crimini di guerra e Prima della tempesta. È inoltre un personaggio giocabile in Heroes of the Storm.
Muradin è il secondo dei fratelli Barbabronzea, nato dopo Magni, ex re di Forgiardente, e prima di Brann, esploratore. Assieme a Brann, fece da messaggero fra Khaz Modan e Lordaeron durante la Seconda Guerra, e a fine conflitto rimase a Lordaeron in veste di ambasciatore per conto di Magni, divenendo amico e maestro del principe Arthas Menethil. Nello stesso periodo, fu uno dei fondatori della Lega degli Esploratori, voluta da suo fratello Magni, e come esploratore si recò più volte a Nordania. Durante uno di tali viaggi Muradin si accorse di un'entità minacciosa che stava prendendo sempre più potere nel continente, e ne informò re Terenas Menethil II, che gli chiese di restare sul posto e raccogliere altre informazioni. Di lì a poco, Muradin e i suoi uomini vennero messi sotto assedio dalle forze del Flagello, e vennero salvati diverse settimane più tardi da Arthas, che li aveva trovati per caso. Muradin unì le sue forze ad Arthas per distruggere il Flagello, e gli parlò di una spada runica, Gelidanima, che avrebbe potuto aiutarli: trovata la spada scoprirono che era maledetta e Arthas, ormai assetato di vendetta e ignorando gli avvertimenti di Muradin, la impugnò, causando la presunta morte dell'amico.
Muradin era invece sopravvissuto; ripresi i sensi dopo che Arthas se n'era andato, e colpito da una totale amnesia, vagò nelle lande innevate fino a che non venne soccorso dai nani Figli del Gelo. Dopo che Muradin a sua volta li ebbe salvati da un jormungar inferocito, essi lo chiamarono Yorg Cuortonante, nome di un leggendario guerriero Figlio del Gelo. Muradin/Yorg divenne poi il re dei Figli del Gelo, che entrarono a far parte dell'Alleanza quando questa giunse a Nordania per sconfiggere il Re dei Lich; in seguito a ciò, Muradin si riunì con i suoi due fratelli e recuperò la memoria, lasciando quindi i Figli del Gelo (venne succeduto come re da Velog Urlofreddo) per unirsi alla battaglia contro Arthas.
Dopo che Magni rimase pietrificato, subito prima del Cataclisma, Muradin venne scelto per rappresentare i nani del clan Barbabronzea nel neonato Concilio dei Tre Martelli.

## Nozdormu
Nozdormu l'Eterno, o il Senza Tempo (Nozdormu the Timeless), è il signore dei draghi bronzei. Per quanto riguarda i videogiochi, appare per la prima volta, brevemente, in Wrath of the Lich King, per poi essere ripreso in modo più consistente in Cataclysm. È presente nei romanzi della Trilogia della Guerra degli Antichi, in Day of the Dragon e in Thrall - Il crepuscolo degli Aspetti, nonché nella storia breve La carica degli aspetti.
Nozdormu ricevette i suoi poteri dall'Alto Padre del Pantheon, Aman'Thul, che gli conferì dominio su tutti gli aspetti del tempo e della storia: viveva allo stesso tempo in passato, presente e futuro, in tutte le linee temporali possibili, e Aman'Thul gli diede anche di sapere quando e come sarebbe morto. Degli Aspetti, Nozdormu fu l'unico a non partecipare di persona alla Guerra degli Antichi, essendo impegnato in una lotta contro gli Dei Antichi che cercavano di sovvertirne il corso storico degli eventi. In sua vece partecipò la consorte Soridormi. Per sventare il piano degli Dei Antichi, spedì nel passato Korialstrasz, Rhonin e Broxigar. Alla fine della guerra, assieme ad Alexstrasza e Ysera fece crescere l'Albero del Mondo Nordrassil, donando l'immortalità agli elfi della notte.
Con l'apertura delle Caverne del Tempo - dimora dello stormo bronzeo - in The Burning Crusade, Nozdormu non era presente, e la sua locazione era sconosciuta anche ai membri del suo stesso stormo. La situazione rimase tale a fino dopo il Cataclisma, quando il Senzatempo, che di fatto era rimasto intrappolato nei meandri del tempo nel tentativo di contrastare lo stormo infinito, venne liberato da Thrall (semplicemente ricordandogli la "Prima Lezione", cioè che vivere il momento era più importante che soffermarsi sul passato o sul futuro, e che anche le piccole cose sono importanti).
Nozdormu scoprì inoltre che, in uno dei possibile futuri, lui sarebbe diventato Murozond, il leader dello stormo infinito. Durante la battaglia contro Chromatus, Nozdormu esortò gli altri tre Aspetti a unire veramente le forze, riuscendo a distruggerlo. Più avanti accompagnò degli avventurieri nella linea temporale dell'Ora del Crepuscolo, dove essi sconfissero il suo alter ego Murozond. Dopo la sconfitta di Alamorte, anche Nozdormu, come gli altri Aspetti, divenne un semplice mortale, per quanto potente.

## Orgrim Martelfato
Orgrim Martelfato (Orgrim Doomhammer) è stato il secondo capoguerra dell'Orda degli orchi. Introdotto nel primo capitolo della serie, Warcraft I, è presente anche in Warcraft II: Tides of Darkness (in entrambi i casi non come unità di gioco) ed è un personaggio di vari romanzi, fra cui Lord of the Clans, L'ascesa dell'Orda, La discesa delle tenebre e Arthas - L'ascesa del Re dei Lich. Appare inoltre nel film Warcraft - L'inizio, dove è interpretato da Rob Kazinsky attraverso la motion capture.
Orgrim era figlio di Telkar del clan Roccianera. Da ragazzo, lui e Durotan, futuro capo del clan Lupi Bianchi, vennero aggrediti da un ogre nella foresta di Terokk e salvati da un gruppo di draenei, che li portarono al sicuro nella città di Telmar dove incontrarono il profeta Velen. Dopo la morte di suo padre, Orgrim eredito il suo martello da guerra, "Martelfato", e divenne il secondo in comando di Manonera, l'allora capoguerra dell'Orda. Anche se Orgrim era personalmente contrario alla guerra contro i draenei, seguì comunque gli ordini di Manonera, e cedette anche alla sete di sangue che lo stregone Gul'dan aveva fatto spargere. Tuttavia, come anche Durotan, cominciò a chiedersi se gli orchi non fossero stati corrotti, e fu uno dei pochi a non bere il sangue di Mannoroth, accampando come scusa di non essere degno di bere dalla stessa fonte del capoguerra e dei capiclan. Anche se Manonera credette alla scusa, Gul'dan non lo fece, rimanendo sempre sospettoso delle azioni di Orgrim da quel momento in avanti.
Orgrim, con tutto il clan Roccianera, venne inviato ad invadere Azeroth durante la Prima Guerra, ma aveva capito che Manonera era solo un fantoccio nelle mani del Concilio dell'Ombra, ed era stato avvertito da Durotan che il Concilio stesso era al soldo della Legione Infuocata. Così, quando Gul'dan cadde in coma a conflitto inoltrato, Orgrim approfittò dell'occasione e uccise Manonera e gran parte dei membri del Concilio (eccetto Gul'dan), diventando così il capoguerra dell'Orda. Durante la Seconda Guerra, Orgrim guidò le armate orchesche dentro le terre di Khaz Modan, accolse nell'Orda i goblin del Cartello Spargifumo e i troll di Zul'Aman, strinse un patto anche con Aiden Perenolde, sovrano della nazione umana di Alterac e, grazie allo stregone Zuluhed, ottenne anche il controllo sullo stormo dei draghi rossi, imprigionandone la regina Alexstrasza. Sotto il suo comando, l'Orda si fece strada fino a nord, devastando Lordaeron e Quel'Thalas, sbaragliò la flotta di Kul Tiras e saccheggiò Dalaran. Tuttavia, mentre Orgrim e le sue armate lanciavano un massiccio attacco sulla Capitale di Lordaeron, alcuni clan guidati da Gul'dan e Cho'gall disertarono per recarsi sulle Isole Disperse; Orgrim li fece inseguire e sterminare, ma a causa della defezione l'Orda venne respinta fino ai Bastioni di Roccianera. Qui, Orgrim uccise il comandante delle forze dell'Alleanza, Anduin Lothar, ma il suo successore, Turalyon, riuscì a capovolgere nuovamente le sorti della battaglia e a catturare Orgrim, ricacciando poi l'Orda fino al Portale Oscuro.
Orgrim venne tenuto prigioniero per un po' di tempo al palazzo di re Terenas di Lordaeron, ma riuscì ad evadere e cominciò a vivere come eremita fino a che non venne rintracciato da Drek'Thar, sciamano del clan dei Lupi Bianchi. Giunto presso i Lupi Bianchi scoprì che Thrall, il figlio di Durotan, era vivo, e che voleva liberare gli orchi prigionieri. Orgrim lo seguì in questa impresa, liberando un campo di prigionia dopo l'altro, fino a che non morì durante l'assedio di un campo negli Altopiani d'Arathi, luogo denominato da allora "Requie del Martello". Prima di morire, Orgrim nominò Thrall nuovo capoguerra dell'Orda, e gli cedette il Martelfato e la sua armatura. Più avanti, Thrall chiamò Orgrimmar la nuova capitale dell'Orda, in suo onore.

## Ragnaros
Ragnaros, assieme a Neptulon, Al'akir e Therazane, è uno dei quattro signori elementali che imperversavano su Azeroth durante il regno degli Dei Antichi. Signore elementale del fuoco che come gli altri, venne relegato nel Piano Elementale dai Titani quando essi sconfissero gli Dei Antichi. Millenni dopo venne evocato dai nani del clan Ferroscuro, che speravano, risvengliadolo, di ottenere la vittoria nella Guerra dei Tre Martelli; invece, Ragnaros si liberò con un'esplosione terrificante che devastò le Montagne Crestarossa e schiavizzò i Dark Iron, creando il suo regno nelle profondità del Massiccio Roccianera.
Venne sconfitto da avventurieri (in World of Warcraft) e relegato nuovamente nel Piano Elementale; da lì, dopo il Cataclisma, lanciò un attacco sul Monte Hyjal con l'aiuto del Martello del Crepuscolo, venendo però nuovamente sconfitto e distrutto definitivamente dalle forze del Circolo Cenariano e dai campioni dell'Orda e dell'Alleanza.
Ragnaros è stato introdotto in World of Warcraft e appare come personaggio giocabile in Heroes of the Storm, oltre che in alcuni fumetti della serie Warcraft.

## Rexxar
Rexxar è un mezzo orco-mezzo ogre facente parte del clan Mok'Nathal; seguì l'Orda in battaglia durante la Prima e la Seconda Guerra ma, deluso dalla bassezza in cui era caduta, l'abbandonò dopo la sua sconfitta.
Giunto a Kalimdor, aiutò Thrall nella fondazione di Orgrimmar; quando le forze dell'ammiraglio Daelin Marefiero attaccarono le terre della Nuova Orda, Rexxar guidò varie missioni di contrattacco e di ricerca degli alleati, scontrandosi infine con l'ammiraglio stesso a Theramore, uccidendolo in combattimento.
Essendo un "signore delle bestie", Rexxar ha numerosi compagni animali, fra i quali spicca soprattutto l'orsa Misha.

## Rhonin
Rhonin è un potente mago umano, che ha ricoperto la carica di capo del Kirin Tor. Viene spesso chiamato Redhair ("capelli rossi") per via del colore dei suoi capelli, ma è solo un soprannome; in La notte del drago viene anche chiamato Rhonin Draig'cyfaill, che è un titolo nella lingua dei draghi e significa Cuore di Drago.
All'inizio Rhonin era un promettente mago del Kirin Tor, la cui carriera venne però stroncata in una disastrosa missione in cui usò sconsideratamente la magia, uccidendo tutti i suoi compagni. Durante una successiva missione a Khaz Modan, accompagnato da Vereesa Ventolesto, Falstad Granmartello e Krasus, riuscì a distruggere l'Anima dei Demoni e a liberare la regina dei draghi Alexstrasza, da tempo imprigionata dagli orchi a Grim Batol.
In seguito a questa missione si sposò con Vereesa, da cui ebbe due figli, i gemelli Giramar e Galadin; nel periodo in cui Vereesa doveva partorire, Rhonin, Krasus e il veterano orco Broxigar vennero risucchiati indietro nel tempo, finendo per partecipare alla Guerra degli Antichi. Ritornato, venne eletto capo del Kirin Tor di Dalaran, in fase di ricostruzione dopo essere stata distrutta nella Terza Guerra e mantenendo la posizione per diversi anni; sotto la sua guida, la città tornò alla ribalta e si spostò nei cieli della Foresta di Cristallo, a Nordania durante la guerra contro l'Aspetto della Magia Malygos e contro il Re dei Lich. Durante la rinnovata guerra fra Alleanza e Orda si trovava a Theramore quando Garrosh diede l'ordine di scangiare la gigantesca bomba al mana sulla città; in quell'occasione, Rhonin sacrificò la propria vita per salvare quella di Jaina Marefiero, che gli succedette come capo del Kirin Tor.

## Shandris Piumaluna
Shandris Piumaluna (Shandris Feathermoon) è un'elfa della notte, l'attuale generale delle Sentinelle; dirige inoltre una rete di spie. Ha un'abilità portentosa con l'arco, comparabile soltanto a quella di Sylvanas Ventolesto e Dama Vashj.
Shandris abitava nel villaggio di Ara-Hinam all'inizio della Guerra degli Antichi. La sua intera famiglia venne uccisa durante l'attacco dei demoni, e lei fu una dei pochi superstiti che riuscirono a fuggire a sud e a riunirsi alla resistenza elfica guidata da Kur'talos Crinocorvo. Venne trovata, solitaria fra i rifugiati, da Tyrande Soffiabrezza, che la prese con sé, e che divenne ben presto la sua eroina. Da Tyrande imparò le arti curative della Sorellanza di Elune, ma la sacerdotessa le proibì di prendere parte alle battaglie, cosa che Shandris desiderava ardentemente fare; Shandris, già molto esperta con l'arco, le disobbedì più volte. Seguendo di nascosto Tyrande durante il caos causato dal tradimento di Neltharion appena perpetrato, la trovò priva di sensi e alla mercé di lord Xavius e dei suoi satiri, con Malfurion Grantempesta che cercava di intervenire. Scoccò diverse frecce a Xavius, dando a Malfurion il tempo di sistemarlo, e uccise molti altri satiri, ma ne lei né Malfurion riuscirono ad impedire il rapimento di Tyrande. Nella tempesta causata immediatamente dopo dalla rabbia di Malfurion, Shandris venne salvata in extremis da una frana dal drago Korialstrasz. Shandris rimase al centro delle battaglie fino alla fine della guerra, sopravvivendo alla successiva Frattura e intrecciando una relazione con Jarod Cantombroso.
Rimase a fianco di Tyrande durante la Lunga Veglia, divenendo il capo di un gruppo d'élite di Sentinelle chiamate "Shadowleaf". Lei e le sue Sentinelle, diecimila anni dopo la Guerra degli Antichi furono le prime ad accorgersi della presenza degli orchi che abbattevano gli alberi nella foresta di Valtetra, partendo subito all'attacco. Quando gli orchi riuscirono ad uccidere Cenarius, Shandris e le Sentinelle si ritirarono, correndo ad avvertire Tyrande del pericolo, e poi furono costrette a respingere un attacco di non morti del Flagello al loro accampamento. Quando Tyrande andò in missione per risvegliare i druidi per la guerra imminente, lasciò Shandris ad occuparsi della difesa del Monte Hyjal e dell'Albero del Mondo Nordrassil; quando iniziò la battaglia del Monte Hyjal, Shandris rimase sempre in prima linea.
Dopo la guerra, Shandris fece ritorno a Feralas, nella Roccaforte di Piumaluna sull'Isola di Sardor, quartier generale delle Sentinelle, dove può essere trovata in World of Warcraft. Quando Tyrande, durante gli eventi del romanzo Grantempesta di Richard A. Knaak, si avventura nel Sogno di Smeraldo alla ricerca di Malfurion, lascia Shandris a dirigere Darnassus. In quello stesso periodo presenzia agli incontri tra Fandral Elmocervo e altri druidi per risanare Teldrassil, e quando Hamuul Totem Runico comprende che Elmocervo è impazzito, lui, Shandris e il druido Naralex vengono colpiti magicamente da Elmocervo, che impedisce loro di rivelarlo: l'arrivo di Malfurion subito dopo risolve la situazione.
Con l'Isola di Sardor pesantemente danneggiata dal Cataclisma occorso in seguito, Shandris ha fatto ricostruire la fortezza sulla terraferma.

## Terenas Menethil II
Terenas Menethil II è stato l'ultimo re del regno di Lordaeron. Introdotto nel videogioco Warcraft II: Tides of Darkness, appare in Warcraft III: Reign of Chaos e World of Warcraft: Wrath of the Lich King, e ha anche un ruolo importante nei romanzi Day of the Dragon di Richard A. Knaak, La discesa delle tenebre di Aaron Rosenberg e Oltre il Portale Oscuro e Arthas - L'ascesa del Re dei Lich di Christie Golden.
Re benvoluto, a sua moglie Lianne ebbe due figli, Calia e Arthas. Alla fine della Prima Guerra, Terenas accolse i rifugiati di Roccavento, distrutta dall'Orda. Convinto da Anduin Lothar del pericolo che gli orchi rappresentavano per il suo regno e quelli circostanti, Terenas convocò i sovrani dei regni circostanti e li convinse a formare l'Alleanza, per far fronte comune contro il nemico. Divenne inoltre una figura paterna per il principe di Roccavento Varian Wrynn. Durante la Seconda Guerra le armate orchesche arrivarono anche ad assediare la Capitale di Lordaeron; in quell'occasione Terenas fece evacuare tutti gli abitanti della zona circostante la città ospitandoli al suo interno, barricati dietro le mura, e diresse personalmente la difesa dall'assedio. Dopo la vittoria dell'Alleaza, il capoguerra dell'Orda Orgrim Martelfato venne imprigionato nelle segrete di Lordaeron.
A vent'anni dalla fine della Seconda Guerra, nel nord del regno cominciò a svilupparsi una strana epidemia (che si sarebbe poi rivelata essere la piaga della non morte diffusa dal Culto dei Dannati di Kel'Thuzad). Terenas rifiutò di mettere in quarantena le terre colpite, sostenendo che la gente di Lordaeron aveva già sofferto abbastanza senza che arrivasse a sentirsi prigioniera in casa propria; un profeta misterioso (cioè Medivh sotto mentite spoglie) invitò Terenas e gli altri a portare in salvo la loro gente al di là del mare, nelle terre di Kalimdor, perché la fine era vicina, ma Terenas non gli prestò ascolto e lo scacciò. Dato però che l'epidemia nel nord non accennava a fermarsi, Terenas inviò suo figlio Arthas ad investigare, accompagnato dall'incantatrice Jaina Marefiero e dal paladino Uther. Quando Uther tornò a riferire del comportamento allarmante di Arthas e del suo viaggio a Nordania, Terenas ordinò al figlio di rientrare immediatamente dalla sua missione; egli fece ritorno a Lordaeron solo tempo dopo, accolto come un eroe, mentre all'insaputa di tutti era divenuto un servitore del Re dei Lich, e uccise suo padre con la spada Gelidanima, per poi scatenare il Flagello dei non morti sul regno. Il regno di Terenas su Lordaeron era durato cinquant'anni, e la sua tragica fine diede il via alla Terza Guerra.
Il corpo di Terenas venne in qualche maniera recuperato dalla sala del trono e cremato, e le sue ceneri deposte in un'urna speciale, custodita dai paladini della Mano d'Argento; essa venne trafugata da Arthas -che uccise Uther per appropriarsene- per contenere al suo interno i resti di Kel'Thuzad. Arthas, che inizialmente non sapeva che l'urna conteneva i resti di Terenas, gettò le ceneri di suo padre che vennero disperse dal vento. Il suo spirito, intrappolato all'interno di Gelidanima, aiuta i giocatori a sconfiggere il Re dei Lich in Wrath of the Lich King.

## Teron Malacarne
Teron Malacarne è stato il primo Cavaliere della morte della storia di Warcraft.
In vita, Teron (nome completo: Teron'gor) era uno stregone orco del Concilio dell'Ombra, l'organo guidato da Gul'dan che governava l'Orda da dietro le quinte; come gran parte degli altri stregoni del Concilio, egli venne ucciso su ordine di Orgrim Martelfato successivamente alla Prima Guerra.
Gli spiriti degli stregoni morti vennero recuperati da Gul'dan e infusi nel cadavere di un cavaliere umano: il primo ad essere resuscitato in tale modo fu Teron Malacarne. Lui e gli altri cavalieri della morte giurarono fedeltà a Martelfato, e combatterono per tutta la durata della Seconda Guerra anche dopo il tradimento di Gul'dan. In seguito alla sconfitta di Martelfato, Malacarne guidò i restanti cavalieri della morte di nuovo a Draenor, dove si misero al servizio di Ner'zhul, per conto del quale tornarono ad Azeroth per recuperare il Libro di Medivh e l'Occhio di Dalaran. Giunto sulle tracce del libro a Roccavento, Malacarne scoprì che il libro era stato rubato da agenti di Alterac. Ottenuto il supporto di Alamorte, con in cambio la promessa di poter raggiungere Draenor per mettere al sicuro le sue uova, Teron viaggiò ad Alterac dove ottenne il libro da Aiden Perenolde. Il secondo artefatto venne recuperato a Dalaran, dove Malacarne si scontrò con Antonidas, Kael'thas Solealto, Krasus e Sathera, che non riuscirono però a fermarlo; Sathera perì nello scontro. Ritornato a Draenor, aiutò Ner'zhul nell'apertura dei portali, e cadde in combattimento contro Turalyon mentre la loro energia devastava il pianeta.
il suo spirito rimase intrappolato nella Valle di Torvaluna, e può essere incontrato dai giocatori in The Burning Crusade; si presenta inizialmente come uno spirito che conosce la storia di Teron Malacarne, invitando i giocatori a svolgere dei compiti per lui, dopodiché prende possesso del loro corpo, per sconfiggere il suo guardiano Karsius. Morto Karsius, Teron libera il giocatore e fugge verso il Tempio Nero, dove può essere sconfitto dai giocatori successivamente.

## Tichondrius
Tichondrius era il leader dei nathrezim della Legione Infuocata, e aveva il compito di sorvegliare la creazione del Flagello a Lordaeron. Fu tra i coordinatori dello spargimento del grano infetto dalla piaga della non morte nel continente, e diresse poi anche le azioni del neo-cavaliere della morte Arthas Menethil fra cui l'uccisione di Uther l'Araldo della Luce e la distruzione di Quel'Thalas e Dalaran. Guidò le forze della Legione a Kalimdor in vista della battaglia del Monte Hyjal, e corruppe la foresta di Vilbosco utilizzando il Teschio di Gul'dan. Su indicazione di Arthas, Illidan Grantempesta consumò il potere del Teschio, uccidendo poi Tichondrius. Alla morte, la leadership dei nathrezim passò a suo fratello Anetheron.

## Tirion Fordring
Tirion Fordring è uno dei membri originali della Mano d'Argento, poi leader della Crociata Argentea e portatore della spada Brandicenere. Introdotto nel romanzo Of Blood and Honor di Chris Metzen, è un personaggio importante anche ne La discesa delle tenebre di Aaron Rosenberg e Arthas - L'ascesa del Re dei Lich di Christie Golden, nonché nel manga Ashbringer. Nei videogiochi è apparso per la prima volta in World of Warcraft con un ruolo secondario, per poi diventare un personaggio di primo piano a partire dall'espansione Wrath of the Lich King.
Tirion fu uno dei cinque primi paladini, scelto dall'arcivescovo Alonsus Faol per formare la Mano d'Argento, assieme con Uther, Turalyon, Saidan Dathrohan e Gavinrad, e combatté valorosamente durante la Seconda Guerra; dopo il conflitto, si trovò a dare aiuto all'orco Eitrigg, il quale gli aveva salvato la vita, e per questo fu bandito dalla Mano d'Argento e condusse una vita di eremita nelle Terre Infette; suo figlio Taelan entrò nei ranghi della fanatica e corrotta Crociata Scarlatta; Tirion tentò invano di salvarlo, e Taelan venne infine ucciso da un alto prelato della Crociata. In seguito a ciò, Tirion decise di rifondare l'ordine della Mano d'Argento.
Dopo la nascita dei Cavalieri della Spada d'Ebano, cavalieri della morte ostili al Re dei Lich, Tirion fece unire la Mano d'argento con l'Alba d'Argento, dando vita alla Crociata Argentea, un'armata composta da chiunque volesse lottare per il bene del mondo di Azeroth, e partì con essa alla volta di Nordania, iniziando l'offensiva contro il Flagello. Aiutato da avventurieri, Tirion raggiunse infine il Trono Ghiacciato dove fronteggiò il Re dei Lich; al termine di un aspro combattimento, il paladino riuscì, con Brandicenere, a distruggere la spada Gelidanima, portando alla sconfitta di Arthas.

## Titani
I Titani sono creature enormi e semidivine che vagano per la Grande Oscurità portando ordine e cercando loro simili da risvegliare; gli spiriti dei Titani, detti "anime del mondo", si sviluppano all'interno di alcuni pianeti, fra cui Azeroth. Alcuni Titani si riunirono anticamente in un gruppo detto "Pantheon", composto dai seguenti membri:
- Aman'thul: il primo Titano a risvegliarsi, capo del Pantheon
- Sargeras: il Difensore
- Aggramar: luogotenente di Sargeras
- Eonar: la "Vincolavita"
- Khaz'goroth: plasmatore e forgiatore di mondi
- Norgannon: custode della magia e della conoscenza astrale
- Golganneth: signore dei cieli e degli oceani

Così riunito, il Pantheon viaggiava per il cosmo alla ricerca di nuovi mondi e combattendo i demoni nati dalla Distorsione Fatua e i Signori del Vuoto con i loro Dei Antichi; quando Sargeras propose di eliminare la vita dall'universo per sconfiggere questi nemici, gli altri Titani rimasero inorriditi e rifiutarono l'idea, così egli abbandonò il Pantheon. Gli altri Titani proseguirono nella loro missione, giungendo infine ad Azeroth, che si trovava sotto il controllo degli Dei Antichi: per estirpare gli Dei Antichi, i Titani crearono dei costrutti che combattessero in loro vece sul pianeta; a capo di questi costrutti vennero posti nove "Custodi" infusi di parte del potere dei Titani stessi: Archaedas, Freya, Hodir, Loken, Mimiron, Odyn, Ra, Thorim e Tyr.
Le forze degli Dei Antichi vennero sbaragliate, e Aman'thul in persona sradicò Y'Shaarj, uccidendolo ma danneggiando Azeroth nel processo; per evitare di causare altre ferite al pianeta, gli altri Dei Antichi vennero soltanto imprigionati nelle profondità della terra. Lasciati i Custodi in carica di governare il pianeta, i Titani tornarono alla loro missione. Nel frattempo Sargeras aveva fondato la Legione Infuocata, e con essa aveva cominciato a mettere a ferro e fuoco l'universo; quando lo scoprirono gli altri Titani tentarono di fermarlo, ma l'ex campione del Pantheon riuscì ad ucciderli tutti; parte del loro spirito andò a riversarsi nei Custodi che avevano creato su Azeroth. Le anime dei membri del Pantheon (con l'eccezione di quella di Eonar) vennero recuperate da Sargeras nel tentativo di sfruttarne il potere; durante la guerra contro la Legione da parte degli abitanti di Azeroth, le anime dei Titani vennero liberate e i Titani stessi vennero riportati in vita.

### Sargeras
Sargeras, detto il Titano oscuro, è il signore della Legione Infuocata. In origine, Sargeras era il difensore del Pantheon dei Titani: in questo ruolo combatteva i nemici del Pantheon nella Grande Oscurità, e creò il mondo-prigione di Mardum nel quale rinchiudere i demoni che provenivano dalla Distorsione Fatua. Durante il suo vagare per il cosmo, Sageras scoprì l'esistenza dei Signori del Vuoto, e giunse infine a trovare un'anima del mondo già corrotta dai loro Dei Antichi, che qualora si fosse risvegliata avrebbe avuto un potere immenso. Terrorizzato, Sargeras spaccò in due il pianeta, uccidendo sia gli Dei Antichi, sia l'anima del mondo: temendo che potessero esservi già altre anime del mondo corrotte, concluse che l'unica soluzione fosse quella di distruggere ogni singolo mondo della Grande Oscurità, poiché anche un universo sterile sarebbe stato meglio di uno dominato dal Vuoto. Il resto del Pantheon rimase sconvolto da ciò che aveva fatto -non aveva neppure considerato la possibilità di purificare l'anima del mondo corrotta-, e più ancora da ciò che proponeva di fare. Capendo che gli altri Titani non l'avrebbero mai ascoltato, Sargeras lasciò per sempre il Pantheon. Convinto che l'unica maniera per salvare l'universo dai Signori del Vuoto fosse quello di purificarlo col fuoco ed eliminare ogni traccia di vita, diede inizio alla cosiddetta Crociata Ardente: per fare questo, liberò i demoni che aveva rinchiuso a Mardum e li riunì in un'unica armata, la Legione Infuocata, cominciando ad invadere con essa i pianeti e a sterminarne gli abitanti. Quando gli altri Titani lo scoprirono tentarono di fargli cambiare idea raccontandogli delle loro speranze per Azeroth, ma invano: il loro ex-fratello li attaccò e riuscì ad ucciderli tutti e, conducendo poi la Legione alla ricerca di Azeroth, consumando nel frattempo altri mondi e civiltà. Uno dei mondi a cadere sotto il dominio della Legione fu quello di Argus, patria degli eredar: due dei tre leader di quel popolo, Archimonde e Kil'jaeden, vennero corrotti da Sargeras insieme alla loro gente e inglobati nella Legione.
Sargeras riuscì finalmente a localizzare Azeroth grazie all'uso smodato della magia arcana da parte degli elfi della notte e, corrompendo la loro regina, Azshara, riuscì a far aprire un portale tramite il quale la Legione si riversò su Azeroth, per preparare la sua venuta, dando il via alla Guerra degli Antichi; la resistenza riuscì però a sconfiggere le armate demoniache e a chiudere il portale prima dell'arrivo di Sargeras. Il suo tentativo successivo, messo in atto circa novemila anni dopo, più subdolo: attirò con uno stratagemma la Guardiana di Tirisfal Aegwynn a Nordania, e si palesò a lei tramite un avatar: Aegwynn, affiancata da diversi draghi, e Sargeras lottarono, e la maga riuscì a distruggere l'avatar, che venne sepolto nell'ex tempio di Elune di Suramar, sulle Isole Disperse. Questo esito era proprio quello previsto da Sargeras: distrutto l'avatar, una parte del suo spirito penetrò dentro Aegwynn, trasferendosi poi nel corpo del figlio che ella avrebbe concepito, Medivh. Posseduto da Sargeras, Medivh fece in modo di far giungere l'Orda degli orchi, che era sotto il controllo della Legione Infuocata, ad Azeroth, ma infine Medivh venne ucciso, e l'Orda liberata dal giogo della Legione.
Il terzo tentativo di Sargeras, diversi anni dopo, fu nuovamente diretto: la Legione invase nuovamente Azeroth. Anche stavolta gli abitanti del pianeta riuscirono a respingere i demoni, e riportarono anche in vita i Titani del Pantheon, che quindi imprigionarono Sargeras; prima di venire relegato per sempre nella sua prigione, Sargeras riuscì a piantare la sua gigantesca spada in Azeroth, nella regione di Silitus.

## Turalyon
Turalyon è un paladino umano che combatté per le forze dell'Alleanza durante la Seconda Guerra.
Inizialmente un giovane sacerdote, Turalyon fu scelto dall'arcivescovo Alonsus Faol per formare l'ordine della Mano d'Argento, assieme a Tirion Fordring, Uther e altri. Venne scelto da Anduin Lothar come luogotenente per assisterlo nel conflitto, e strinse amicizia col mago Khadgar. Durante la guerra iniziò anche una relazione con la ranger alta elfa Alleria Ventolesto. Combatté assieme a Lothar nelle Alture di Colletorto, dopodiché venne inviato assieme a Khadgar, Alleria e una parte delle forze dell'Alleanza a difendere Quel'Thalas, arrivando però dopo l'Orda, quando i Boschi di Cantoeterno già stavano bruciando. Scacciata l'Orda da Quel'Thalas e col pieno supporto degli elfi, Turalyon guidò le armate verso la Capitale di Lordaeron, respingendo le forze di Orgrim Martelfato che la stavano assediando. Da lì, l'esercito dell'Alleanza ricacciò l'Orda sempre più a sud. Durante la battaglia ai Bastioni di Roccianera Lothar venne ucciso da Martelfato e Turalyon, preso il comando delle truppe, impartì una pesante sconfitta agli orchi, inseguendoli poi in direzione delle Terre Devastate dove Khadgar distrusse il Portale Oscuro.
Non molti anni dopo, Turalyon venne scelto da re Terenas Menethil II per guidare una spedizione attraverso il ricostruito Portale Oscuro, per scongiurare nuovamente la minaccia dell'Orda, assieme ad Alleria, Khadgar, Kurdran Granmartello e Danath Cacciatroll. Quando, a causa di Ner'zhul, il pianeta di Draenor cominciò a distruggersi, Turalyon e gli altri decisero di restare lì per chiudere il Portale Oscuro ed impedire che anche Azeroth potesse essere coinvolto dal cataclisma. Sebbene presunti morti ad Azeroth, gli eroi sopravvissero entrando in un altro dei portali aperti da Ner'zhul, per poi fare ritorno su Draenor dopo la sua trasformazione nelle Terre Esterne. A differenza di Khadgar, Kurdran e Danath che appaiano tutti nella seconda espansione di World of Warcraft, The Burning Crusade, non c'è alcuna traccia di Turalyon e Alleria, e nemmeno gli altri membri della spedizione sanno dove siano. Da essa Turalyon ebbe un figlio, Arator, che attualmente si trova nelle Terre Esterne in cerca dei genitori.

## Uther
Uther, detto l'Araldo della Luce o il Portatore di Luce (the Lightbringer) era il capo dei paladini della Mano d'Argento. Introdotto in Warcraft II: Tides of Darkness, appare anche in Warcraft III: Reign of Chaos e, in una manciata di missioni, nel corso di World of Warcraft e delle sue espansioni; compare in vari romanzi della serie, fra cui La discesa delle tenebre e Arthas: L'ascesa del Re dei Lich, ed è un personaggio giocabile in Heroes of the Storm. La sua voce italiana è data da Silvano Piccardi in Warcraft III e da Gianni Gaude in Hearthstone: Heroes of Warcraft.
Uther era un cavaliere ed un apprendista chierico dell'arcivescovo Alonsus Faol durante la Prima Guerra: egli fu il primo paladino della storia di Azeroth, e venne messo da Faol alla guida della neonata Mano d'Argento all'inizio della Seconda Guerra, durante la quale combatté. Il titolo di Araldo della Luce gli fu attribuito da Turalyon dopo la battaglia dei Bastioni di Roccianera. Dopo la fine del conflitto, re Terenas Menethil II gli affidò l'istruzione e l'addestramento a paladino di suo figlio Arthas, e i due divennero ottimi amici; nello stesso periodo, Uther presiedette anche la cerimonia con la quale Tirion Fordring venne escluso dalla Mano d'Argento.
Quando cominciarono le avvisaglie della Terza Guerra, Uther e Arthas difesero la cittadina di Strahnbrad dagli orchi del clan Roccianera. Successivamente, Uther accorse in aiuto di Arthas e di Jaina Marefiero che erano assiediati dai non morti a Valsalda. Da qui, i tre guidarono le loro forze a Stratholme, dove Arthas sperava di fronteggiare il signore del terrore Mal'Ganis; una volta arrivati, scoprirono che tutta la città era stata infettata dalla piaga della non morte, e che tutti gli abitanti si sarebbero presto mutati in non morti. Arthas allora ordinò che la città venisse ripulita ma Uther, sconvolto anche solo dall'idea di un gesto simile, rifiutò di farlo e Arthas, furioso, lo accusò di tradimento e lo sollevò dal suo incarico di capo della Mano d'Argento (cosa che comunque non aveva il potere di fare).
Non molto tempo dopo Arthas, corrotto e ora al servizio del Flagello, invase Lordaeron con un'armata di non morti, attaccando la capitale e uccidendo suo padre, re Terenas. Uther s'incaricò di sorvegliare l'urna con le ceneri del sovrano ad Andorhal; qui venne raggiunto da Arthas, che voleva impossessarsi dell'urna, in cui doveva riporre i resti mortali del negromante Kel'Thuzad: Uther fronteggiò Arthas, ma dopo una dura battaglia fu sconfitto e ucciso.
Il suo corpo di Uther fu recuperato e sepolto in un grande mausoleo, situato nelle Terre Infette Occidentali. Il suo spirito, intrappolato nella spada Gelidanima, appare diverse volte in World of Warcraft: è lui ad esempio ad avvertire che, senza il Re dei Lich a controllarlo, il Flagello distruggerebbe Azeroth.

## Varian Wrynn

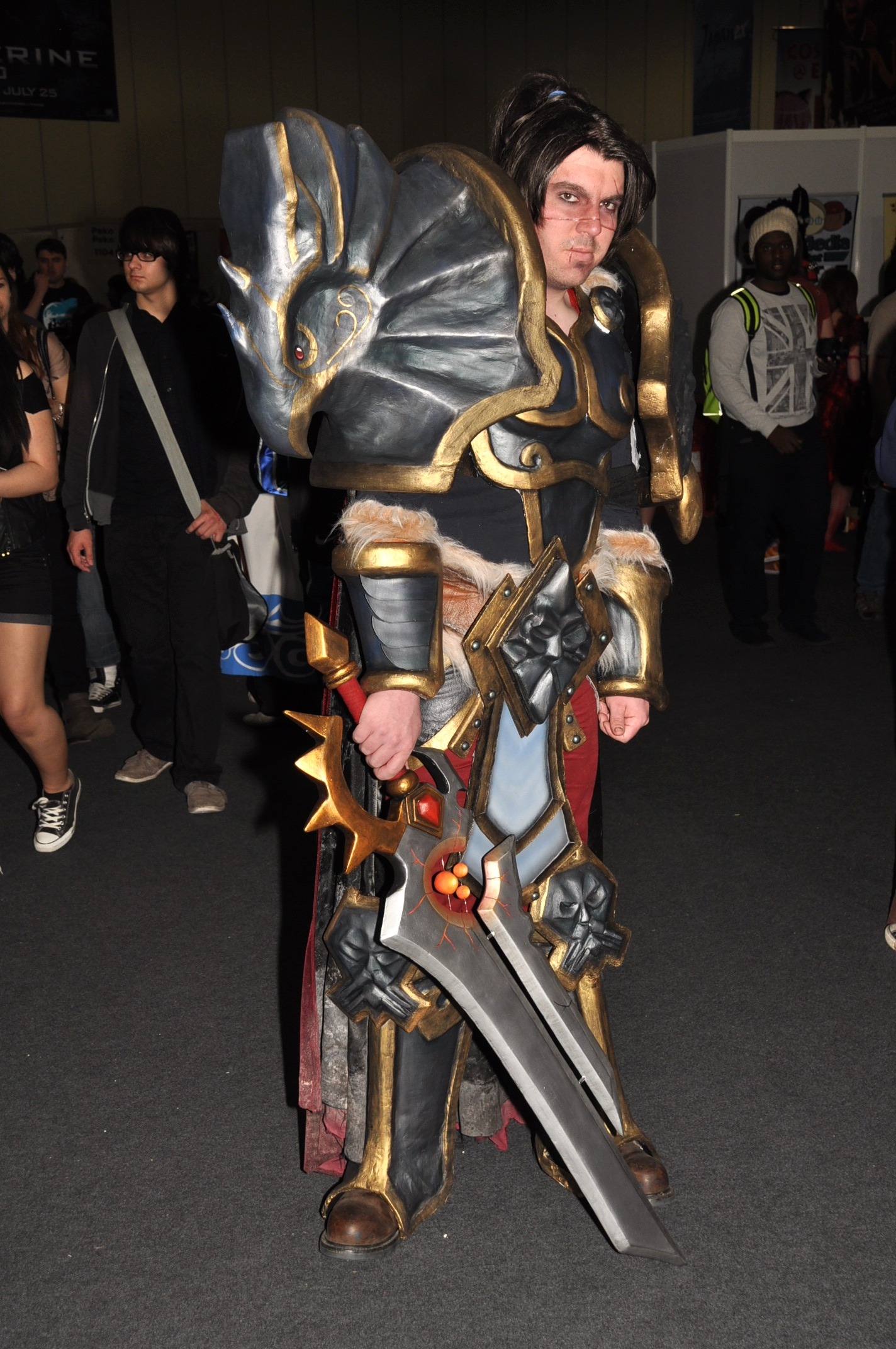
Cosplay di Varian Wrynn all'MCM London Comic Con 2013

Varian Wrynn era il re di Roccavento e leader dell'Alleanza. Introdotto con un ruolo marginale in World of Warcraft, acquista un ruolo di primo piano a partire da Wrath of the Lich King fino alla morte all'inizio di Legion; la sua storia è stata considerevolmente ampliata anche nel materiale letterario della serie, apparendo con ruoli rilevanti anche in numerosi fumetti e romanzi (in particolare World of Warcraft, La distruzione - Preludio al Cataclisma, Cuore di lupo e Crimini di guerra, di cui è protagonista o comprimario). Il personaggio appare brevemente, in una versione bambina, nel film Warcraft - L'inizio.
Varian è figlio di Llane Wrynn, re di Roccavento, e della regina Taria; in seguito alla morte di Llane e alla caduta di Roccavento durante la Prima Guerra, Varian ripara a Lordaeron con i superstiti. Roccavento viene riconquistata durante la Seconda Guerra e successivamente ricostruita e Varian, a diciotto anni, viene ufficialmente incoronato re, sposandosi poi con una nobildonna di nome Tiffin Ellerian. Dalla loro unione nasce un figlio, Anduin Wrynn, ma la donna muore tragicamente durante una rivolta.

## Varimathras
Assieme ai fratelli Detheroc e Balnazzar, Varimathras era uno dei nathrezim incaricati di sorvegliare il Flagello a Lordaeron. Dopo il tradimento dello stesso e la partenza di Arthas per Nordania, Varimathras e i suoi fratelli presero il controllo delle Radure di Tirisfal, solo per essere attaccati poco dopo dai Reietti di Sylvanas Ventolesto. Sconfitto e sottomesso, Varimathras fu costretto a giurare fedeltà a Sylvanas, e causò la finta morte di suo fratello Balnazzar. Sylvanas lo pose poi a capo degli inseguitori della morte, la gilda degli assassini di Sepulcra. Varimathras pianificò la sua vendetta contro Sylvanas fino agli eventi successivi l'uscita di Wrath of the Lich King dove, assieme al Gran Speziale Putress, tradì Sylvanas prendendo il controllo di Sepulcra. Il nathrezim, Putress e le loro forze vennero sconfitti durante la battaglia per Sepulcra, che segnò una definitiva rottura dei rapporti fra Orda e Alleanza.

## Varok Faucisaure
Varok Faucisaure è un veterano di guerra dell'Orda; nato a Draenor, fu uno dei primi orchi a bere il sangue di Mannoroth, rimanendo schiavo della Legione Infuocata; prese quindi parte ai massacro dei Draenei e, successivamente, a tutte e tre le guerre che si combatterono sul mondo di Azeroth. Quando Thrall unì i clan sotto la sua egida per formare la Nuova Orda, Varok si unì a lui senza esitazione, ansioso di riparare ai torti commessi in passato; venne posto al comando delle forze combinate dell'Orda e dell'Alleanza a Silitus per contrastare le orde dei qiraji durante la Seconda Guerra delle Sabbie Mutevoli.
Dopo l'attacco del Re dei Lich alle capitali di Azeroth, venne inviato con le forze dell'Orda a Nordania, per affiancare e consigliare Garrosh Malogrido; qui, durante la guerra al Flagello, il figlio di Varok, Dranosh, venne ucciso dal Re dei Lich, la sua anima imprigionata dentro Gelidanima e il suo corpo rianimato come cavaliere della morte.

## Velen
Il profeta Velen è il capo dei draenei, ed uno dei leader dell'Alleanza. Introdotto in World of Warcraft: The Burning Crusade, compare poi in tutte le espansioni successive del videogioco. Ricopre un ruolo rilevante anche in vari romanzi della serie, come L'ascesa dell'Orda di Christie Golden e Cuore di lupo di Richard A. Knaak, oltre ad apparire in fumetti, storie brevi e altro materiale.
In un periodo precedente di almeno 25.000 anni gli eventi di World of Warcraft, Velen, assieme a Kil'jaeden e Archimonde, governava saggiamente la razza degli eredar sul pianeta Argus. Il Titano Oscuro Sargeras, volendo corrompere gli eredar e incorporarli nella Legione Infuocata, si presentò loro come una divinità benevola, e Kil'jaeden e Archimonde accettarono prontamente le sue offerte. Velen rimase sospettoso e, dopo aver appreso la verita su Sargeras in una visione, raccolse quanti più seguaci possibile e li portò via da Argus: la loro fuga venne resa possibile dai naaru, accorsi in loro aiuto con una nave dimensionale. Da quel momento, Velen ribattezzò i suoi seguaci "draenei", che significa "esiliati"; Kil'jaeden, considerandoli traditori, giurò che non avrebbe avuto pace fino a che non fosse riuscito a sterminarli tutti e così, per millenni a venire, Velen e i draenei continuarono a spostarsi di mondo in mondo per sfuggire ai loro ex-fratelli.
Giunti sull'ennesimo pianeta, che chiamarono Draenor, i draenei ricominciarono a costruire la loro civiltà e ad entrare in contatto con le razze native (fra cui gli orchi, che avevano preso ad adorare la loro nave dimensionale, Oshu'gun, scambiandola per una "montagna sacra"). La situazione rimase stabile fino a che Kil'jaeden non li scovò nuovamente: egli riuscì a manipolare gli orchi fino a trasformarli in mostri assetati di sangue e a riunirli nell'Orda, scagliandoli poi all'attacco dei draenei
. Le città draenee caddero una dopo l'altra fino a che non rimase solo Shattrath. Poiché gli orchi -e Kil'jaeden che li controllava- non si sarebbero fermati fino a che non avessero sterminato completamente i draenei, era necessario che si illudessero di averlo fatto: un buon numero di draenei volontari, compresi donne e bambini, rimase quindi nella città, in attesa della morte, così da far pensare agli orchi di aver massacrato tutti i draenei, mentre gli altri (incluso Velen, che doveva restare in vita per guidare i superstiti) si nascosero nelle Paludi di Zangar. Essi sopravvissero al cataclisma che trasformò Draenor nelle Terre Esterne, e Velen incoraggiò lo sciamano Nobundo a diffondere lo sciamanesimo tra i draenei. Nel periodo storico di The Burning Crusade, Velen e Nobundo guidarono un raid contro la fortezza di Kael'thas Solealto, Forte Tempesta, appropriandosi di una delle sue strutture satellite, la Exodar, e assieme a molti draenei la usarono per lasciare le Terre Esterne: dopo essersi teletrasportata nei cieli di Azeroth, la nave dimensionale andò a schiantarsi sull'Isola di Brumazzurra, e di lì a poco i draenei entrarono in contatto con gli elfi della notte per poi essere ammessi nell'Alleanza.
Dopo la sconfitta di Kil'jaeden sull'Isola di Quel'Danas, Velen si recò presso il Pozzo Solare, utilizzando il cuore del naaru caduto M'uru per ripristinare la sua energia sacra, dando un contributo fondamentale alla redenzione degli elfi del sangue.

## Vereesa Ventolesto
Vereesa Ventolesto (Vereesa Windrunner) è una ranger alta elfa, che lottò durante la Seconda e la Terza Guerra. È sorella di Alleria, Sylvanas e Lirath Ventolesto. Inizialmente Vereesa era ignara del destino di Sylvanas, divenuta regina dei Reietti, credendola morta. Una volta saputa la verità, pianse il fato della sorella.
Vereesa fu assegnata dai suoi superiori a scortare il mago Rhonin durante un viaggio, finendo per liberare la regina dei draghi rossi Alexstrasza da Grim Batol assieme al mago e al nano Falstad Granmartello. Tempo dopo, sposò Rhonin da cui ebbe due figli gemelli, Giramar e Galdarin. Suo cugino Zendarin tentò di rapire i bambini (non riuscendoci), portando Vereesa a ritornare a Grim Batol per vendicarsi di lui, stavolta accompagnata dalla draenei Iridi e dai draghi Kalecgos e Korialstrasz. Riappare in World of Warcraft: Cataclysm, dove è la leader dei Silver Covenant, un gruppo di elfi alti che si oppone all'inclusione degli elfi del sangue nel Kirin Tor e all'accesso dell'Orda a Dalaran; Vereesa cova infatti una certa animosità verso gli elfi del sangue, dovuta anche alla sua fedeltà verso le tradizioni degli elfi alti.
Nonostante l'antipatia, Vereesa rispose alla chiamata di Halduron Alachiara recandosi nelle Terre Spettrali, per aiutare Vol'jin a fermare i piani dei troll Zandalari di riunire tutte le tribù di troll in un solo impero. Fermata l'avanzata degli Zandalari, Vereesa risponde alla chiamata di Jaina Marefiero insieme al marito Rhonin per difendere Theramore dall'Orda. Allontanatasi dalla città per inseguire un traditore, scampa alla distruzione di Theramore e giura eterna vendetta contro l'Orda per la morte del marito. Vereesa guida quindi i Silver Covenant contro i Predatori del Sole durante la purga di Dalaran, ed è presente durante l'assedio di Orgrimmar e lo scontro con Galakras, nonché alla caduta di Garrosh.

## Vol'jin
Vol'jin è il capo dei troll della tribù Lanciascura. Venne introdotto come personaggio minore in una missione della demo di Warcraft III: Reign of Chaos, la quale fu poi inserita nell'espansione The Frozen Throne, dove il personaggio acquisì anche un ruolo maggiore. Presente in World of Warcraft sin dall'inizio, Vol'jin rimane un personaggio di contorno fino all'espansione Cataclysm. La voce originale del personaggio è stata data da Chris Metzen e, a partire dalla patch 5.1, da Dave Fennoy, mentre il doppiaggio italiano è di Stefano Thermes. Al di là dei videogiochi, è il protagonista del romanzo Vol'jin - Gli spettri dell'Orda, scritto da Michael A. Stackpole, e appare con un ruolo maggiore anche in Jaina Marefiero - Venti di guerra, di Christie Golden, oltre ad apparire in vari altri romanzi, fumetti e storie brevi.
Vol'jin era il figlio di Sen'jin, capo dei troll della tribù Lanciascura che vivevano su un piccolo arcipelago nel Grande Mare. Sen'jin, dopo aver avuto una visione del futuro in cui vide la propria morte e l'arrivo di Thrall, mandò suo figlio e il suo amico Zalazane nel folto del bosco a cercare i Loa, le divinità dei troll; presso di essi, lo stesso Vol'jin ebbe delle visioni del futuro, e venne giudicato degno di diventare un Cacciatore delle Ombre. Al loro ritorno al villaggio, Vol'jin e Zalazane scoprirono che, anziché alcune settimane, erano stati via per tre mesi e che la tribù era stata attaccata dai servi di una strega del mare che aveva anche ucciso Sen'jin, e che i troll erano sopravvissuti solo grazie all'intervento dell'Orda guidata da Thrall. Poiché le isole stavano sprofondando Vol'jin, succedendo a suo padre come capotribà, giurò fedeltò all'Orda e organizzò l'evacuazione dalle isole.
Giunto a Kalimdor in seguito alla Terza Guerra, Vol'jin stabilì il suo popolo sulle Isole dell'Eco, nel sud est di Durotar, e divenne uno dei migliori amici e consiglieri di Thrall; i troll furono però costretti ad lasciare anche queste isole varie volte, prima perché attaccati dalle forze dell'ammiraglio Marefiero e poi a causa del tradimento di Zalazane che usò magie vudù oscure per rendere schiavi gli altri troll. Nel periodo successivo alla caduta del Re dei Lich, e Vol'jin guidò le sue forze alla riconquista delle Isole dell'Eco, sconfiggendo Zalazane.
Dopo il Cataclisma, Vol'jin collaborò con Halduron Alachiara e Vereesa Ventolesto per sconfiggere i troll di Zul'Aman. Nello stesso periodo, Garrosh Malogrido divenne Capoguerra dell'Orda, con cui Vol'jin aveva un pessimo rapporto (tanto che da essersi minacciati di morte a vicenda). Su consiglio di Thrall, Vol'jin e i suoi troll rimasero comunque nell'Orda, e parteciparono alla campagna di guerra voluta da Garrosh contro l'Alleanza, conquistando la Fortezza dei Custodi del Nord e rimanendo inorridito dopo che Garrosh distrusse Theramore con una bomba di mana.
Il rapporto con Garrosh peggiorò ulteriormente durante l'esplorazione di Pandaria, dove Vol'jin scampò a malapena ad un tentativo di omicidio organizzato da Garrosh, ritirandosi per recuperare le forze in un monastero pandaren, assistito da Chen Triplo Malto. Dopo ciò, Vol'jin organizzò una rivolta contro Garrosh, ottenendo il sostegno degli altri leader dell'Orda e dell'Alleanza e partecipando personalmente all'assedio di Orgrimmar; dopo che Garrosh venne sconfitto, Thrall nominò Vol'jin nuovo Capoguerra.
La sua permanenza in tale ruolo fu però breve: in seguito al ritorno della Legione Infuocata su Azeroth, Vol'jin guidò le forze dell'Orda in battaglia alle Isole Disperse, ma venne gravemente ferito durante gli scontri; riportato ad Orgrimmar, nominò Sylvanas Ventolesto nuovo Capoguerra prima di spirare.

## Xavius
Diecimila anni prima della Prima Guerra, Lord Xavius era il capo degli Eletti di Zin-Azshari, l'antica capitale degli elfi della notte, e il consigliere della regina Azshara. Xavius fu uno dei primi elfi ad entrare in contatto con Sargeras, allorché il Titano Oscuro prese interesse verso il mondo di Azeroth: sicuro che Sargeras fosse un qualche genere di divinità, convinse la regina a ordinare la creazione di un portale per permettere a Sargeras e alla sua Legione Infuocata di raggiungere il loro mondo.
Azshara ordinò a Xavius di fare in modo che solo gli Eletti potessero usufruire della magia del Pozzo dell'Eternità; il piano di Xavius funzionò, ma Malfurion Grantempesta riuscì, tramite il Sogno di Smeraldo, a distruggere il suo incantesimo, distruggendo poi Xavius stesso. Lo spirito di Xavius venne catturato da Sargeras, che, deluso per il suo fallimento, lo torturò a lungo prima di dargli un'altra possibilità e riportarlo in vita sotto forma di satiro.
Sargeras lo incaricò di convincere altri Eletti a farsi trasformare in satiri, e di consegnargli Malfurion Grantempesta. Mentre il primo obiettivo venne raggiunto facilmente, il secondo si rivelò ben più difficile: Xavius attaccò Malfurion mentre cercava Tyrande nei boschi, e venne colpito da una freccia di Shandris Piumaluna. Usando i suoi poteri druidici, Malfurion fece crescere un intero albero dall'asta in legno della freccia, intrappolando al suo interno Xavius. Alla fine della Guerra degli Antichi, quando avvenne la Frattura, l'albero venne trascinato sul fondo del mare assieme con buona parte dell'antico continente di Kalimdor.
Lungi dall'essere morto, tuttavia, e, alleandosi agli Dei Antichi, diecimila anni più tardi Xavius ritornò sotto l'identità di "Signore dell'Incubo": in questa veste corruppe il druido elfo della notte Fandral Elmocervo, causando la corruzione dell'Albero del Mondo Teldrassil, e successivamente scatenando l'Incubo di Smeraldo su Azeroth. Il suo piano venne nuovamente sventato da Malfurion insieme con Tyrande, Broll Orsomanto, Thura, Lucan Foxblood, Ysera, Eranikus e altri.

## Ysera
Ysera la Risvegliata (Ysera the Awakened), precedentemente detta "la Sognatrice" (the Dreamer) era la signora dei draghi verdi, che sorvegliano il Sogno di Smeraldo. Per quanto riguarda i videogiochi, appare esclusivamente nelle espansioni di World of Warcraft Wrath of the Lich King, Cataclysm e Legion, mentre è presente nei romanzi della Trilogia della Guerra degli Antichi, in Day of the Dragon, Grantempesta e Thrall - Il crepuscolo degli Aspetti, e nella storia breve La carica degli Aspetti.
Ysera ricevette i suoi poteri dal Titano della vita, Eonar; legati al Sogni di Smeraldo, Ysera e i suoi draghi verdi erano immersi in una perenne trance, essendo contemporaneamente in entrambi i mondi. Profondamente amica dell'Antico Guardiano Malorne, fu madre adottiva del di lui figlio Cenarius. Durante la Guerra degli Antichi, come gli altri Aspetti Ysera fu ingannata da Neltharion e partecipò alla battaglia dove egli rivelò il suo tradimento. Sempre durante la Guerra, Ysera assistette alla morte di Malorne, al quale era molto legata, per mano di Archimonde: lo sconvolgente evento le fece spalancare gli occhi (letteralmente, una cosa assai rara) dall'orrore, e in una furia disperata fece strage dei demoni che si trovavano sul posto. Alla fine del conflitto, assieme ad Alexstrasza e Nozdormu piantò l'Albero del Mondo Nordrassil, aprendo agli elfi della notte la connessione al Sogno di Smeraldo.
Quando la corruzione del Sogno da parte dell'Incubo prese il via, Ysera perse alcuni dei suoi migliori luogotenenti (Lethon, Ysondre, Emeriss e Taerar), oltre al consorte Eranikus, contagiati dall'Incubo. Durante gli eventi di Wrath of the Lich King, quando Nishera, la dragonessa custode del Santuario dei Draghi di Smeraldo, le chiese di aiutare nella lotta contro il Flagello, Ysera, forse anch'essa intaccata dall'Incubo, ordinò invece ai difensori del Santuario di trattare chiunque non facesse parte dello stormo verde come nemico.
Dopo la caduta del Re dei Lich, Ysera si trovò a fronteggiare l'Incubo di Smeraldo in tutta la sua potenza: attaccata da Lethon, lo respinse grazie all'aiuto degli altri draghi verdi, degli antichi e dei druidi, ma in seguito egli riuscì ad ingannarla e imprigionarla, permettendo all'Incubo di soverchiare tanto il Sogno quanto Azeroth. Venne liberata da Eranikus, che si sacrificò per questo, e alla fine della guerra diede la sua benedizione a Teldrassil; da quel momento, Ysera divenne nota non più come "la Sognatrice", ma come "la Risvegliata": per un certo periodo, ormai slegata dalla trance perenne in cui era stata immersa per millenni, Ysera ebbe delle difficoltà a integrarsi coerentemente nel mondo reale.
Durante un successivo incontro al Tempio della Lega dei Draghi, Ysera annunciò che aveva avuto una visione dell'Ora del Crepuscolo: per prevenirla, assoldò Thrall perché andasse a cercare Nozdormu nelle vie tel tempo. Si unì in seguito a Thrall e agli altri Aspetti nella battaglia contro Chromatus, riuscendo a distruggerlo, e si recò poi sul Monte Hyjal per aiutare Malfurion Grantempesta e Hamuul Totem Runico nella difesa e nella rigenerazione di Nordrassil e nella guerra contro Ragnaros.
Assieme a Kalecgos, Ysera ebbe l'idea di usare l'Anima dei Demoni per distruggere Alamorte, idea che si rivelò vincente: scongiurata l'Ora del Crepuscolo, come gli altri Aspetti anche Ysera perse tale status, diventando mortale.
Successivamente, in Legion, viene corrotta da Xavius. Viene uccisa da un avventuriero con la collaborazione di Tyrande per salvare il santuario di Elune.

## Zul'jin
Zul'jin era il capo dei troll della foresta della tribù Amani.
Durante la Prima Guerra, Orgrim Martelfato venne inviato da Manonera a parlamentare con gli Amani per ottenere un'alleanza, ma all'epoca Zul'jin rifiutò, nient'affatto sicuro di poterne trarre beneficio. Durante la Seconda Guerra venne catturato da una banda di guerrieri dell'Alleanza e poi liberato da un gruppo di orchi; dopo ciò, Zul'jin accettò di far unire gli Amani all'Orda, anche perché pensava che grazie ad essa avrebbe potuto ricostruire l'impero troll formato dalle due tribù Amani e Gurubashi, e distruggere gli odiatissimi alti elfi. Dopo la sconfitta dell'Orda, Zul'jin scomparve: in realtà venne catturato da Halduron Alachiara e torturato per giorni finché una banda di guerrieri troll non lo liberò (fuga durante la quale Zul'jin si amputò il braccio con una lancia per poter scappare).
All'epoca di The Burning Crusade Zul'jin, amareggiato dal fatto di non essere riuscito a distruggere gli elfi, evoca i Loa dei troll e li instilla nei corpi dei suoi guerrieri, rendendoli invincibili, sperando così di poter distruggere gli elfi del sangue. I suoi piani vennero tuttavia sventati da alcuni avventurieri che, introdottisi a Zul'Aman, uccisero lui e i suoi luogotenenti.